# Liste de marques de bières brassées en France
 (juillet 2023).
Si vous disposez d'ouvrages ou d'articles de référence ou si vous connaissez des sites web de qualité traitant du thème abordé ici, merci de compléter l'article en donnant les références utiles à sa vérifiabilité et en les liant à la section « Notes et références ».
Cet article présente une liste (non exhaustive) de marques de bière brassées en France.

## Marché de la bière en France
En 2019, La France est le 1er pays européen en nombre de brasseries avec 2 000 brasseries et plus de 10 000 références de bières différentes.
La France est le 8ème pays producteur de bières en Europe et 70 % des bières consommées en France sont produites en France .

## Les appellations[réf.nécessaire]
- Les bières fermières sont issues d'un brassage à la ferme par un agriculteur qui trouve là un moyen de valoriser son travail de production d'orge, de houblon, etc. Ces bières sont alors issues d'une structure agricole non-industrialisée et du potentiel agronomique d'un terroir parfaitement identifié. Elles sont commercialisées via les circuits courts et plus particulièrement via la vente directe.
- Les bières artisanales[3] sont issues de l'achat de produits agricoles de provenances géographiques variées, brassés dans une structure modérément ou non industrialisée et disposant de moins de 10 salariés.
- Les bières industrielles sont issues de l'achat de produits agricoles de provenances géographiques variées, brassés dans une structure industrialisée à l'effectif salarial non contraint.

## Auvergne-Rhône-Alpes

### Ain
- Thou, Maison de brasseur, Pont-d'Ain
- Brasserie La Voie Maltée, Saint-Jean-de-Thurigneux[4].
- Brasserie Artisanale de Grilly, Grilly

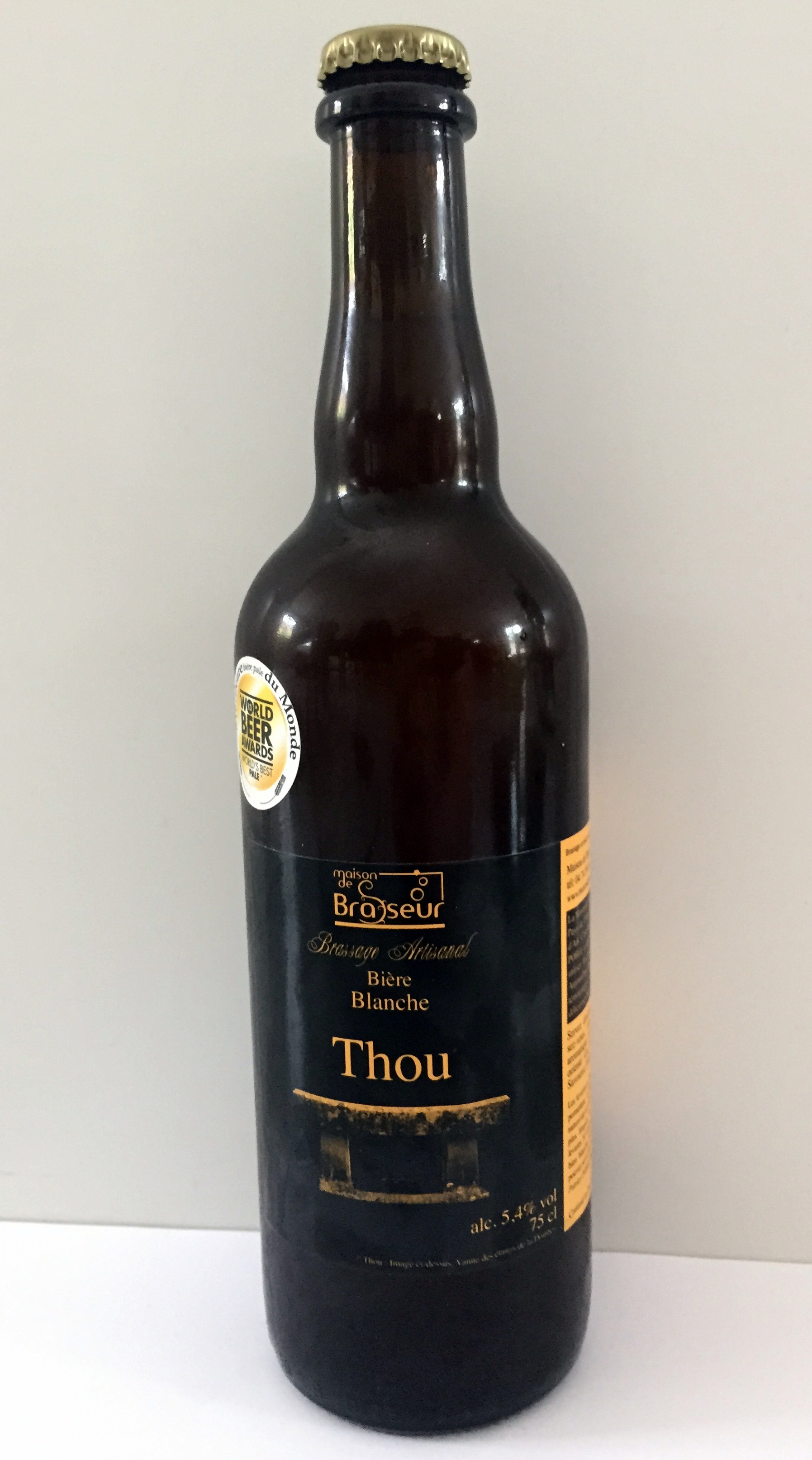
Bouteille de bière blanche Thou.

### Allier
- Brasserie de la Motte Juillet, à Tréban [5].

- Brasserie Blondel, à Montluçon[6].

### Ardèche
- Bourganel, à Vals-les-Bains[7]
- Ceven'Ale, à Rosières
- Les chopes du Moulin, à Lamastre
- L'Agrivoise, à Saint-Agrève
- La Brasserie La montgolfière, à Annonay
- Graine de Bules, à Davézieux[8]
- Free Mousse, à Saint Victor
- La Renarde, à Saint-Remèze
- Brasserie des Rieux, à Vogüé[9], [10].

### Drôme
- La BivouaK, à Nyons
- Brasserie bio du Slalom, à La Chapelle-en-Vercors :
  - Blonde, 5%
  - IPA, 5,4%
  - Ambrée, 5,7%
  - Blanche, 5%
  - Double, 6,8%

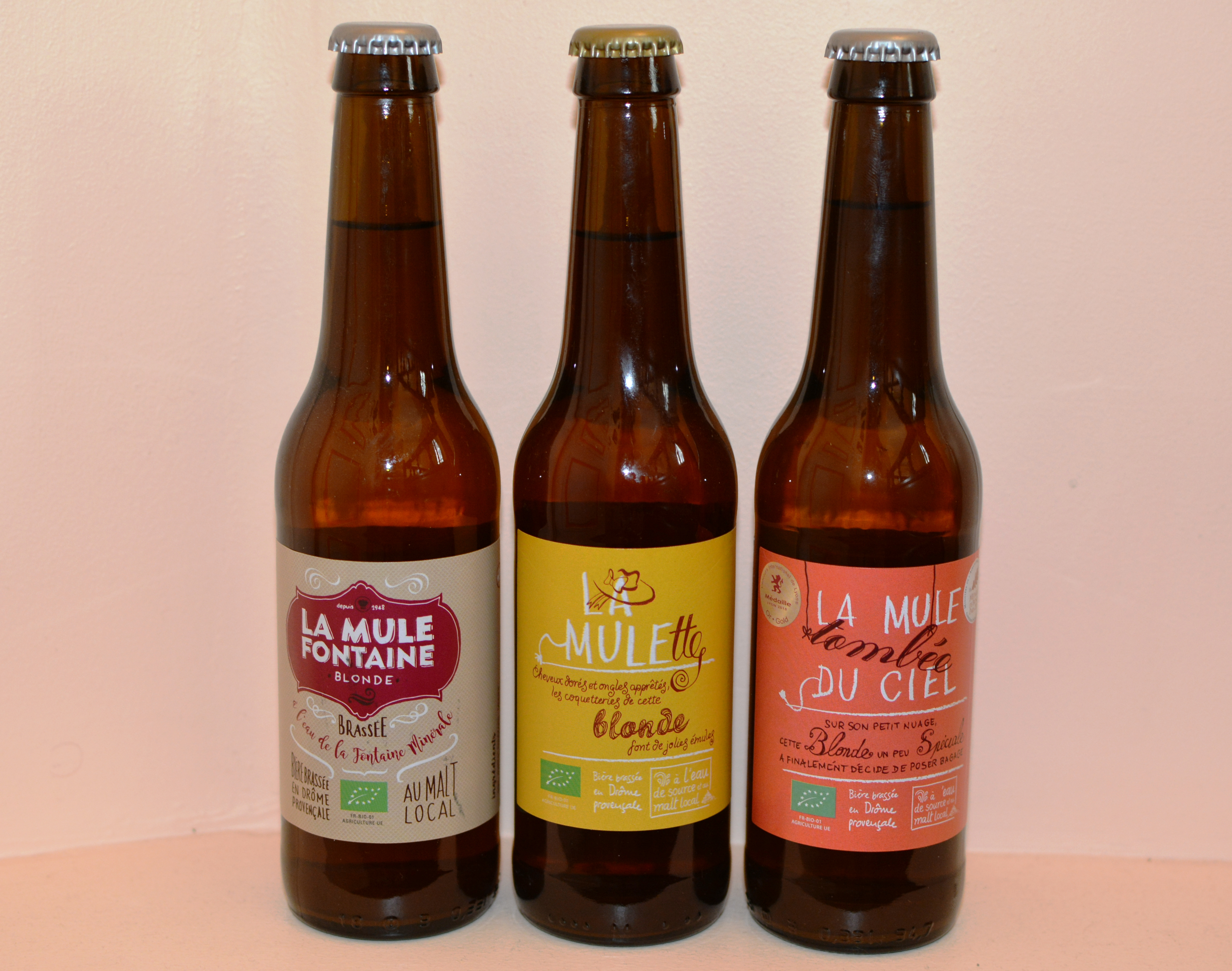
Bouteilles de la brasserie La Vieille Mule.

- Brasserie de la Vieille Mule, au Poët-Laval :
  - La Mule tombée du ciel, blonde
  - La Mule Hop Hop Hop, IPA
  - La Mulette, blonde
  - La Vieille Mule, ambrée
  - La Blanche Mule, blanche
  - La Mule Vagabonde, dunkelweizen
  - La Mule en Barrique, vieillie en barrique de whisky

- Brasserie de la Pleine Lune, à Chabeuil :
  - Aubeloun, IPA
  - L'universelle, blonde
  - Lunik, ambrée
  - Pierre de Lune, blanche
  - Lager des Étoiles, Indian Pale Lager
  - Cabéolune, Drôme Pale Ale
  - Conteuse de Lune, blonde
  - Gens de la Lune, Tropical Lager
  - Lunatique, brune
  - Lunaski, Imperial Stout
  - Lunette, blanche
  - Lun'ion Jacques, ambrée
  - Mutinerie, blonde cuivrée
  - Pleine Lune Triple
  - Super Nova, Wheat IPA
  - Bières de saison : printemps (Lune et l'Autre), été, automne (Lune d'Aile), hiver

- Markus Bière (Brasserie du Val de Drôme, à Saou).

- La Grihète, à Nyons :

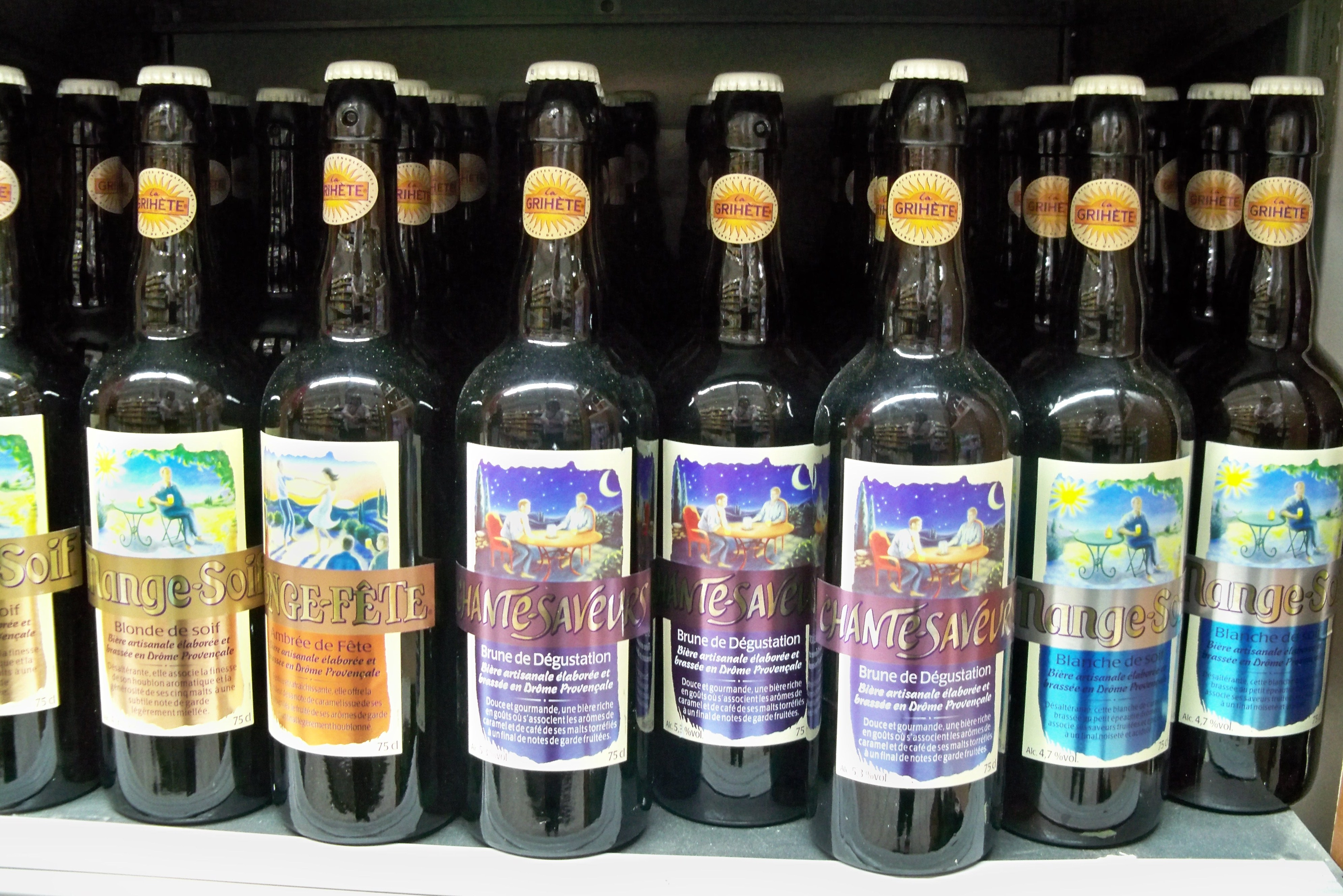
Bouteilles de la brasserie Grihète.

  - La "Mange Soif" Blanche, à fermentation haute.
  - La "Mange Soif" Blonde. De type pils à fermentation basse
  - La "Songe-Fête" Ambrée. De type ale ambrée à fermentation haute
  - La "Chante-Saveurs". Brune de dégustation, de type ale brune à fermentation haute, avec une touche de figue.
  - La 7, Cuvée d'Exception. Bière blonde de triple fermentation, inspirée des bières d’abbaye.
- La Manivelle (Brasserie Artisanale de Die), brassée à Die
- Cav'ale (Brasserie Artisanale de Menglon), brassée à Menglon
- Les Trois Becs (Brasserie Artisanale de Gigors et Lozeron), brassée à Gigors et Lozeron
- Les Gens Sérieux (Brasserie de Crest), brassée à Crest
- La Bascule (Brasserie Artisanale de Châtillon-en-Diois), brassée à Châtillon-en-Diois

### Haute-Loire
- Brasserie Volcane à Cohade, bières de haute fermentation brassées dans le respect de la tradition.
  - Volcane blanche
  - Volcane blonde
  - Volcane ambrée
  - la crête rouge
  - la fournaise
  - la bête rousse
  - l'infusionelle
  - la roche brune
  - Volcane IPA
- Brasserie Peyvel, à Aurec-sur-Loire :
  - Panthère 43, blonde
- Brasserie Manev'Ale au Mazet-Saint-Voy :
  - La Lize, bière blanche, blonde, ambrée et brune.
- Brasserie Ouroboros à Freycenet-la-Tour
  - Hopus Dei, Blonde IPA
  - Kerubim, Ambrée
  - Chimère, Blanche
  - Dark Water, Noire de soif
  - Ragnagnarök, Rousse IPA
  - Golden Dawn, IPA au miel
  - Sang des Muses, Noire
  - Hvergelmir, Double IPA
- Brasserie La Strol à Monistrol-sur-Loire[11].

### Haute-Savoie
- La Cordée brassée à Annecy
- La Blanche, l'Ambrée, la Bière de Garde, la Blonde, la Pils, la Bière de l'Instant de marque Artmalté par la Petite fabrique à Annecy

### Isère
- Une Petite Mousse - La Brasserie, à Comboire
  - Une Pour Tous, Tous Pour Elle
  - La Déclaration
  - James Blonde
  - Des Ecorces et des Ailes
  - Dark Side of The Mousse
  - Fantastic Miss Mosaic
- Brasserie du Mont Aiguille de Clelles en Trièves
  - La PréamBulle Bière Blonde
  - La FunamBulle Bière Ambrée
  - La NoctamBulle Bière Brune
- Brasserie artisanale du Dauphiné, bière artisanale de Saint-Martin-d'Hères[12]. 
  - Mandrin aux noix
  - Mandrin à la réglisse
  - Mandrin au sapin
  - Mandrin au miel
  - Mandrin aux 7 plantes du Massif de la Chartreuse
  - Mandrin au chanvre
- Brasserie artisanale du val d'Ainan à Saint-Geoire-en-Valdaine
- La Brasserie du Chardon de Bernin
  - Barbulle, blonde amère
  - Chènevière, blonde légère, au chanvre
  - Grande Chantourne, ambrée, à l’épeautre
  - Roche Noire, bière assez amère
  - Tête Rousse, fruitée
- Brasserie Biercors, de Villard-de-Lans
  - Bière du Vercors ambrée
  - Bière du Vercors blanche
  - Bière du Vercors blonde
  - Bière du Vercors blonde-dorée
  - Bière du Vercors noire
  - Bière du Vercors rousse
  - Bière du Vercors “Inspiration de saison”
- Les Ursulines, de Crémieu
  - Ambrée
  - Blanche
  - Blonde
  - Brune
  - Dorée
  - Médiévale
  - Noël
  - Printemps
- La brasserie du Trièves, de Mens
  - Blonde
  - Fleurs de sureaux
  - Ambrée
- Les bières du Temps, bière artisanale bio à Champier
  - Blanche
  - Blonde
  - Ambrée
  - Brune
- La WouizZ
- Brasserie Artisanale Garrica à Jarrie

### Loire
- La Part des Autres, Machézal/Saint-Etienne.

- Brasserie du Loire
  - Relaxante Blonde
  - Apaisante Blanche
  - Existante Ginger béer
  - Sidérante Cidre
  - Exaltante Stout
- Brasserie stéphanoise à Saint-Étienne :
  - La Glütte
    - Glütte Blonde
    - Glütte 2IPA
    - Glütte Ambrée
    - Glütte Blanche
    - Glütte Triple

  - Copains-Chopines
    - La Manu : Blonde
    - La Gambelle : Blanche
    - La Quinarelle : Ambrée
    - La Machurée : Brune
    - La cafi : IPA

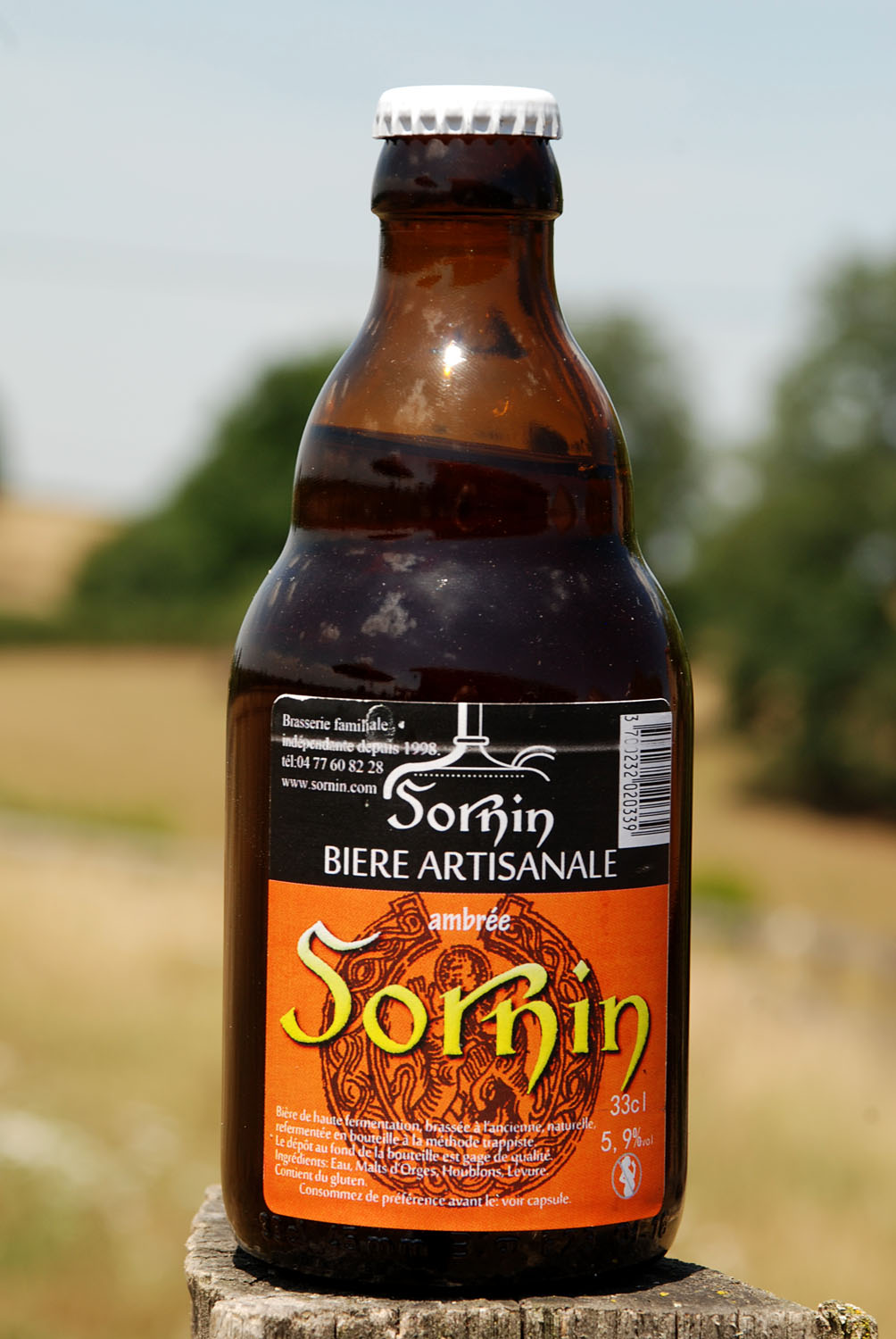
Bière du Sornin.

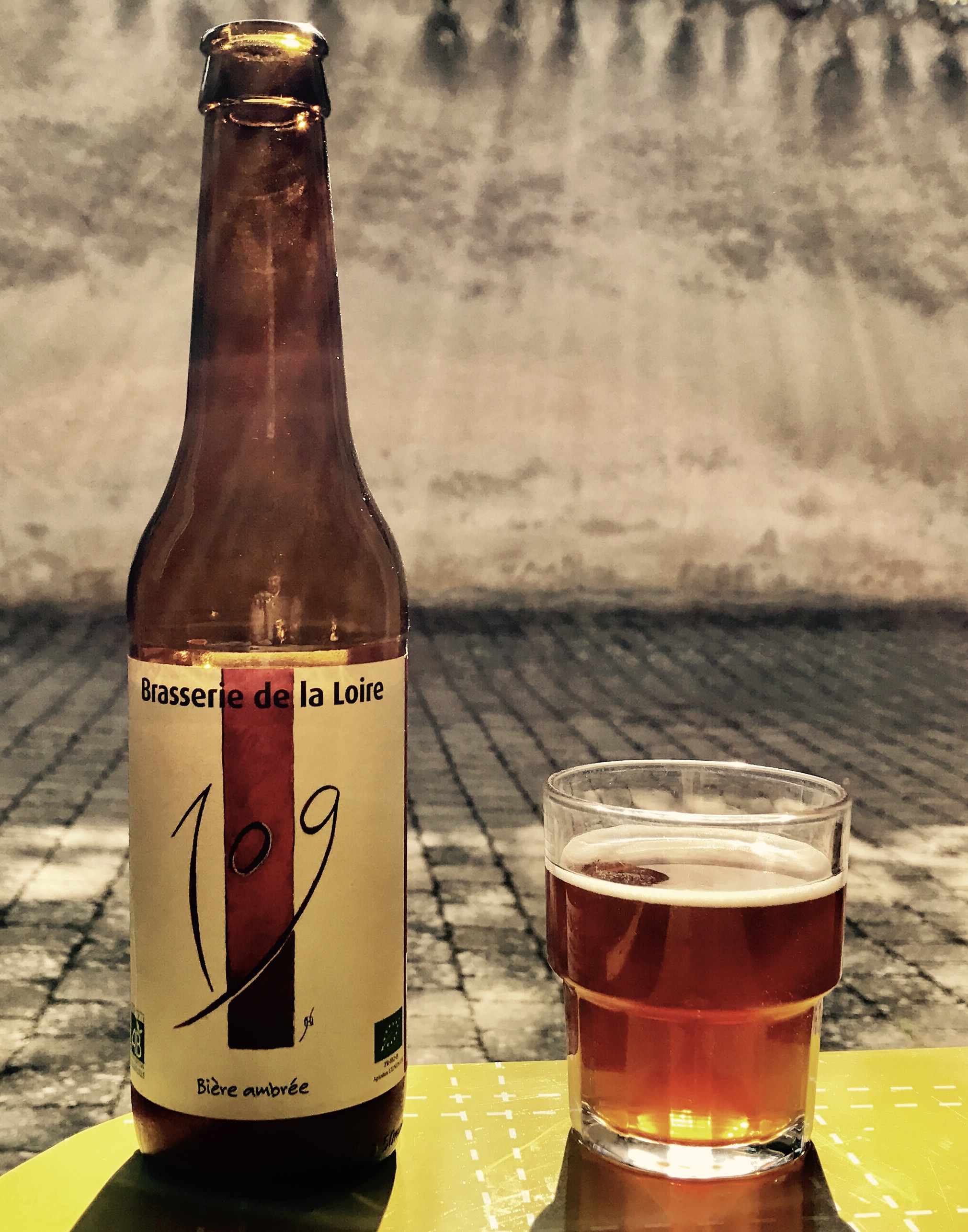
Bière 109 de la brasserie de la Loire.

- La Brasserie du Pilat à Saint-Julien-Molin-Molette :
  - La Dunedu (au seigle)
  - La Saint-Julien (blanche)
  - La Biscanna (avec du chanvre)
  - La Girasole
  - La Grande Marée
  - La Mad Max
  - La Rouquine
  - La Veuve Noire
  - La Canicule (bière de saison)
  - La Giboulée (bière de saison)
  - La Fleur de Noël (bière de saison)
- Les brasseurs du Sornin à Pouilly-sous-Charlieu :
  - Baye, 5,9°, rousse
  - Bière de Mars, 5,9°, ambrée
  - Bière du Sornin, 5,9°, ambrée
  - Charliendine, 5,6°, blonde
  - Chaudron Vert (à la verveine), 5,5°
  - Clugny III, 6,2°, ambrée
  - L'Égyptienne, 7,2°, rousse
  - La Castagne (à la châtaigne), 6,0°, ambrée
  - La Noëlle, 5,9°, ambrée
  - Le Chaudron vert, 5,6°, blonde
  - Perle Verte, 5,0°, blonde
  - Pierre Blanche, 4,8°, blanche
  - Salve Garde (Bière médiévale), 4,8°, ambrée
  - Trouille, 6,6°, brune
- La brasserie de la Loire à Saint-Just-Saint-Rambert.
- La brasserie Serge à Saint-Étienne. Brasserie gérée par les étudiants de l'ENISE

### Puy-de-Dôme
- Brasserie Gaïa - Bières du Sancy, à Picherande :
  - La Gaïa, bière blanche, blonde, ambrée, brune et Mienguette (à la gentiane).

- Brasserie LE REVEIL DES VOLCANS - Bières Auvernhata / Bières BILLD / Soda Monsieur Marcel - à Mur-Sur-Allier
  - Auvernhata - Bière locale - Blanche, Blonde, Ambrée, IPA, Triple
  - BILLD - Bière plus craft - Sour, Neipa, IPA, etc.
  - Monsieur Marcel - Soda Craft Citron, Cerise, Pêche

### Rhône et métropole de Lyon

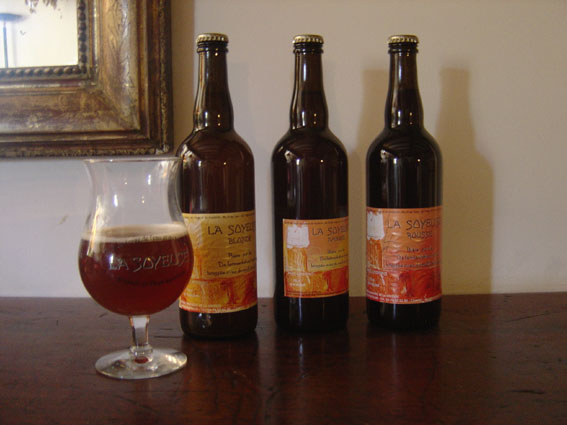
Verre et bouteilles de bière La Soyeuse.

- Brasserie NEPO, à Neuville-sur-Saône
- Rinck
- La Soyeuse, à Rontalon.
- Brasserie des Gones, à Corbas.
- Mappiness, à Décines-Charpieu.
- Brasserie Ninkasi, à Tarare :
  - Ninkasi ambrée
  - Ninkasi blanche
  - Ninkasi blonde
  - Ninkasi brune
  - Ninkasi IPA
  - Ninkasi noire
  - Ninkasi French IPA
  - Ninkasi Session IPA
- Domaine du Manchot, à Lachassagne
  - Bliss
  - L'Hédoniste
  - Dandy
  - Caldeira
  - Kif Kif
  - L'Iconoclaste
- Nomade Brewery, à Genas.
  - Saudade Saison
  - Nuit Blanche
  - Go Your Own Way
  - Shaman I.P.A.
  - A.N.P.D. Scotch Ale
  - Invalid Oatmeal Stout
- Demi-Lune Brasserie Tassin-la-Demi-Lune
  - Champ Libre
  - Lyon Ceylan
  - Cherry Blossom
  - 3 Gones
  - Promenade des Tuileries
- Terre de bières, à Limas[13].

### Savoie

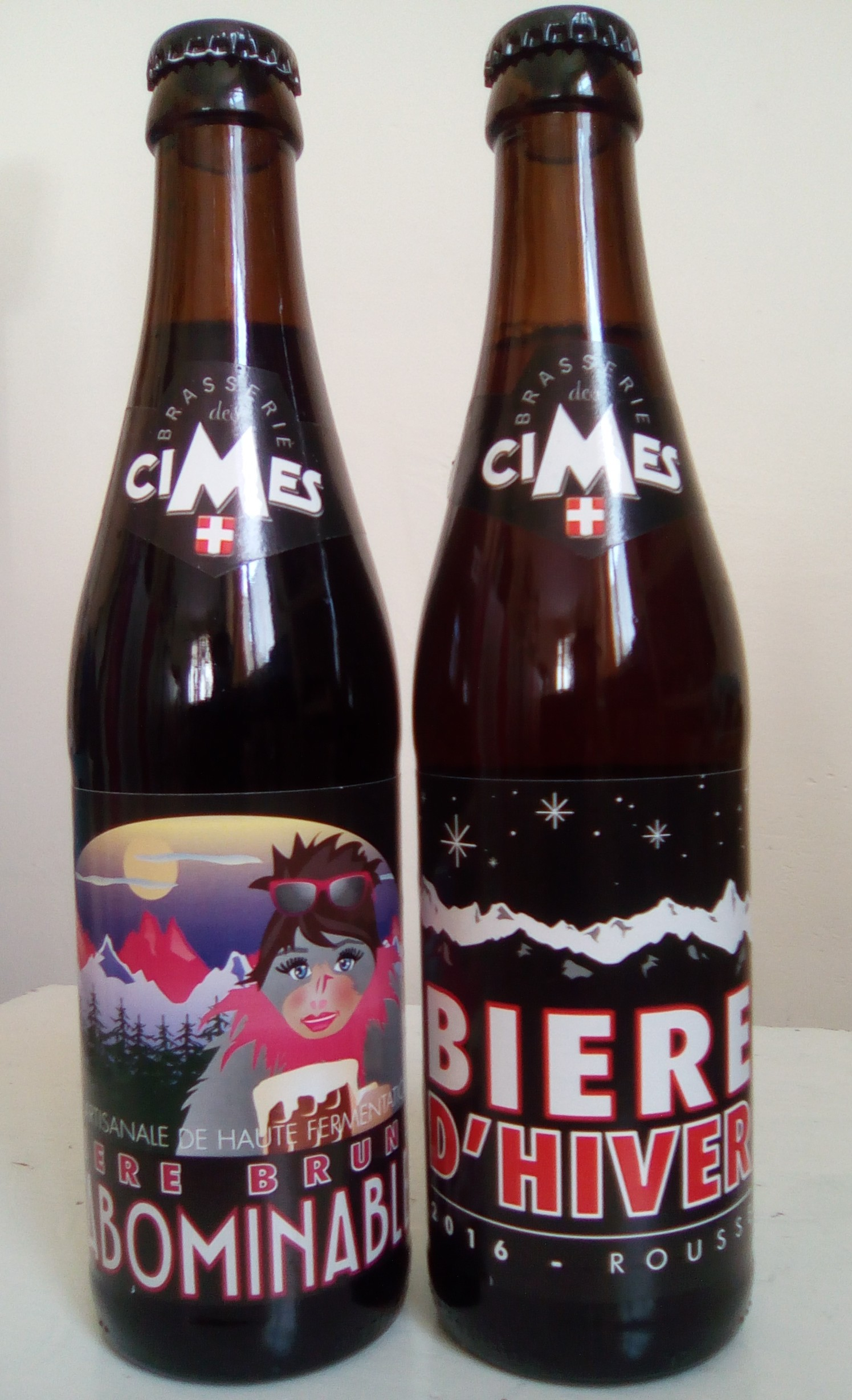
Bières de la Brasserie des Cîmes (brune, rousse).

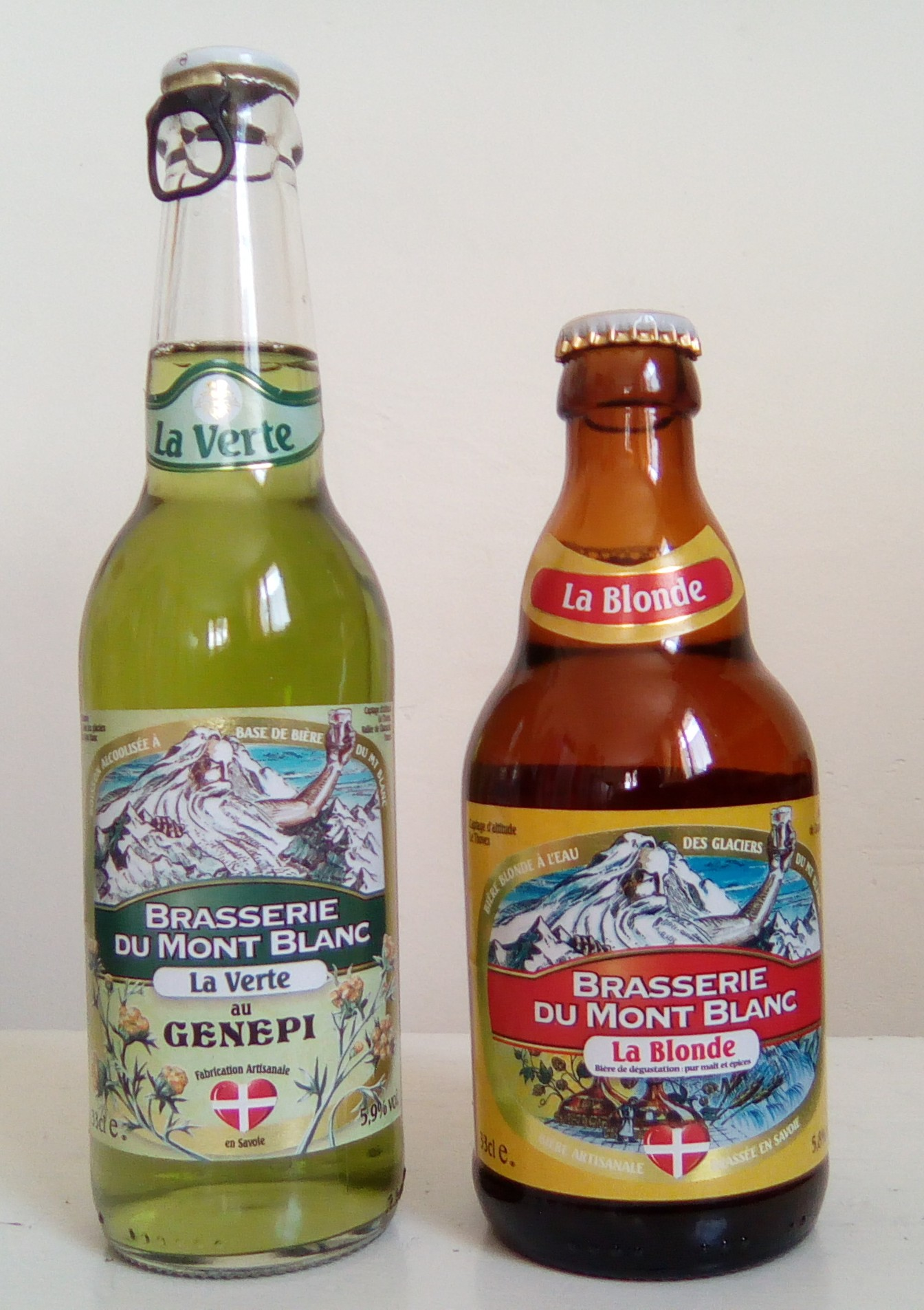
Bières de la Brasserie du Mont-Blanc (génépi, blonde).

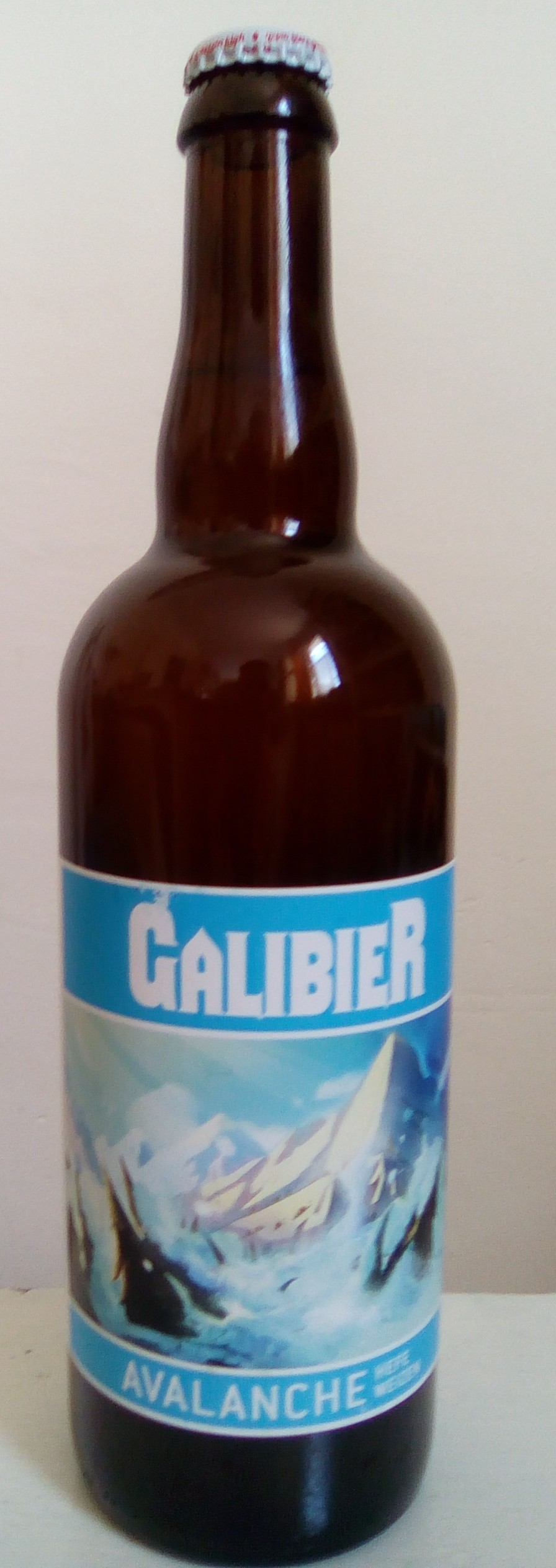
Bière de la Brasserie Galibier.

- Brasserie artisanale de Sabaudia (BAS), brassée à Chambéry :
  - Blonde, 4,8° ;
  - Blanche, 5° ;
  - Ambrée, 4,5° ;
  - Noire, 4°.
- Bière des Cîmes brassée à Aix-les-Bains :
  - L'abominable
  - L'aiguille Blanche
  - Bâton de Feu
  - Bière d'hiver
  - Piste Noire
  - Yéti
- Brasserie du Mont-Blanc, brassée à La Motte-Servolex :
  - Blonde
  - Rousse
  - Blanche
  - La Verte (génépi)
  - La Violette
  - Brassin d'Hiver
- Brasserie Galibier - « La plus haute brasserie de France » - brassée à Valloire :
  - Avalanche (bière blanche)
  - Alpine (bière blonde)
  - Matchut (bière ambrée)
- Brasserie la Montagnarde, brassée à Saint-Jean-d'Arvey :
  - La Divine (Ale Anglaise) 5,2°
  - La Favorite (Pale Ale) 5,5°
  - L'Indigène (Ingrédients locaux) 5,2°
  - La Floréale (Amber Ale) 5,5°
  - La Nivéole (Blanche) 5,2°
  - La Denise (Porter Lyonnais) 6,5°
- Brasserie du Merle, brassée à Puygros :
  - La Cicada 4.7%
  - La Lycalopex 6.1%
  - La Keurr Ké 5.5%
  - La Marakuja 7.1%
  - La Draakon 4%
  - La Upupa Epops 6.1%
  - La Manis 7.6%

## Bourgogne-Franche-Comté

### Côte-d'Or

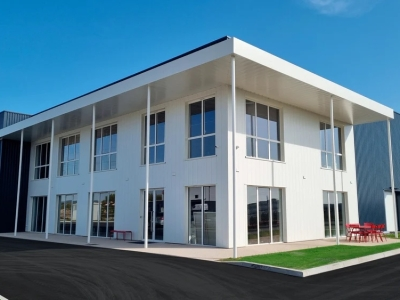
Brasserie de France.

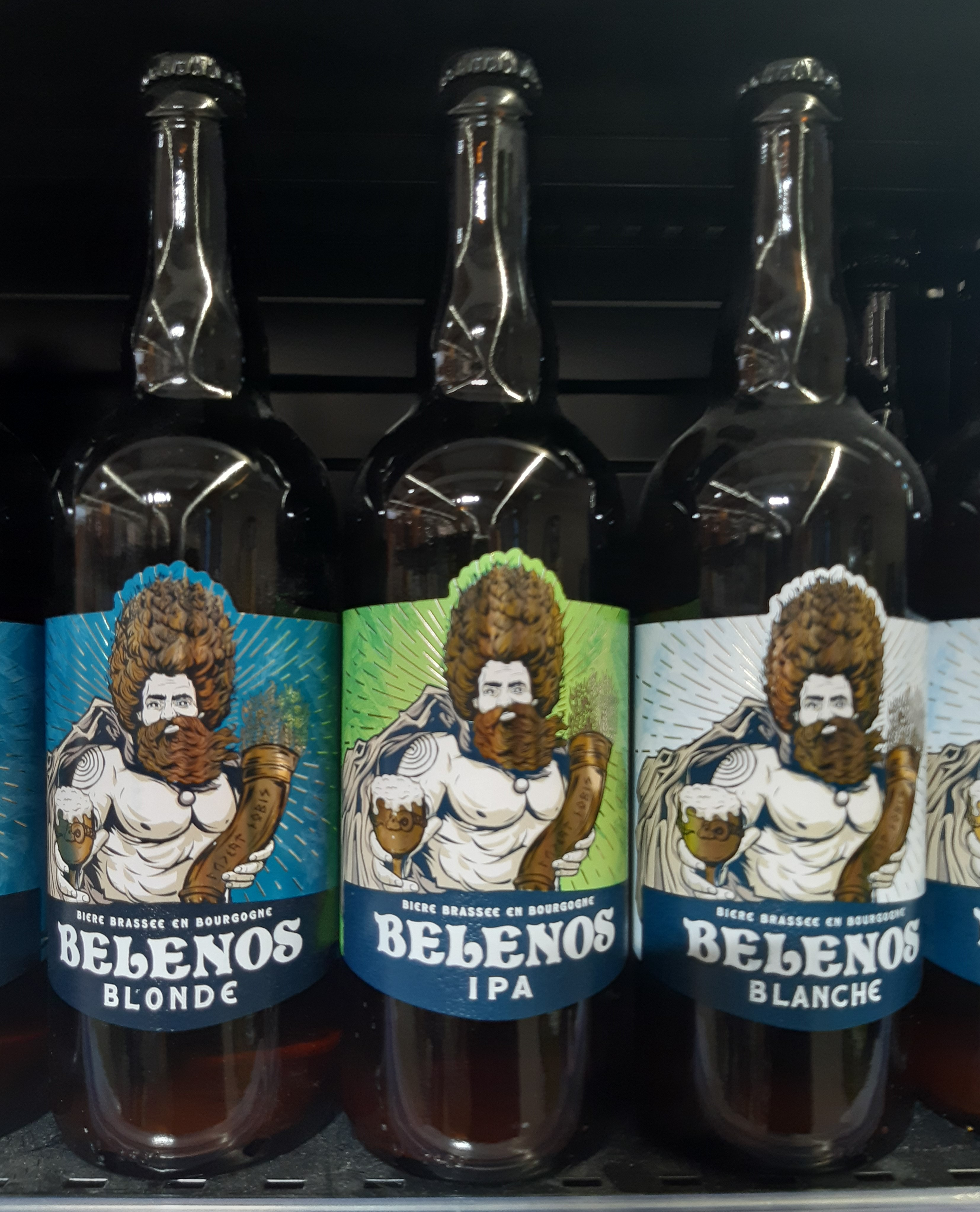
Bières Belenos de la brasserie Belenium.

- Campus brassicole Brasserie de France[14],[15],[16],[17],[18],[19],[20],[21] à Beaune
  - Bières La Beaunoise
  - La 21 - Bière labellisée « Savoir-faire 100% Côte-d’Or »
  - Bières BUZZ
  - Bières Armand Heitz
  - Bières Soif de Toi
  - Bières BeeRun
  - Bières Fluide Glacial
- Brasserie Belenium à Beaune
- Brasserie Elixkir à Quetigny
- Brasserie des Trois Fontaines à Bretenière
- Brasserie des sources de l’Ouche à Lusigny-sur-Ouche
  - Bière L'Ouche
- Brasserie Burgonde à Vitteaux :
  - Bière de Vitteaux Blanche (5 %)
  - Bière de Vitteaux Blonde (6 %)
  - Bière de Vitteaux Ambrée (7 %)
  - Bière de Vitteaux Brune (7 %)
  - Cervoisétorix (6 %)
  - Bière Hivernale, rousse (8 %)
  - Bière de Printemps, blonde (5 %)
  - La Burgonde "10" (10,3 %)
  - IPA (7,5 %)
  - Bière de Noël (6,5 %)

### Doubs
- Brasserie Backporte
  - Canon IPA (IPA, 5,5%)
  - 5 ème Saison (saison, 6,2%)
  - Sziget (Hefe Weizen, 6%)
  - Porter Express (porter, 5,2%)
  - RIP Merry (sour, 3,8%)
  - Red L (red ale, 5,5%)
- La Brasserie Du Pintadier à Besançon :
  - La Bière Du Pintadier Blonde - Bière blonde
  - La Bière Du Pintadier Ambrée - Bière ambrée
  - La Bière Du Pintadier Brune - Bière brune
- La Brasserie Entre 2 Mondes à Mouthier-Haute-Pierre :
  - Inuk - Bière blanche
  - Eau De Pierre - Bière blonde
  - L'Artiste  - Bière Blonde
  - Indian - Bière Rousse
  - Native - Bière Ambrée
  - Merry Chrismouss - Bière de Noël
- Brasserie Bière Du Doubs à Nancray :
  - La Doubs Sœur - Bière blanche
  - La Doubs Bidchou - Bière blanche d'été
  - La Doubs Blonde
  - La Doubs Biste - Bière blonde de mars
  - La Doubs Ambrée
  - La Doubs Loureuse - Bière brune
  - La Doubs Zen - Bière d'automne
  - La Doubs doune - Bière de Noël
- Brasserie Des Fontaines De Jouvence à Badevel :
  - Bière Blanche
  - Bière Blonde
  - Bière Blonde Extra
  - Bière Rousse
  - Bière Brune Fumée
  - Bière Noire
- Brasserie Terra-Comtix à Malans :
  - La Trobonix Blanche - Bière blanche
  - La Trobonix Blonde - Bière blonde
  - L'euthanasix - Bière blonde triple
  - La Trobonix Ambrée - Bière ambrée
  - La Trobonix Brune - Bière brune
  - La Trobonix Printemps - Bière de Printemps
  - La Trobonix Noël - Bière de Noël
- Hyperboissons à Besançon :
  - La Boucle blonde.
  - La porte taillée.
- Bière Boutique à Uzelle :
  - La Blanche - Bière blanche
  - La Printanière - Bière blonde
  - La Coquine - Bière blonde
  - La Belle de Nans - Bière ambrée
  - La Fleur de terre - Bière ambrée
- Brasserie Gangloff  à Besançon :
  - Blonde Bisontine bio
  - Blanche Bisontine bio
  - Rousse Bisontine bio
  - Bisontine Classique bio
  - Comtoise bio
  - Spéciale N° 7 bio
  - Douce Bisontine bio
  - Indian Pale Ale Bio
  - Belle de Noël bio
- Brasserie Cuc à Pouilley-les-Vignes :
  - Bière Blonde
  - Bière Ambrée
  - Bière Blanche
  - Bière IPA
  - Bière Triple
  - Bière de saison : Printemps, Noël, Commune

### Haute-Saône
- Brasserie Ad Libitum, à Étuz :
  - My Name Is Blond : Bière blonde houblonnée
  - Ref Fever : Bière rousse, Red IPA
  - Privés De Dessert : Bière blonde, NEIPA
  - Perlimpinpin : Bière blonde, IPA
  - La Blonche : Bière blonde, IPA
  - Barbatruc : Bière blonde, Sour IPA
  - Pas un Dialogue de Sour : Bière blonde, Sour IPA
  - Attention à la Marche : Bière noire, Imperial Pastry Stout
  - Belle Soirée Entre Amis : Bière brune
  - Hop Corn : Bière blonde
  - White Is It : Bière blanche à l'hibiscus
  - Yankee Millenium : Bière ambrée, BarleyWine
  - Vertigo Belgium : Bière blonde triple

- Brasserie Redoutey, à Lavigney :
  - La Blanche d'Elise - Bière blanche bio
  - Kalex -  Bière blonde bio
  - La Redoutable! - Bière rousse bio
  - La Fée Caramelle - Bière brune bio

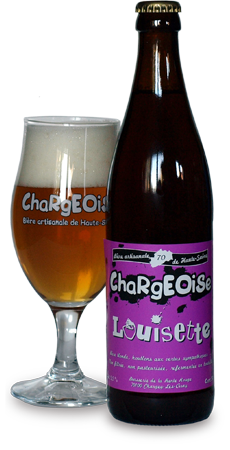
Verre et bouteille de la bière Chargeoise Louisette.

- Brasserie De La Rente Rouge à Chargey-Lès-Gray :
  - Chargeoise Blonde - Bière blonde
  - Chargeoise Louisette - Bière blonde
  - Chargeoise Ambrée - Bière ambrée
  - Chargeoise De Noël - Bière saisonnière
  - Chargeoise Ephémère - Une nouvelle bière au fil des saisons
- Brasserie Klem à Borey :
  - Piwak Blanche - Bière blanche
  - Piwak Blonde - Bière blonde
  - Piwak Ambrée - Bière ambrée
  - Piwak Brune - Bière brune
  - Piwak Violette - Bière à la violette
  - Piwak Ruby - Bière aux épices et aux cerises
  - Piwak Boréale - Bière « du moment », brassée selon les inspirations du brasseur
  - Piwak Printemps - Bière de saison
  - Piwak Noël - Bière de saison
- Brasserie Mélomalt à Éhuns :
  - La Féé-Culent - Bière blanche
  - La Turlutte - Bière blonde
  - La Mélomalt - Bière ambrée
  - L'Aïe-Zeimer - Bière brune
  - La Seed-Errante - Bière noire

### Jura
- La Brasserie des Babouins Jurassiens à Poligny
  - Cercopitheca Negra - American Stout
  - La Colère du Babouin - Double IPA
  - Ape Bunga - West Coast IPA
  - Tropicalistik IPA - West Coast IPA
  - Bloody Monkey - English Amber Ale
  - Jungle Spirit - West Coast IPA
  - Bohemian Spring - Pilsner de Bohême
  - Kokomo - American Deviant SMaSH Ale
  - Chica Pop - American Lager

- Brasserie artisanale La Montagnette à Arinthod :
  - Bière Blonde bio
  - Bière Ambrée bio
  - Bière Blanche bio
  - Bière de noël bio

- Brasserie L'origine du Monde à Orgelet :
  - Black Mamba - IPA Black / Cascadian Dark Ale
  - La Source ambrée - Lager Amber / Red
  - Les Verts Monts - New England IPA / Hazy
  - La Cribleuse Blanche - IPA White / Wheat
  - Session IPA Mosaïc - IPA Session
  - Lager Californienne blonde - Blonde / Golden Ale

- Brasserie Plume Jurassienne à Cramans :
  - 01 - Pale Ale Cascade
  - 02 - London Bitter
  - 03 - Witbier
  - 04 - Kolsch
  - 05 - Pamp'Plume : IPA au Pamplemousse
  - 06 - Ginger Ale
  - 07 - Black IPA

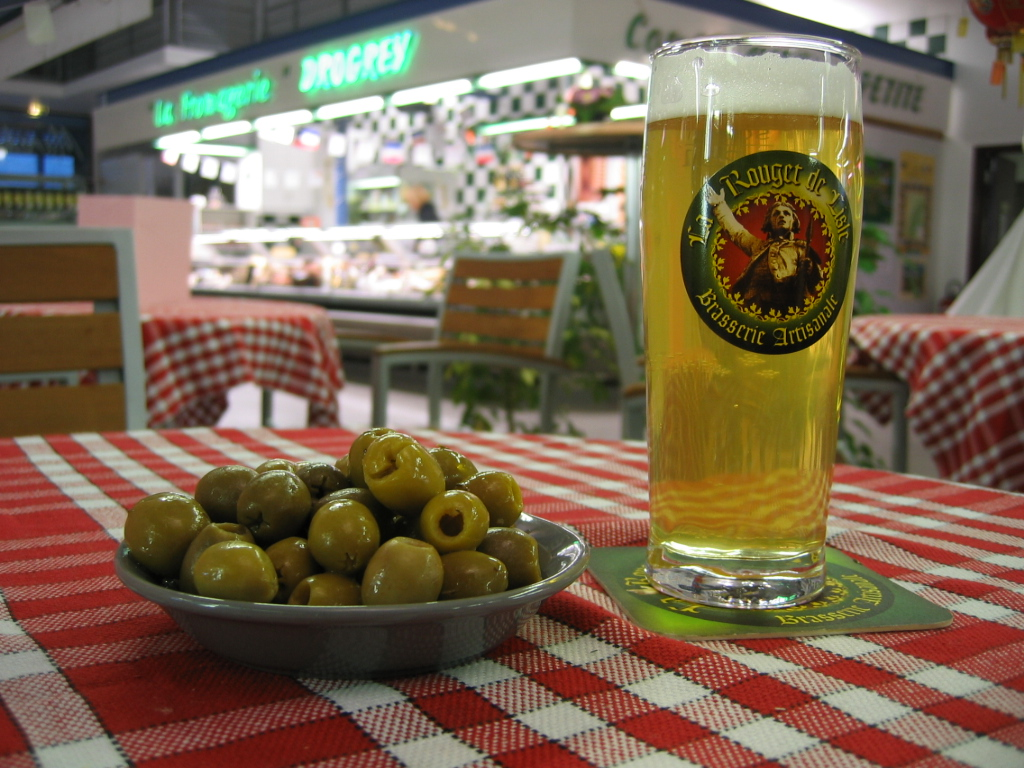
Verre de bière de la brasserie La Rouget de Lisle.

- Brasserie La Rouget de Lisle, à Bletterans :
  - Blanche des Plateaux - Bière blanche
  - La Marseillaise - Bière blanche d'été
  - Burgonde - Bière blanche au jus de cassis de Bourgogne
  - Griottines - Bière blanche au jus de Griottines de Fougerolles
  - Blonde de Lisle - Bière blonde
  - Printanière - Blonde de printemps au malt frais et houblons aromatiques
  - La Ventre Jaune - Bière blonde bressane à la farine de gaudes
  - Millefleur - Bière blonde au miel
  - Montbéliarde - Bière blonde
  - Crin Blanc - Bière ambrée
  - Grande Rivière - Bière ambrée
  - Vieux Tuyé - Bière ambrée au malt fumé
  - Bière de Noël - Bière ambrée pain d'épices
  - Combe aux Loups - Bière brune
  - Cristal des Grandvaux - Bière noire
  - Fourche du Diable - Cervoise (la gentiane remplace le houblon)
  - Abbaye de Baume les Messieurs - Blonde d'abbaye
  - Perles Noires - Brune vieillie en fûts de chêne

- Brasserie La Franche, à La Ferté :
  - Galle - Bière blanche bio
  - D'en Bas - Bière blonde bio
  - De Vie - Bière ambrée bio
  - Profonde - Bière blonde bio
  - Ipane Bière - bière brune bio

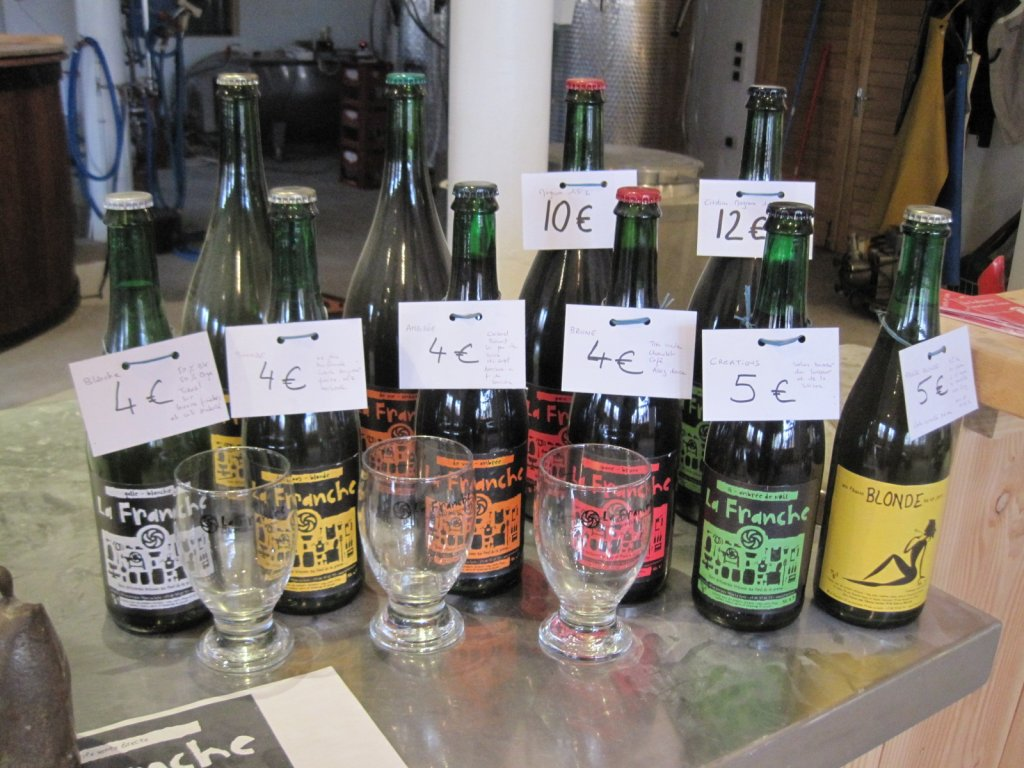
Gamme de bières de la brasserie La Franche.

  - IE - C'est le Printemps - Bière ambrée
  - IE - XXXYZ Bitter - Bitter
  - Fausse Blonde Au Vin Jaune - Bière blonde au vin jaune
  - iE - Créations - Une nouvelle bière tous les mois
- Brasserie Des Trois Epis à Orgelet :
  - La Bièregelette Blanche - Bière blanche
  - La Bièregelette Blonde - Bière blonde
  - La Bièregelette De Printemps - Bière blonde
  - La Bièregelette De Noël - Bière brune

### Nièvre
- Brasserie Ôlieu à Nevers :
  - Daisy, blonde, légère et amère ;

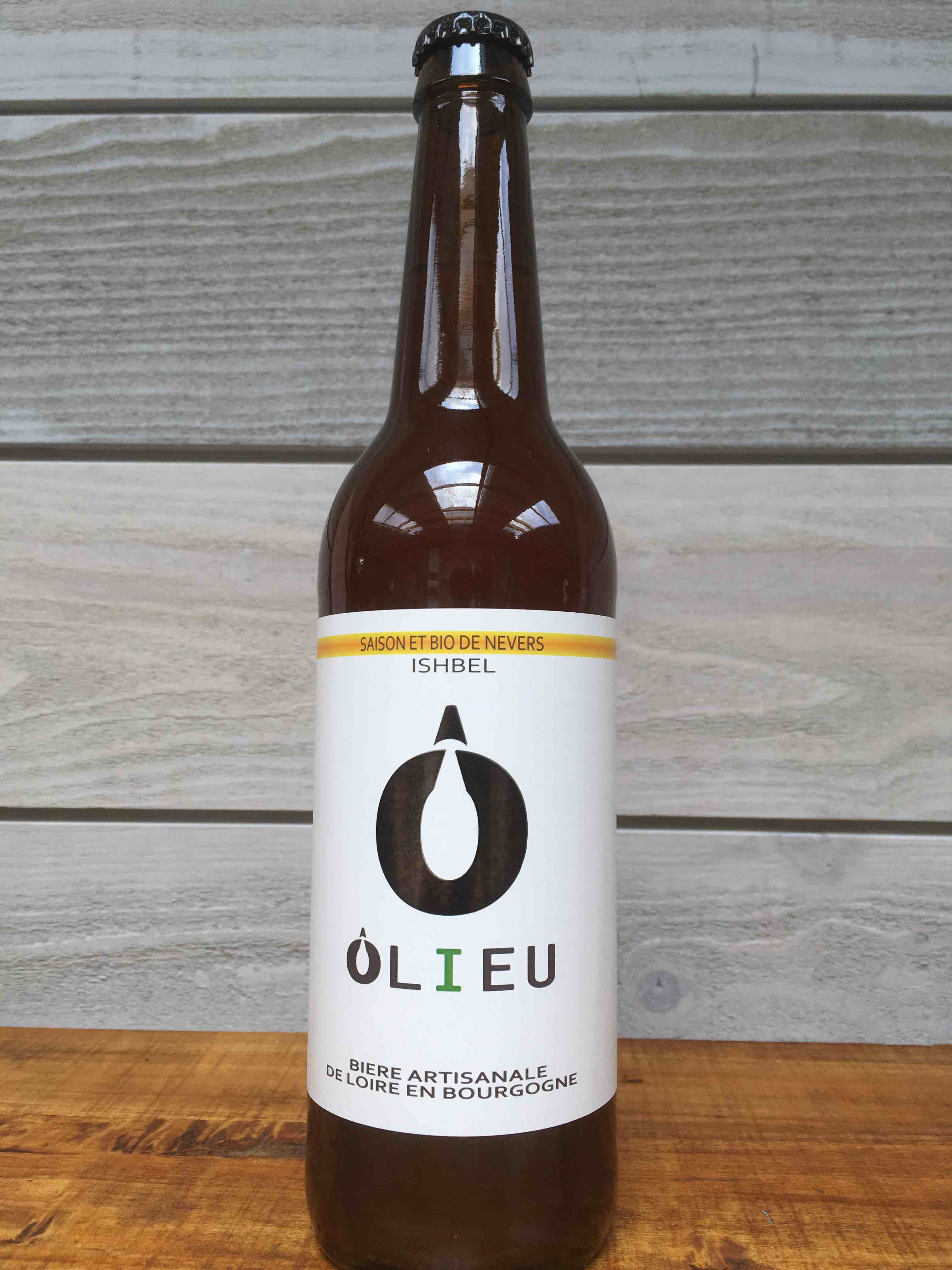
Bière Ishbel de la brasserie Ôlieu.

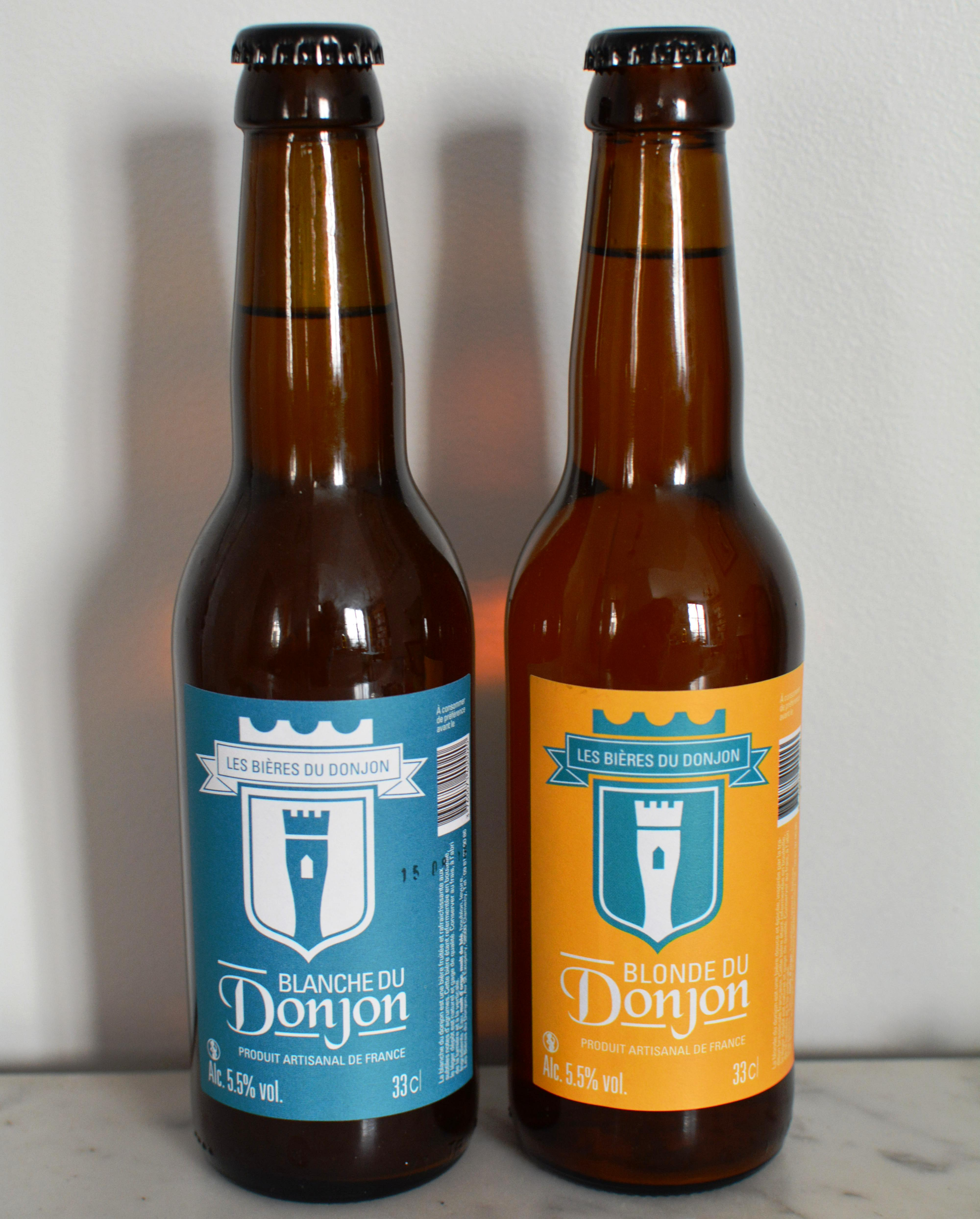
Bières du Donjon blanche et blonde.

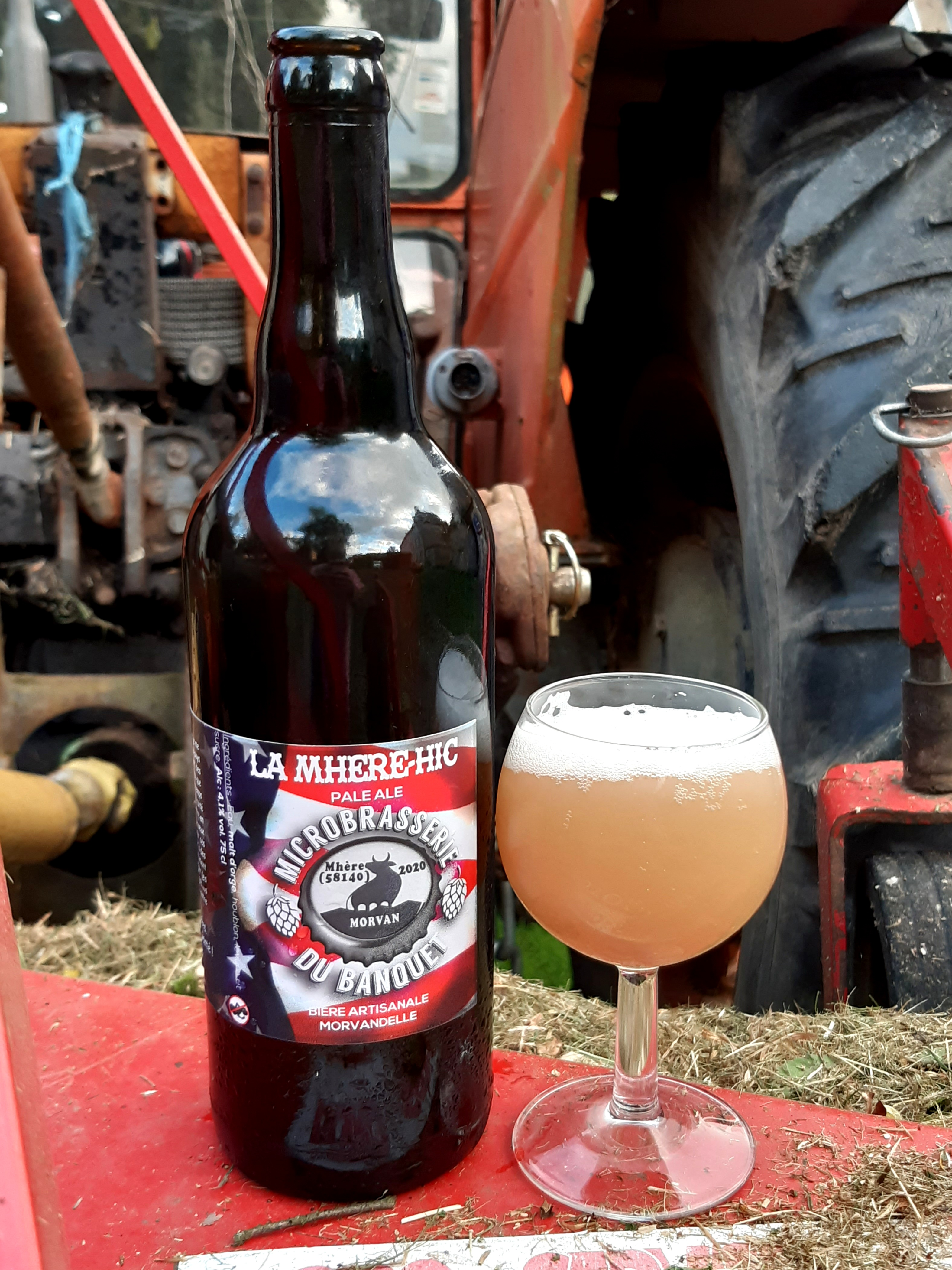
Bouteille La Mhère-Hic, à Mhère.

  - Ishbel, blonde, cuivrée houblonnée ;
  - Circé, rousse, aux arômes de sous bois ;
  - George, ambrée, au Cynorhodon.
- Brasserie de la Canoterie à Clamecy
- Brasserie Bières du Donjon à Clamecy :
  - Blanche du Donjon, 5,5° ;
  - Blonde du Donjon, 5,5°
  - Ambrée du Donjon.
- Brasserie du Banquet à Mhère :
  - La Mhère-hic, pale ale
  - HBC 438, pale ale
  - La Mhère-Ci, pale ale
  - Les Fées Mhère, stout
  - La Mhère Noël, brune d'hiver
  - La Mhère Bière, IPA
  - L'Eau Mhère T'a, triple
  - Redemption, ambrée
- Brasserie La Rur'ale à Parigny-les-Vaux :
  - La Rur'ale blonde
  - La Rur'ale rousse
  - La Rur'ale brune
  - La Rur'ale blanche
  - La Rur'ale Noël
  - La Duc'ale
  - Les Fruits défendus
  - 3e d'mi-temps
- Brasserie du Mont Givre à Pougues-les-Eaux :
  - Ambrée à 7 %
  - Noire à 8 %
  - Blonde à 5 %
- Brasserie artisanale de Bertranges à Saint-Aubin-les-Forges :
  - Blanche
  - Blonde
  - Ambrée
  - Brune
  - Stout

### Saône-et-Loire
- Brasserie sans peur à Montceau-les-Mines :
  - La Montcellienne, blonde, 6° ;
  - Blonde des bouchures, 6° ;
  - La Goupil, rousse, 6° ;
  - La Sans Peur, brune, 7°.
- Brasserie La Foline à Anost :
  - Bière Bio Blonde, 6° ;
  - Bière Bio Blanche, 6° ;
  - Bière Bio Rousse, 6° ;
  - Bière Bio Brune, 6°.
- Brasserie Artisanale de Bourgogne
  - L'Audacieuse, Festiv'Ale, blonde ;
  - L'Audacieuse, Estiv'Ale, blanche ;
  - L'Audacieuse, Flor'Ale, rousse ;
  - L'Audacieuse, Jovi'Ale, blonde dorée ;
  - L'Audacieuse, Origin'Ale, ambrée ;
  - L'Audacieuse, Spéci'Ale, bière de saison.
- Brasserie du Morvan à La Celle-en-Morvan

### Territoire de Belfort
- La Brasserie Franc-comtoise, à Giromagny :
  - La Rebelle Blanche ;
  - La Rebelle Blonde ;
  - La Rebelle Ambrée ;
  - La Rebelle Brune.

Microbrasserie et Compagnie, à Belfort

### Yonne

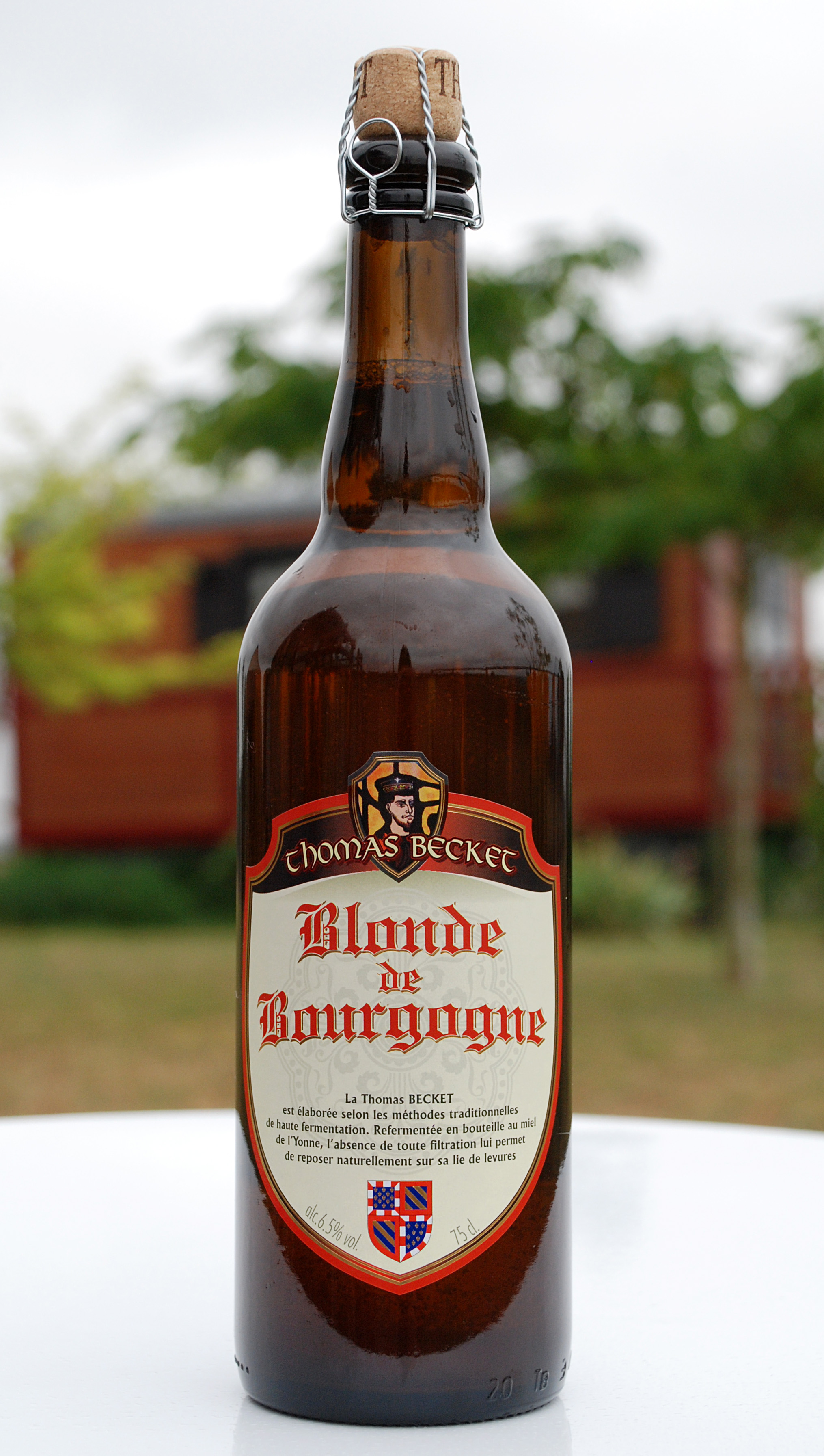
Bière Blonde de Bourgogne de la marque Thomas Becket.

- Brasserie La Grenouillette à Saint-Privé.
- Brasserie Larché à Sens :
  - Alésia blanche, bio ;
  - Alésia blonde, bio ;
  - Thomas Becket blanche ;
  - Thomas Becket blonde ;
  - Thomas Becket ambrée ;
  - Thomas Becket rousse ;
  - Thomas Becket brune ;
  - Thomas Becket de Noël ;
  - Thomas Becket de Printemps ;
  - Burgindia, IPA.

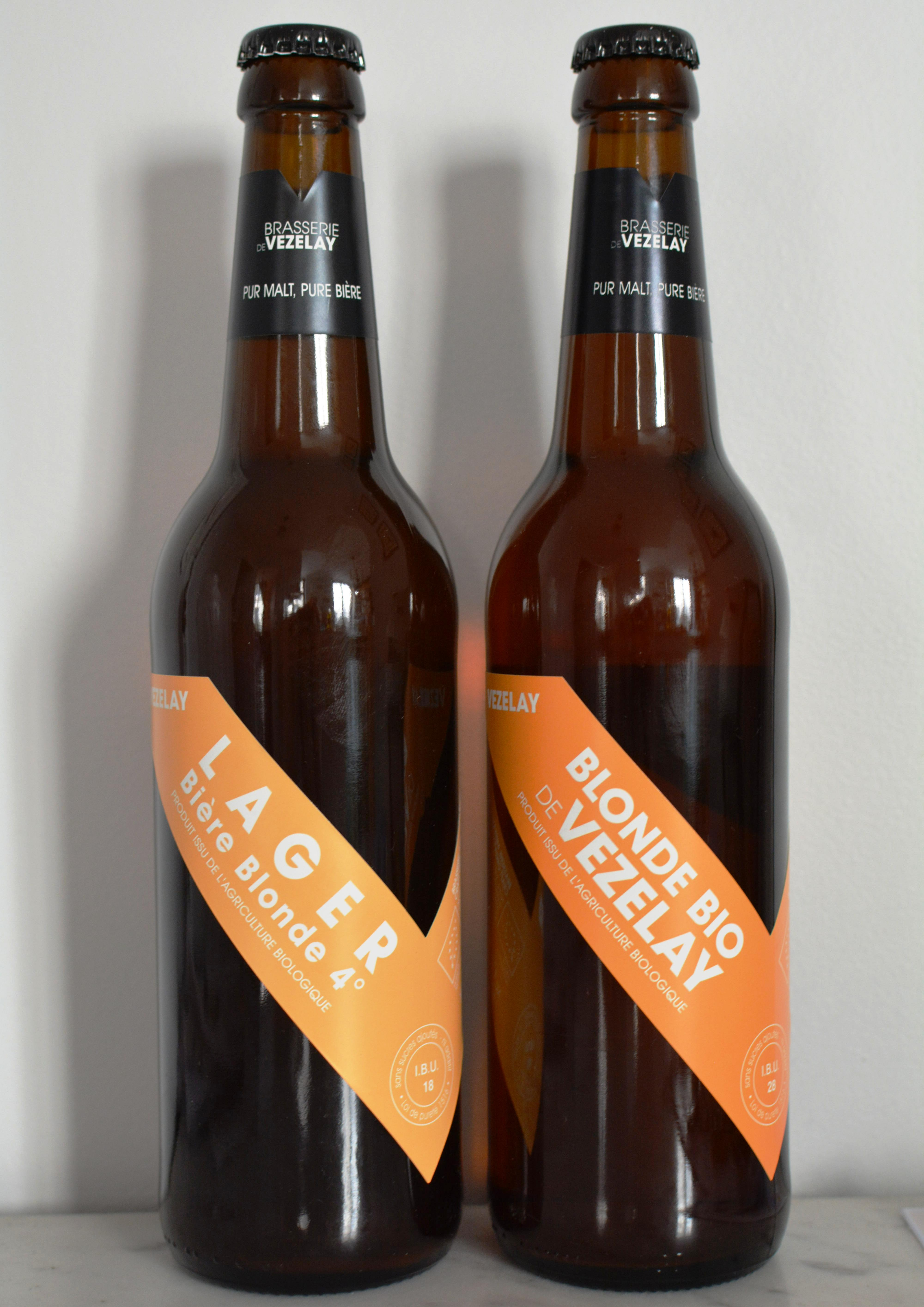
Deux blondes de la brasserie de Vézelay.

- Brasserie de Vézelay à Saint-Père-sous-Vézelay :
  - Blanche, bio, 4,4° ;
  - Blonde, bio, 4,6° ;
  - Lager, bio, 4° ;
  - Ambrée, bio, 5,6° ;
  - Brune, bio, 5,5° ;
  - IPA, bio, 5,4° ;
  - Ginger, bio, 4,4° ;
  - Bière de Noël, bio, 6° ;
  - Stout, bio, 5,5°.
- Brasserie Popihn, à Vaumort :
  - Icauna, pale ale ;
  - New England, IPA ;
  - Berliner Weisse Framboise ;
  - Double IPA.

## Bretagne

### Côtes-d'Armor
- Brasserie Kerampont, à Lannion :
  - Gwin Zegal, blanche au seigle, 5%
  - Ebrel, ambrée 4 céréales, 5,5%
  - Kirio, blonde dorée, 5,2%
  - Kurun, porter, 5%
  - IPA, blonde aromatique très houblonnée, 6,5%
- Philomenn - Brasserie artisanale Touken, à Tréguier :
  - Philomenn Blonde, 5,6 %
  - Philomenn Rousse, 6,0 %
  - Philomenn Stout, 4,5 %
  - Philomenn Triple "Spoum", 9,0 %
  - Philomenn Blonde Tourbée, au malt fumé à la Tourbée, 8,0 %
  - Philomenn Blanche, 5,6 %
  - Philomenn Brune "Spoum des Talus", bière millésimée à la mûre sauvage, 7,0-8,5 %
  - Philomenn HAC, bière blonde houblonnée à cru, 6,5 %
- Brasserie des Diaouligs, à Saint-Cast-le-Guildo :
  - Celt Bier, 6,5 %
  - Gwen, blanche 4,5 %
  - Gueuze de Bretagne, à la fraise 5,5 %
  - La Diaoul, ambrée 6,5 %
  - La Gwilh, blonde 6,0 %
  - Olde Breiz, brune 7,0 %
- Micro Brasserie, Pub Les Fous, à Carnoët :
  - Beyond the Pale, pale ale 4,0 %
  - Old Stoat, oatmeal stout 4,7 %
  - Orson Ale, bitter 4,1 %
  - Tartarin's Top Tipple, bitter 4,8 %

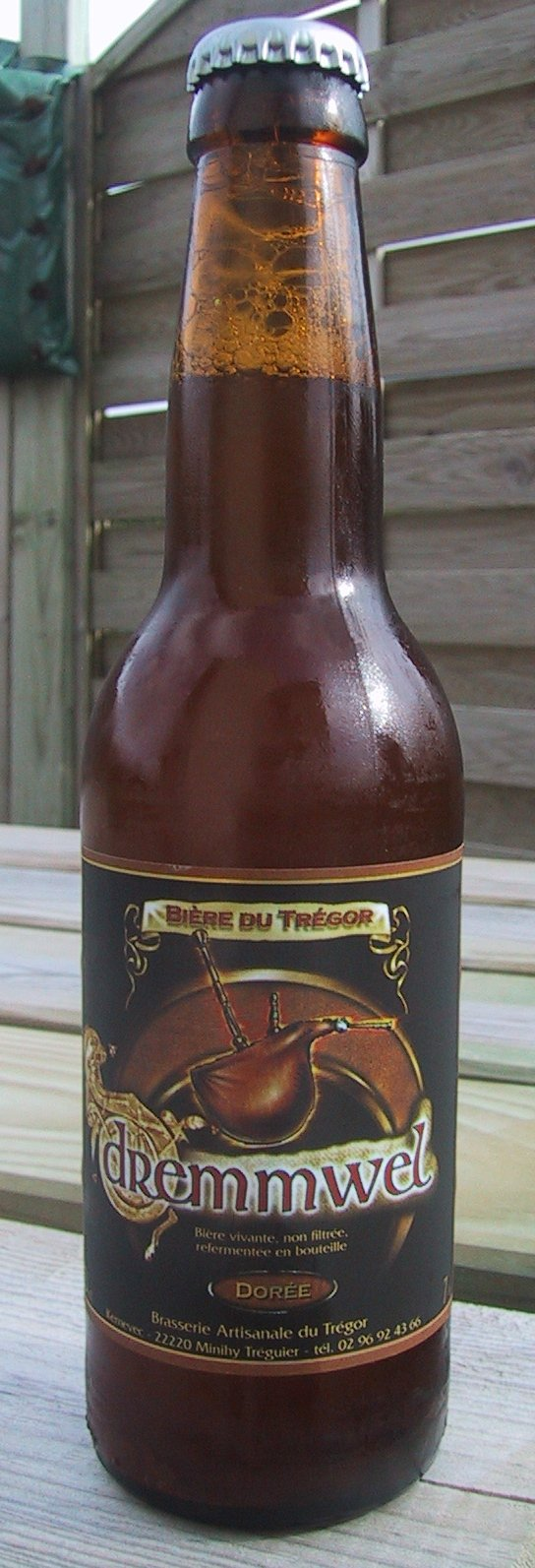
Bière Dremmwel Dorée.

  - Whyld Mild, mild ale 3,1 %
  - Duc de Carnoët, summer ale 5,0 %

- Brasserie de Launay, à Plémy :
  - Oézett Blonde
  - Oézett Brune

### Finistère
- La Brasserie du Bout du Monde à Rosnoen :
  - Terenez, Blonde
  - Terenez, Blanche
  - Terenez, Triple
- Brasserie des Abers, à Ploudalmézeau :
  - Aber Amber, ambrée 5,0 %
  - Aber Du, brune 5,0 %
  - Aber Gwenn, blanche 5,0 %
  - Aber Lann, blonde 5,0 %
  - Dolmen, rousse 6,0 %
  - Fleur des Iles, rousse, à l'hibiscus 5,0 %
  - Mutine ambrée, 5,0 %
  - Mutine blanche, 5,0 %
  - Mutine blonde, 5,0 %
  - Mutine brune, 5,0 %
  - Ouessane, blonde, aux algues 5,0 %

- Brasserie An Alarc'h, à Huelgoat :
  - Hibiska, à l'hibiscus 5,0 %
  - Hini Du, noire 4,7 %
  - Kinoa, au quinoa, 4,0 %
  - Mallozh Ruz, ambrée 5,6 %
  - Melig, au miel 5 %
  - Penn Gwenn, blanche 4 %
  - Tantad, blonde 5 %

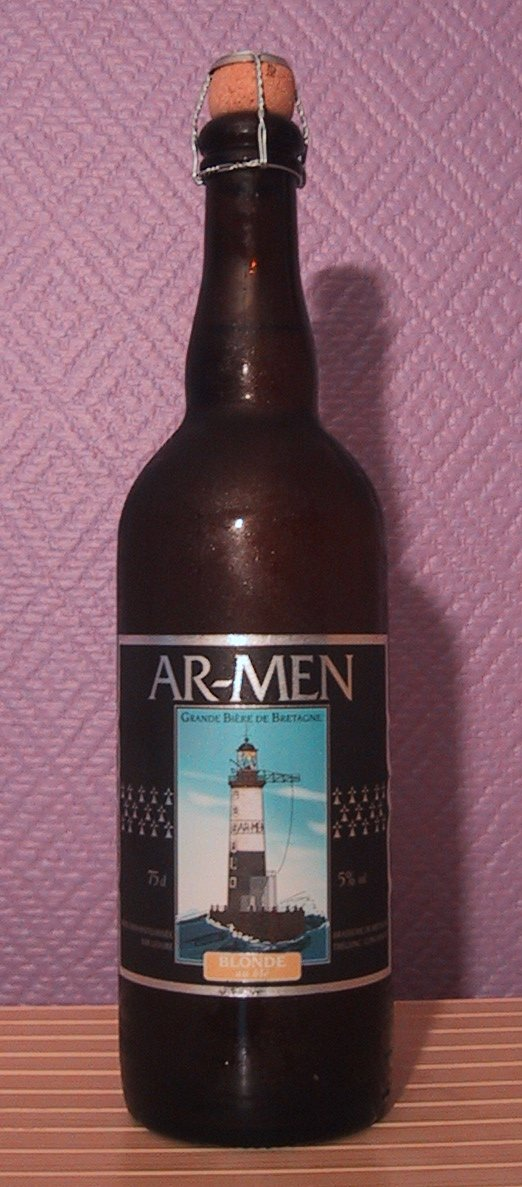
Bière Ar-Men blonde.

- Brasserie de Bretagne, à Trégunc :
  - Dremmwel Stout, 4,0 %
  - Dremmwel Blonde, 5,0 %
  - Dremmwel Rousse, 6,0 %
  - Dremmwel Dorée, 7,0 %
  - Sant Erwan, aux 7 céréales, 7,0 %
  - Ar-Men Blanche, 4,8 %
  - Ar-Men Blonde, 5,0 %
  - Ar-Men Blé noir, au blé noir 5,4 %
  - Ar-Men Rousse, 5,4 %
  - Britt Blanche, 4,8 %
  - Britt Blonde, 5,0 %
  - Britt Rousse, 5,4 %
  - Britt do Brasil, 4,5 % (brassée pour la Coupe du Monde 2014)
  - Gwiniz Du, ambrée 5,4 %
  - La Korrigane, 5,0 %
  - Melen (en fût), 5,0 %

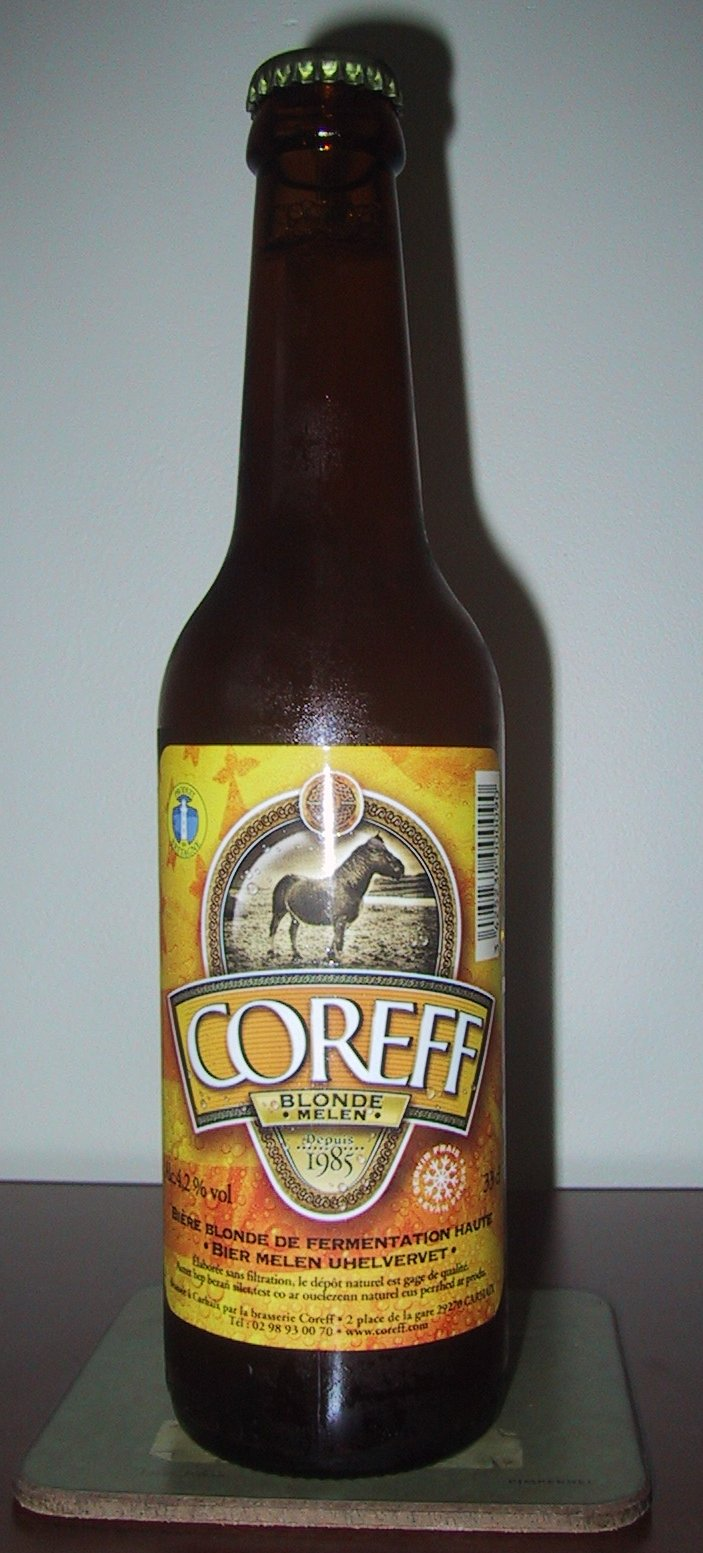
Bière Coreff.

- Brasserie des Deux Rivières - Coreff, à Carhaix-Plouguer :
  - Ambrée des Deux Rivières, 5,0° ;
  - Blonde de Bretagne, 4,4° ;
  - Brune des Monts d'Arrée, 6,5° ;
  - Coreff ambrée, 5° ;
  - Coreff bio, blonde bio 5° ;
  - Coreff blanche, 5° ;
  - Coreff blonde, 4,4° ;
  - Coreff blonde Melen, 4,5° ;
  - Coreff brune, 6,2° ;
  - Coreff stout, 4,2° ;
  - Coreff IPA, 5,6°.
- Brasserie Kerav'Ale, à Roscoff :
  - Rosko Blonde
  - Rosko Ambrée
  - Rosko Stout
  - Eost Du
  - Bloscon
  - Blonde Bio
  - Melen
  - TOMMER GOANV
- Brasserie de Pouldreuzic, à Pouldreuzic :
  - Bière de Noël, brune 6,8 %
  - Penhors Ambrée, 5,5 %
  - Penhors Blonde, 5,0 %
  - Penhors Brune, 4,2 %
  - Penhors Stout, 4,2 %
  - Penn Gwenn, blanche 4,0 %
- La taverne Saint-Martin, à Brest :
  - Blanche d'été, 4,5 %
  - Blonde d'Abbaye, 5,1 %
  - Rousse, Ambrée 5,4 %
  - Bière au Blé Noir
- Brasserie Tri Martolod, à Concarneau :
  - Tri Martolod blonde, 4,6 %
  - Tri Martolod brune, 6,5 %
- Brasserie Ti-Chope, à Plouvien :
  - La Blanche Ti-Chope, 5,5 %
  - La Blonde Ti-Chope, 5,2 %
  - La Brune Ti-Chope, 5,2 %

### Ille-et-Vilaine

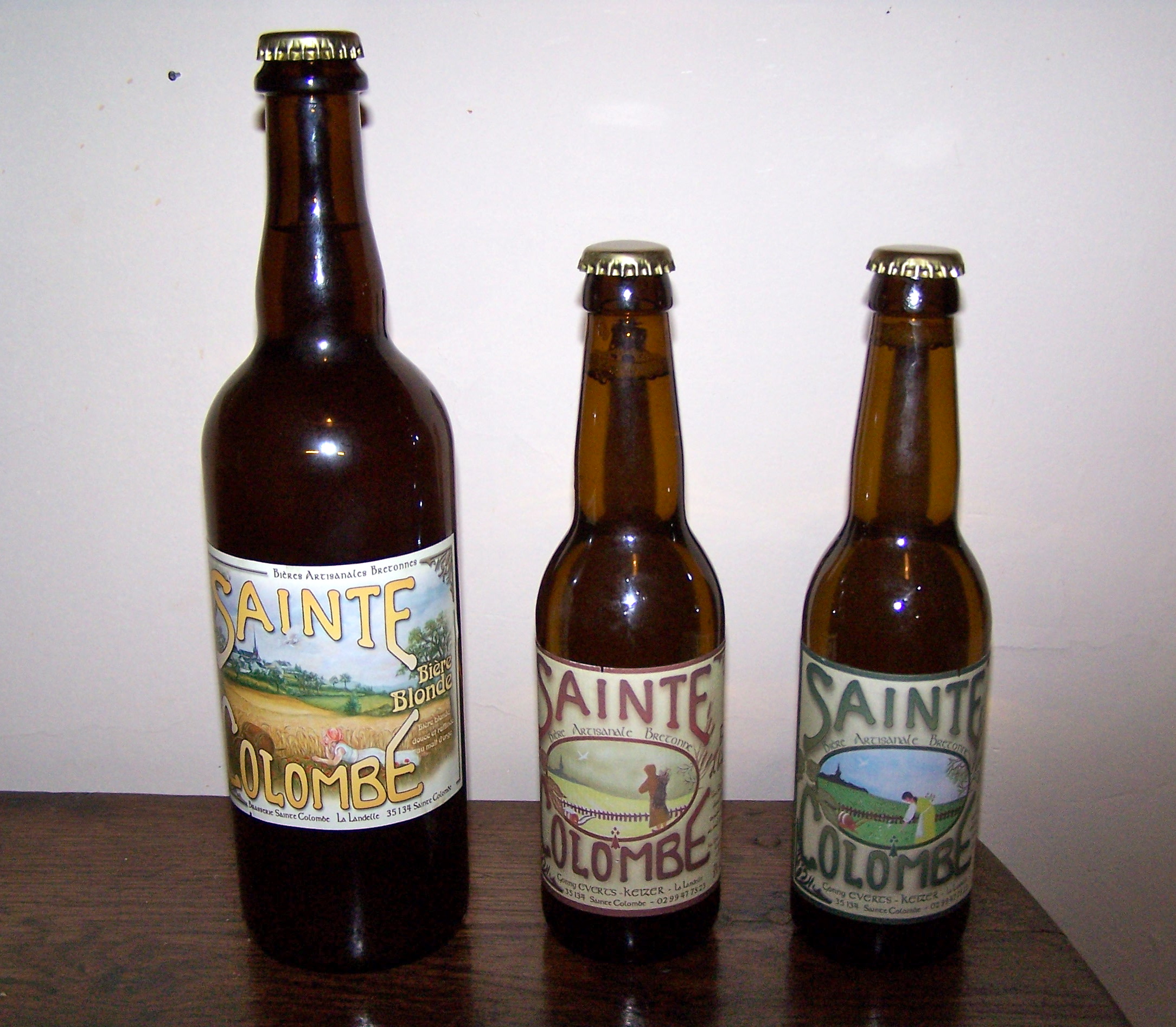
Bières de la brasserie Sainte-Colombe.

- Micro-Brasserie, Pub Bressan, à Vitré :
  - Potion Ambrée, 5,6 %
  - Potion Ambrée aus 3 Epices
  - Potion Blanche
  - Potion Brune, 5,1 %
  - Potion Dorée, 5,2 %
  - Potion Rousse, 5,0 %
- Brasserie Sainte-Colombe, à Sainte-Colombe :
  - Sainte Colombe ambrée, 6,0 %
  - Sainte Colombe blanche, 5,5 %
  - Sainte Colombe brune, 10,0 %
  - Sainte Colombe rousse, 8,0 %
  - Sainte Colombe bière d'hiver, 8,0 %
  - Sainte Colombe hoppie blanche, 5,5 %
  - Sainte Colombe Dorée, 5,5 %
  - Sainte Colombe Bretonne pie noir, 6,0 %

- Microbrasserie RZN City Ales, à Rennes :
  - La Vieux Canal, bitter, 5,5 %
  - La Vilaine, english india pale ale, 6,5 %
  - La Paresse, blonde ale, 4,5 %
  - La Bagoul Porter, 5,5 %
- Microbrasserie Bizhhh, à Le Rheu :
  - La bizhhh blonde
  - La bizhhh ambrée
  - La bizhhh porter
- Brasserie Louarn, à Montfort-sur-Meu:
  - Jam session IPA
  - Bombarde IPA
  - Boom Boom NEIPA
  - Hipnoz Breizh Ale

### Morbihan
- Brasserie La Zephyr, à Quiberon :
  - La Zephyr
- Brasserie de Belle-Île-en-Mer, à Belle-Île-en-Mer :
  - La Morgat, Ambrée 5,5 %

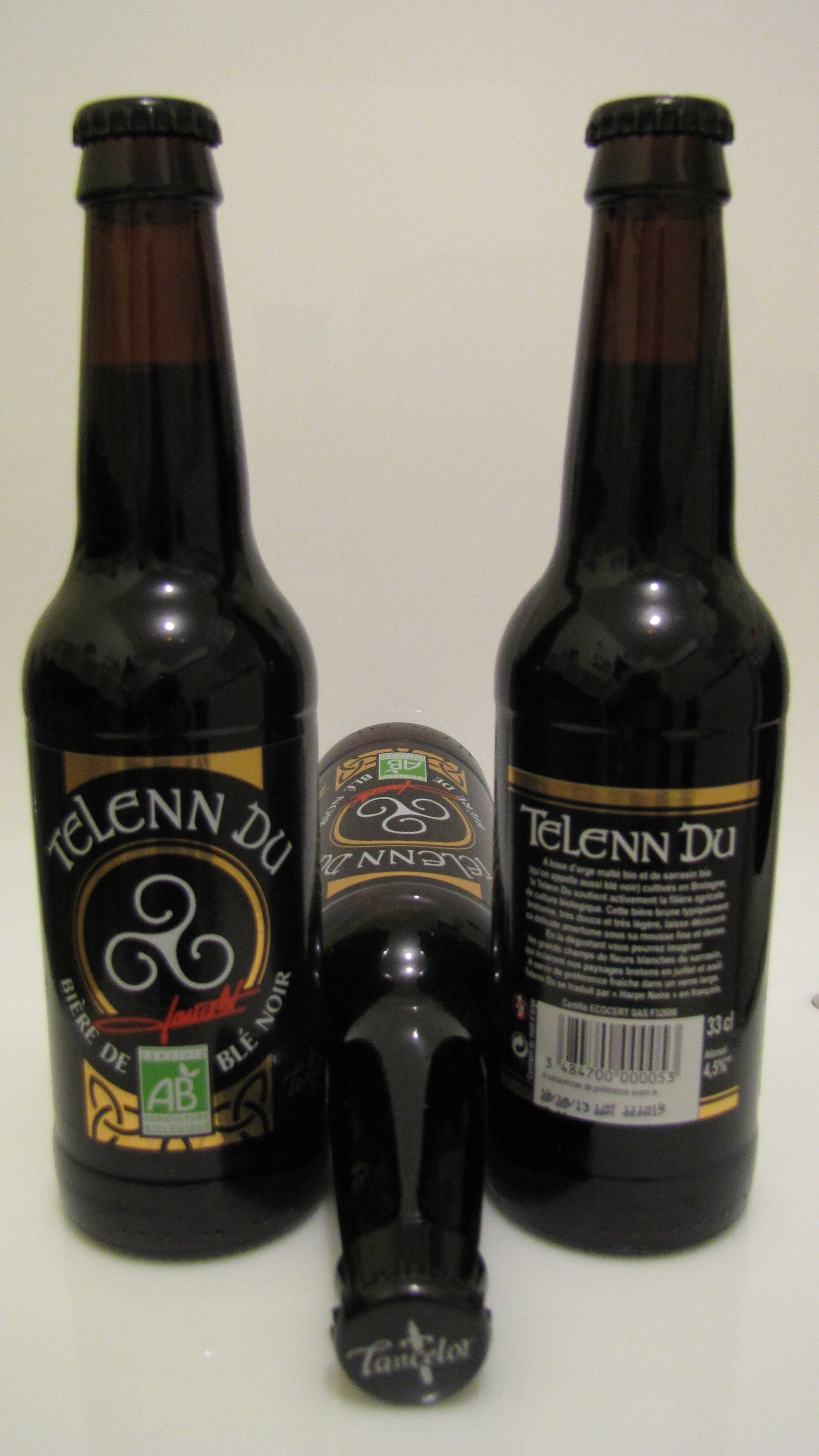
Bière Telenn Du.

- Brasserie Lancelot, à Val d'Oust :
  - Blanche Hermine, blanche 4,0 %. Médaille d'Argent au Concours Général Agricole de Paris 2007
  - Bonnets Rouges, rouge aux baies de sureau 5,5 %
  - Cervoise, ambrée 6,0 %
  - XI.I, bière de la nuit de Samhain, noire 11,1 %
  - Dragon's (Fût), 4,8 %
  - Duchesse Anne, blonde 6,5 %
  - La Bogue d'Or, blonde a la Châtaigne 5,0 %
  - La Médiévale, 4,0 %
  - Lancelot, blonde 6,0 %
  - Morgane, blonde Bio 5,5 %
  - Nedeleg Laouen, 8,0 %. Médaille d'Argent au Concours Général Agricole de Paris 2007
  - Pays De Cocagne, ambrée 5,5 %
  - Telenn Du, brune 4,5 %
- Brasserie Mor Braz, à Theix-Noyalo :
  - Gwened, blanche 4,0 %
  - Mor Bihan, blonde 4,5 %
  - Mor Braz Ambrée, 6,0 %
  - Mor Braz Blanche, 4,0 %
  - Mor Braz Blonde, 6,0 %
  - Mor Braz au Cidre, au cidre, 4,0 %
  - Océane, blonde 4,5 %
- Brasserie Saint-Georges, à Guern :

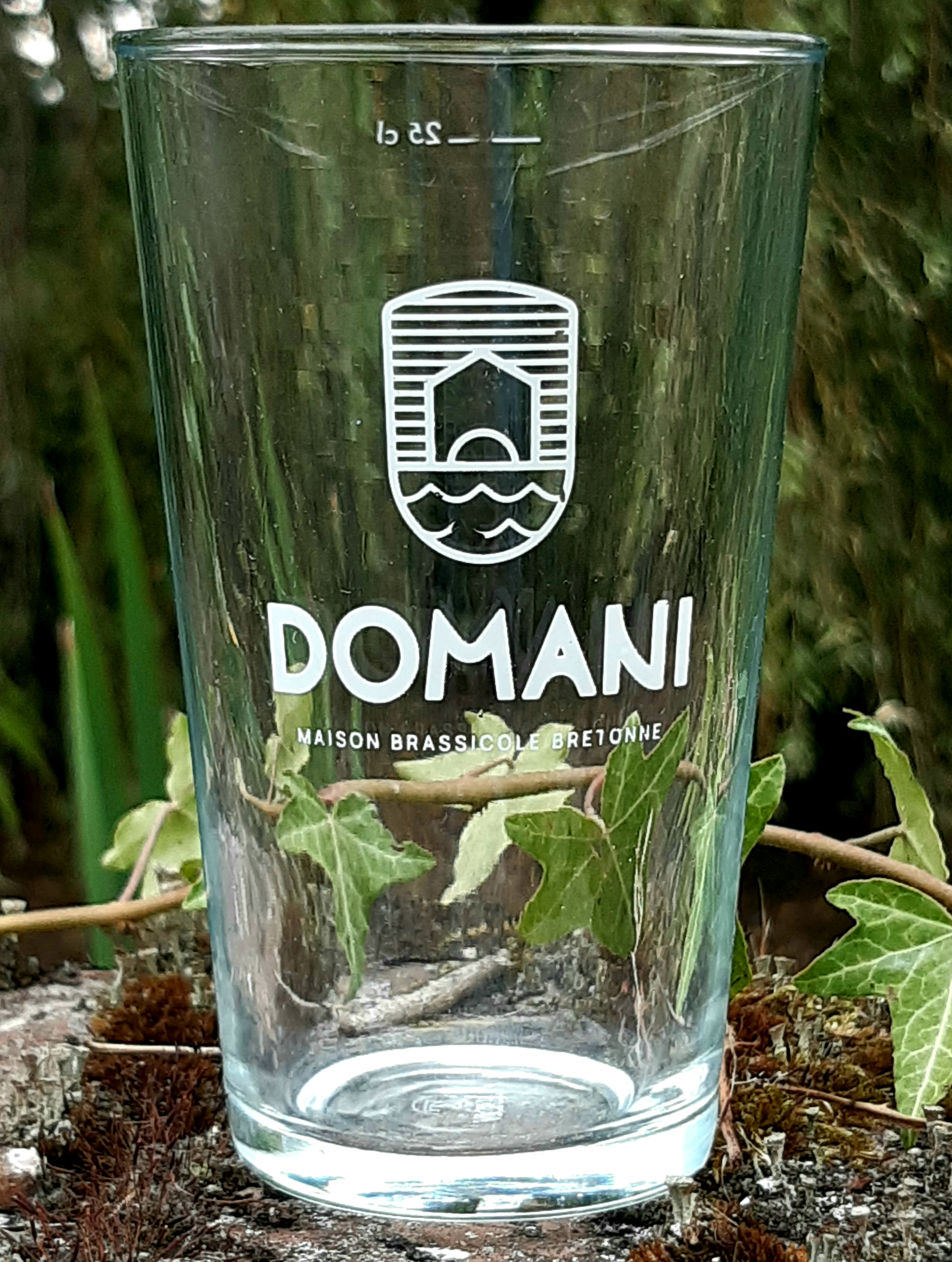
Verre de la brasserie bretonne Domani.

  - La Saint-Georges blonde, 4,7 %
  - La Saint-Georges rousse, 5,5 %
  - La Saint-Georges brune, 5,0 %

- Brasserie Domani, à Vannes

## Centre-Val de Loire

### Cher
- Brasserie Artisanale La Crécelle, à Bourges
  - La Blonde, blonde aux épices 5,5 %
  - La Blanche, blanche aux écorces orange amer 5,0 %
  - L'Ambrée, ambrée façon Abbaye 5,5 % fourquet d'argent 2008 St Nicolas de Port
  - La Rouge, rouge aux orties 5,0 %
  - La Miel, miel et épices 7,5 %
  - La Brune, plutôt ambrée intense 4,5 %
  - La Noix, dorée fabriquée à partir de la « Gouée » le tourteau de noix à huile 5,0 %
  - La Chanvre, avec du chanvre issu de l'agriculture bio 5,0 %
- Brasserie Ouche Nanon à Ourouer les bourdelins (bière bio)
  - Blonde
  - Rousse
  - Ambrée
  - Blanche
  - Noire
  - Barrique
- Brasserie Sancerroise, à Sancerre

### Eure-et-Loir

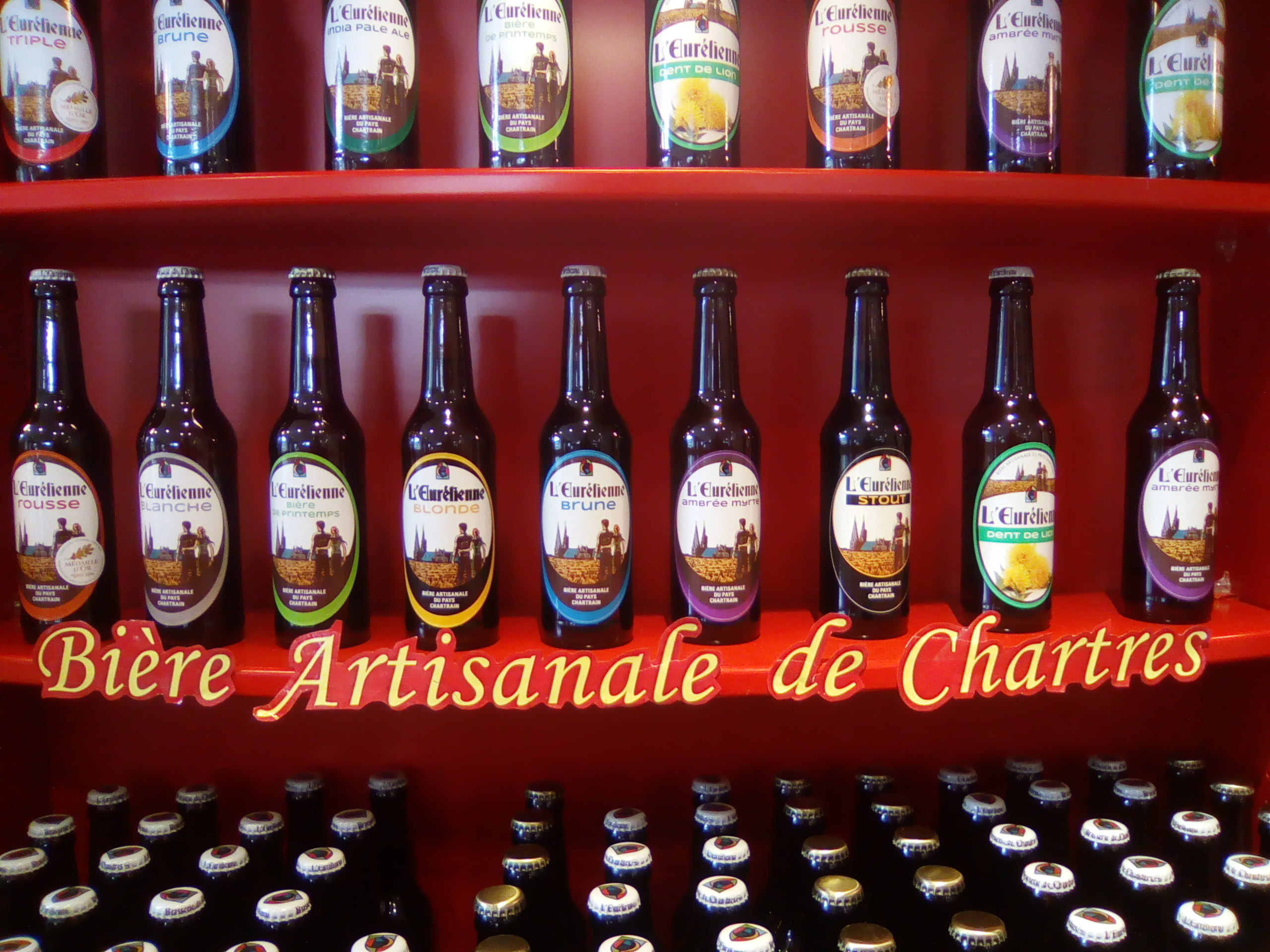
Stand de bières L'Eurélienne.

- Microbrasserie de Chandres, à Sours :
  - Bière L'Eurélienne blonde
  - Bière L'Eurélienne blanche
  - Bière L'Eurélienne rousse
  - Bière L'Eurélienne triple
  - Bière L'Eurélienne India pale ale
  - Bière L'Eurélienne cuvée de noël

### Indre
- Ferme du Bail Neuf, à Migny :

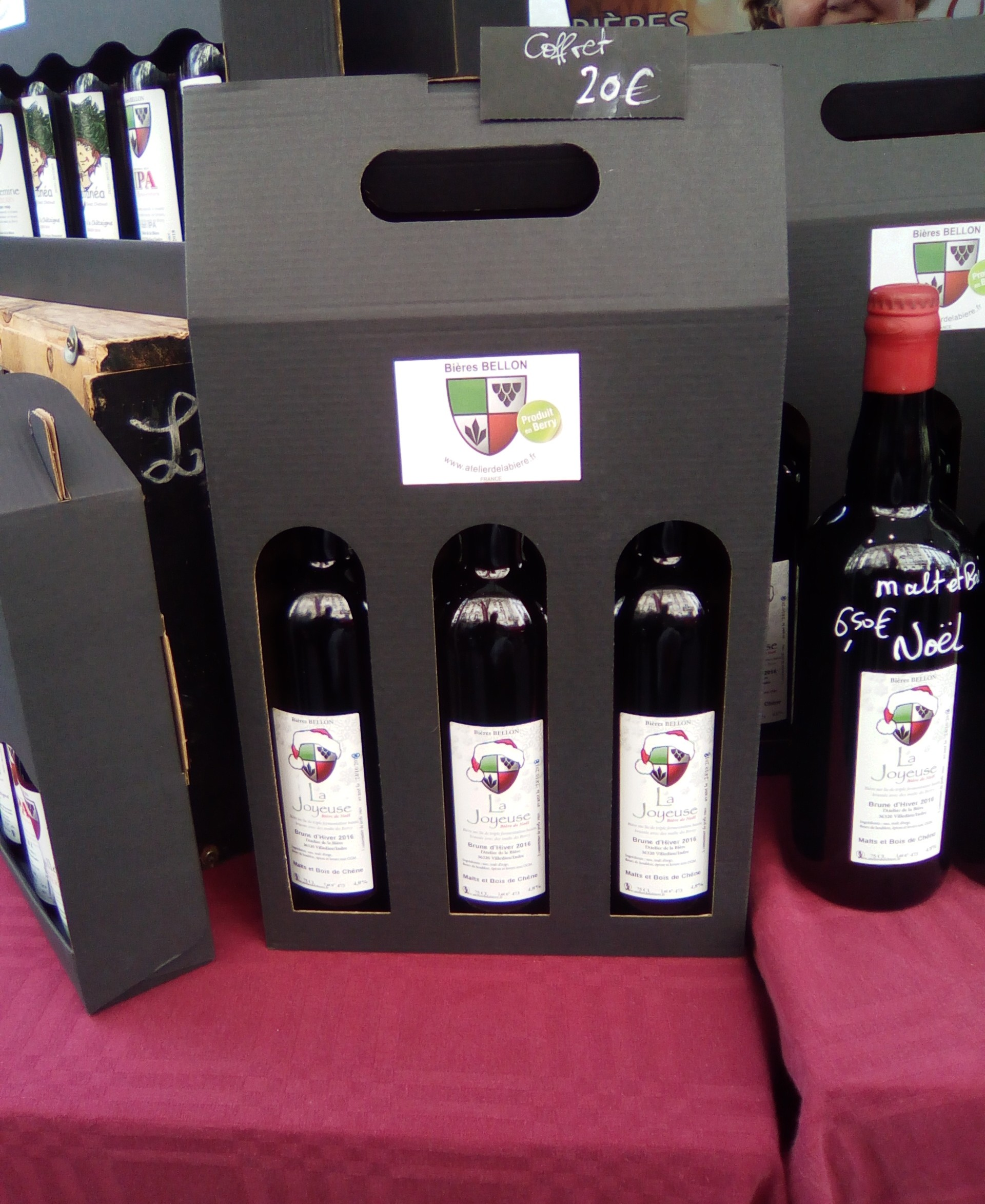
Stand des bières Bellon (L'Atelier de la Bière) sur un marché de producteurs.

  - La Sorcière du Berry, blonde au gratte-cul 6,5 %
  - La Berrichonne, blonde 4,5 %
- L'Atelier de la Bière - Bières Bellon, à Villedieu sur Indre :
  - La Yote, blonde Pale Ale 4,5 % - fourquet d'or 2008 St Nicolas de Port
  - La Une Inquiète, Stout 4,5 % - fourquet de bronze 2008 st Nicolas de Port
  - La Blanche de la Tour, bière au blé 4,5 %
  - La Trois Moutures, Bière blonde au Levain de pain. Sour Beer 7,2%
  - La Tournemine, Bière ambrée. American Bitter 4,8%
  - La Touraille, Bière Brune fumée. Porter Tourbée 5,8%
  - La Bonaventure, Bière cuivrée. British IPA 4,8%

### Indre-et-Loire
- Brasserie La Pigeonnelle à Céré-la-Ronde :
  - Loirette blonde, 5,5° ;
  - Loirette ambrée, 7,5° ;
  - Salamandre, blonde, 6,5° ;
  - Bière du Chameau, blonde, 3,5° ;
  - Bière Nache, blanche, 5° ;
  - PigeoNoël, brune, 8,5°.
- Brasserie de l'Aurore à Cormery :
  - Turone blanche ;
  - Turone blonde ;
  - Turone ambrée ;
  - Turone brune ;
  - Turone de Noël.
- Brasserie La Gironnette à Loché-sur-Indrois :
  - blonde, 5,5° ;
  - ambrée, 6,5° ;
  - brune, 6,5° ;
  - rousse, 5,5° ;
  - blanche, 5,5°.
- La Loère à Tours :
  - La Loère blonde bio, 5°.
- Brasserie d'Amboise à Amboise :
  - Bier'ouette blonde ;
  - Bier'ouette ambrée.

### Loiret
- La Johannique
- Bell' de Loing
- Big Bang Beers
  - Solar Flare, pale ale, 5,1°
  - Red Shift, red ale, 5,6°
  - Rogue Planet, stout, 5,4°
  - Alpha Lyrae, bière blanche, 4,5°
  - The Second Law, IPA, 6,6°

### Loir-et-Cher
- - Brasserie Hönigmann, au nord après l'A10 de Saint-Lubin-en-Vergonnois.

## Corse

### Haute-Corse

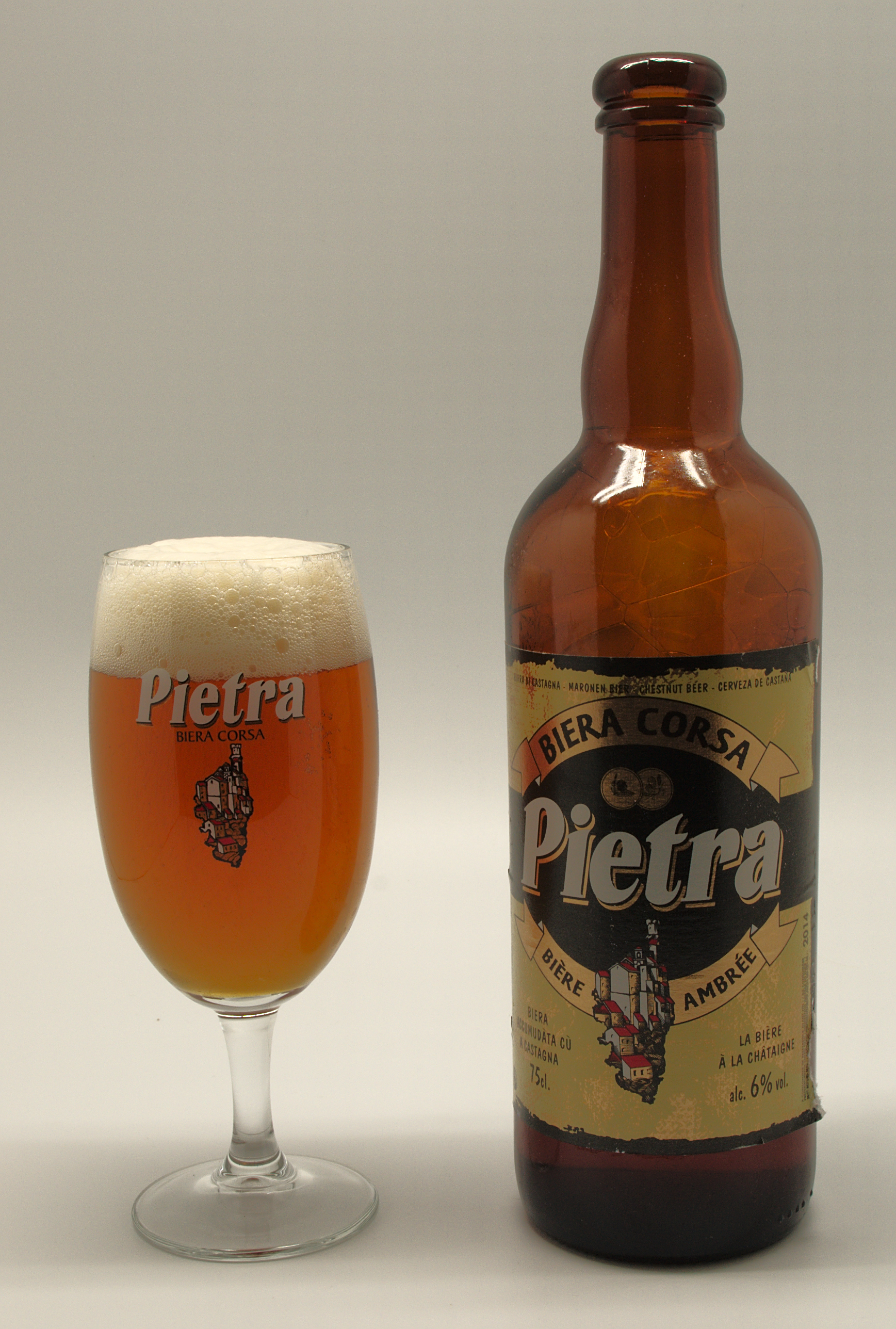
Bière Pietra.

- Brasserie A Tribbiera, à Prunelli-di-Fiumorbo :
  - Apa, au miel, 9,0 %
  - Dea, blonde, 5,0 %
  - Embria, ambrée, 8,0 %
  - Mora, noire, 5,0 %
  - Prima, blanche, 5,0 %
- Brasserie Pietra, à Furiani :
  - Colomba, blanche
  - Pietra, à la châtaigne
  - Serena, blonde

### Corse-du-Sud
- Brasserie de Corse, à Ajaccio :
  - Torra Ambrée, à la myrthe
  - Torra Blonde, à l'arbouse

## Grand Est

### Ardennes
- Ardwen à Launois-sur-Vence :
  - Ardwen Blonde - 5.6°
  - Ardwen Blanche - 4.5°
  - Ardwen Ambrée - 6.4°
  - Ardwen Cerise - 4.5°
  - Ardwen de Noël - 7.2°
  - Woinic Triple - 8.08°
  - Woinic Rouge - 8.08°

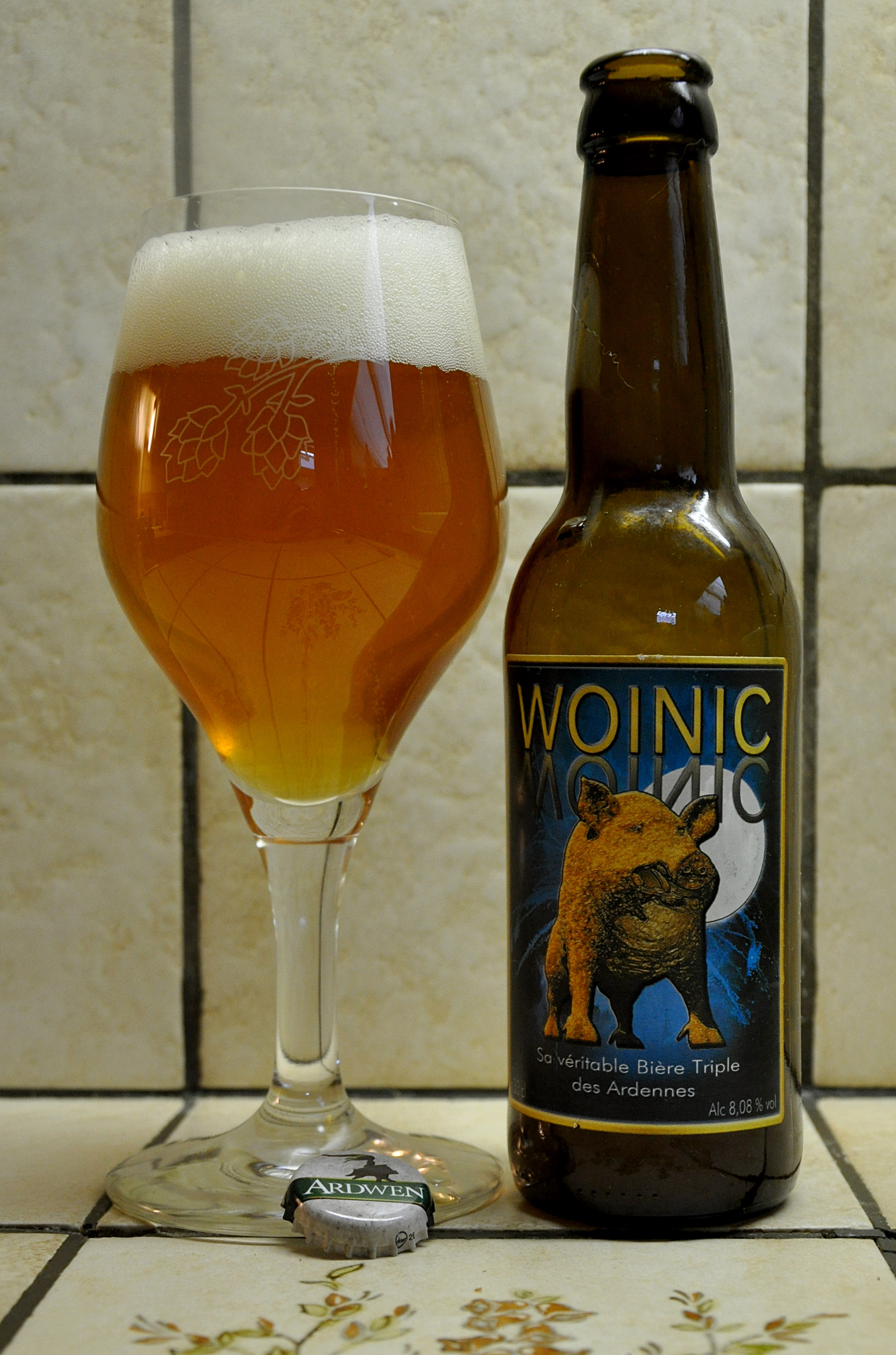
Bière Woinic de la brasserie Ardwen.

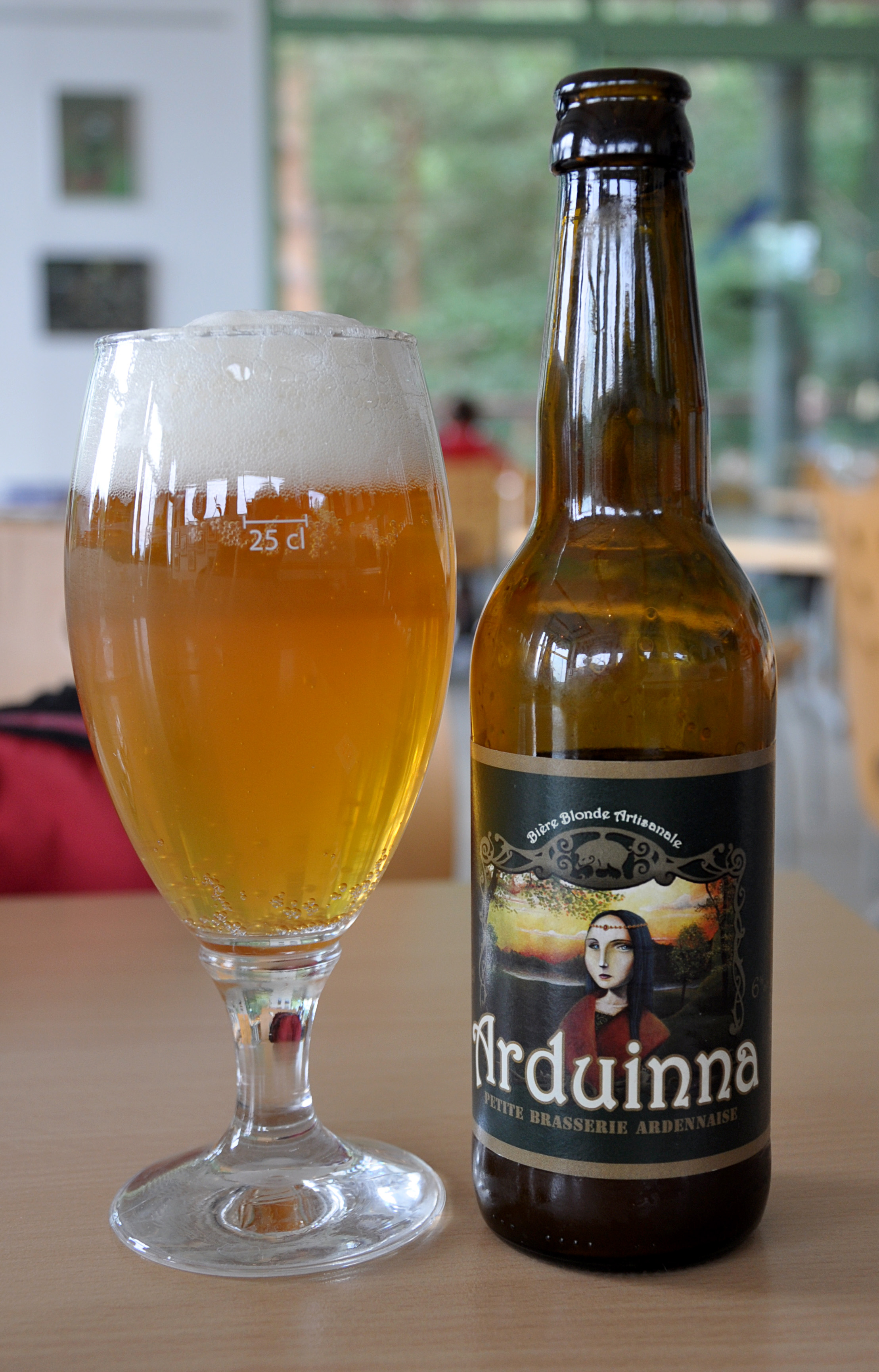
Bière Arduinna de la Petite Brasserie Ardennaise.

- Brasserie limonaderie AB Bière à Bergnicourt :
  - Margoulette blonde 6.1°
  - Margoulette ambrée 6.1
  - Margoulette brune 6°
  - Margoulette blanche 5°
  - Margoulette Triple rousse 8.5°
  - Margoulette Triple blonde 9.1° (La Plus Forte)
  - Margoulette Pomme 4°
  - Margoulette Cassis 4°
  - Margoulette Citron 5°
  - Margoulette de Noël (différente selon les années)
  - Baillia Blonde 5.8°
  - Baillia Ambrée 7°
- Bière de Sedan :
  - La Princesse, bière blonde pils - 5°
  - La Princesse première, bière blonde super pils - 6°
  - La Princesse Blanche, bière blanche - 4°
  - La Sedania, bière au Guarana - 6°
  - La Triple8, Triple au Guarana - 8°
- Petite Brasserie Ardennaise (PBA) à Charleville-Mézières :
  - Arduinna, bière blonde
  - L'Oubliette, bière ambrée

● Brasserie d'arthur, à Warcq (Ardennes): Fabrication de 4 types de bières artisanales : une blonde, une ambrée, une triple et une houblonnée titrant à 7 %. Créée en 2007, les bières sont vendues sous la marque "Cuvée d'arthur"

### Aube
- Le Moulin de Saint-Martin, brasserie à Saint-Martin-de-Bossenay
- L'Once Troy, micro-brasserie à Saint-Germain
- La Jéphie, brasserie à Méry-sur-Seine
- La nuit d’amour, micro-brasserie à Saint-Pouange
- La Roof, brasserie à Fouchères

### Bas-Rhin

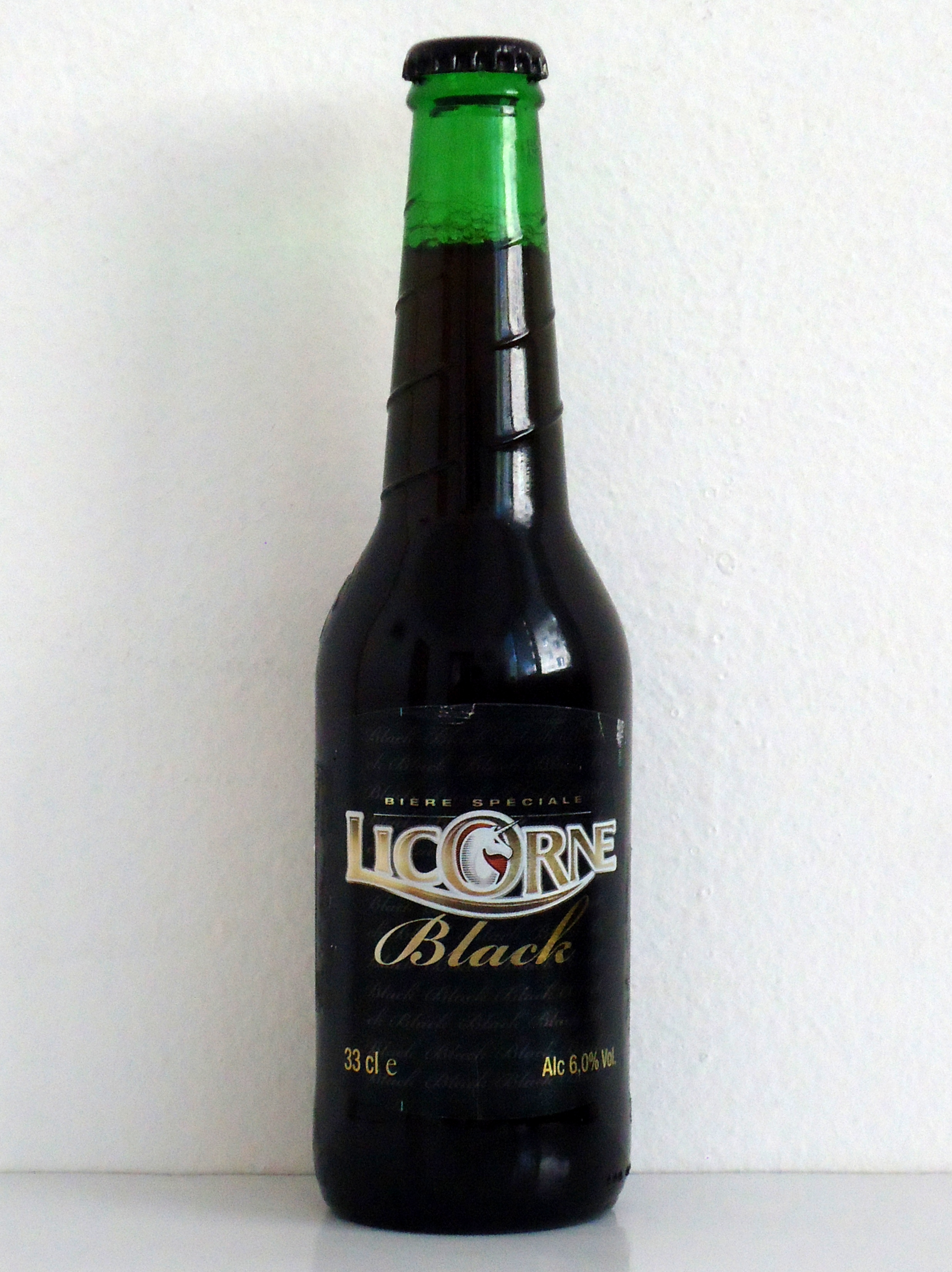
Bière Licorne Black.

- Brasserie Licorne, groupe Karlsbräu, à Saverne :
  - gamme Licorne
  - gamme Karlsbräu
  - Amos anciennement produite par la Brasserie Amos, aujourd'hui intégrée dans la brasserie Licorne
  - El Grande
  - gamme Floreffe
  - Belgian Kriek
  - gamme Boris
  - gamme Slash

- Brasserie Matten à Matzenheim :
  - La Houle
  - Psaïkodéclik, blonde
  - Red Fox IPA, cuivrée
  - White Fox, blanche
  - La Schwortz, noire
  - Look Mumy
  - Fouettarde, brune d'hiver

- Brasserie Uberach à Uberach :
  - Doigt de Dieu
  - Carabosse
  - Jean-Balthazar
  - Juliette
  - Marie-Noëlle
  - Sidonie
  - Châtaigne
  - Clochette
  - gamme Klintz

- Brasserie Storig à Schiltigheim :
  - gamme Storig

- Brasserie Holtzmann à Wingersheim :
  - Strisselgold

- Brasserie de La Souffel à Griesheim-sur-Souffel :
  - gamme Griesheimoise

- Brasserie de l'Ermitage à Haguenau :
  - gamme L'Ermitage

- Brasserie Petrazoller à Hatten :
  - gamme Moon

- Bières artisanales Artzner à Strasbourg :
  - gamme Perle

- Brasserie La Saint-Pierre à Saint-Pierre :
  - gamme La Saint-Pierre

- Brasserie Lauth à Scharrachbergheim :
  - gamme Scharrach

- Au Brasseur à Strasbourg :
  - La Blanche de l'Ill
  - L'Ambrée Saint-Guillaume
  - La Brune du Quai

- Brasserie du Moulin des Moines à Krautwiller :
  - Spelty
  - Cherrylor
  - Blondyfree
  - Glutenfree
  - Avoinor
  - Biecha
  - Castagnor
  - Bieengrain
  - Quintor
  - Bie3
  - Cerelor
  - Speltor

- Brasseries Kronenbourg, groupe Carlsberg, à Obernai :
  - gamme 1664
  - gamme Kronenbourg
  - gamme Grimbergen
  - Skøll Tuborg
  - Kanterbräu
  - San Miguel
  - Carlsberg
  - Guinness
  - Kilkenny
  - Wilfort
  - Wel Scotch

- Meteor à Hochfelden :
  - gamme Meteor
  - Ackerland
  - gamme Wendelinus

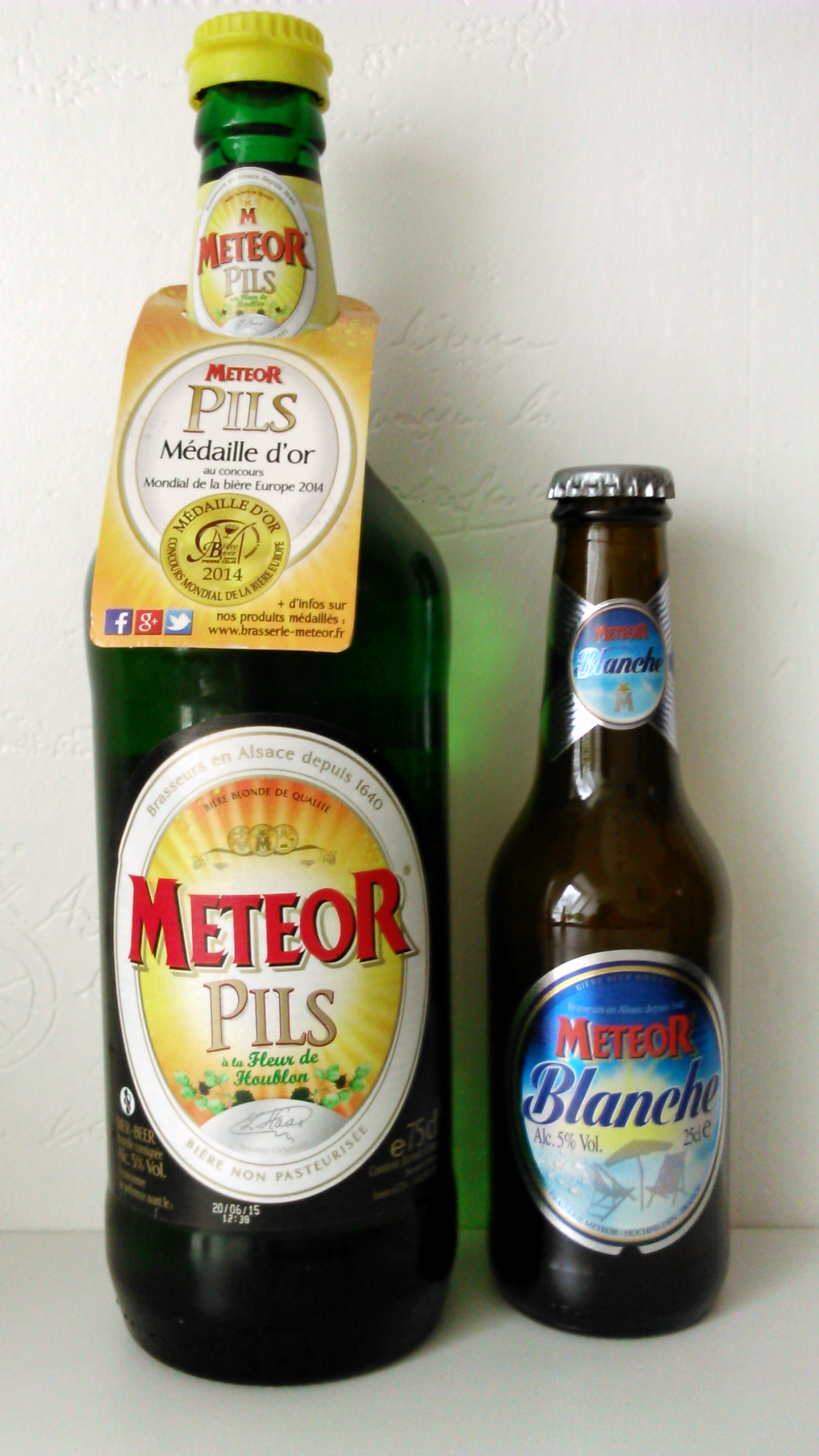
Bouteilles de Meteor Pils et Meteor Blanche.

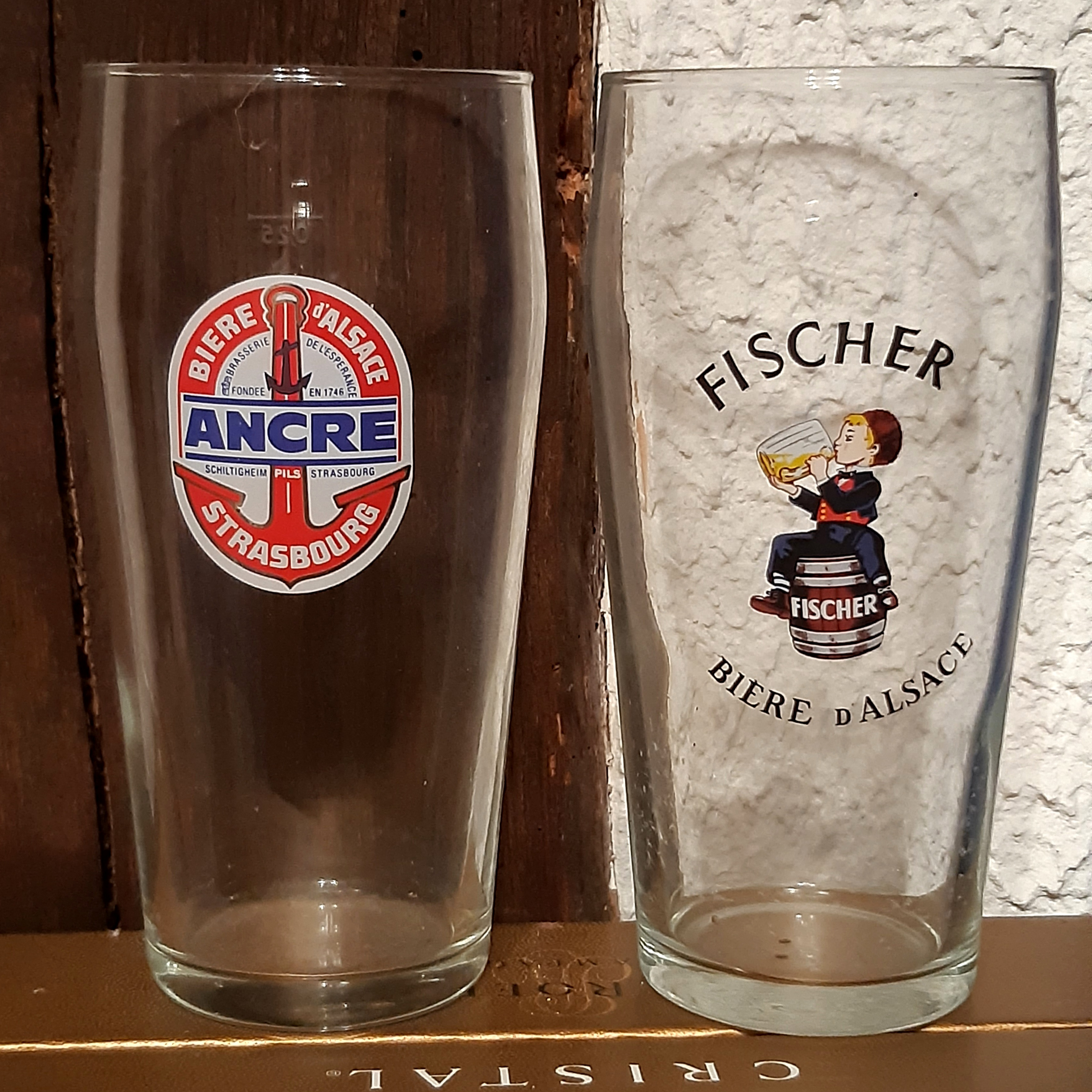
Verres des bières Ancre et Fischer de la brasserie de l'Espérance (années 1990).

- Brasserie de l'Espérance, groupe Heineken, à Schiltigheim :

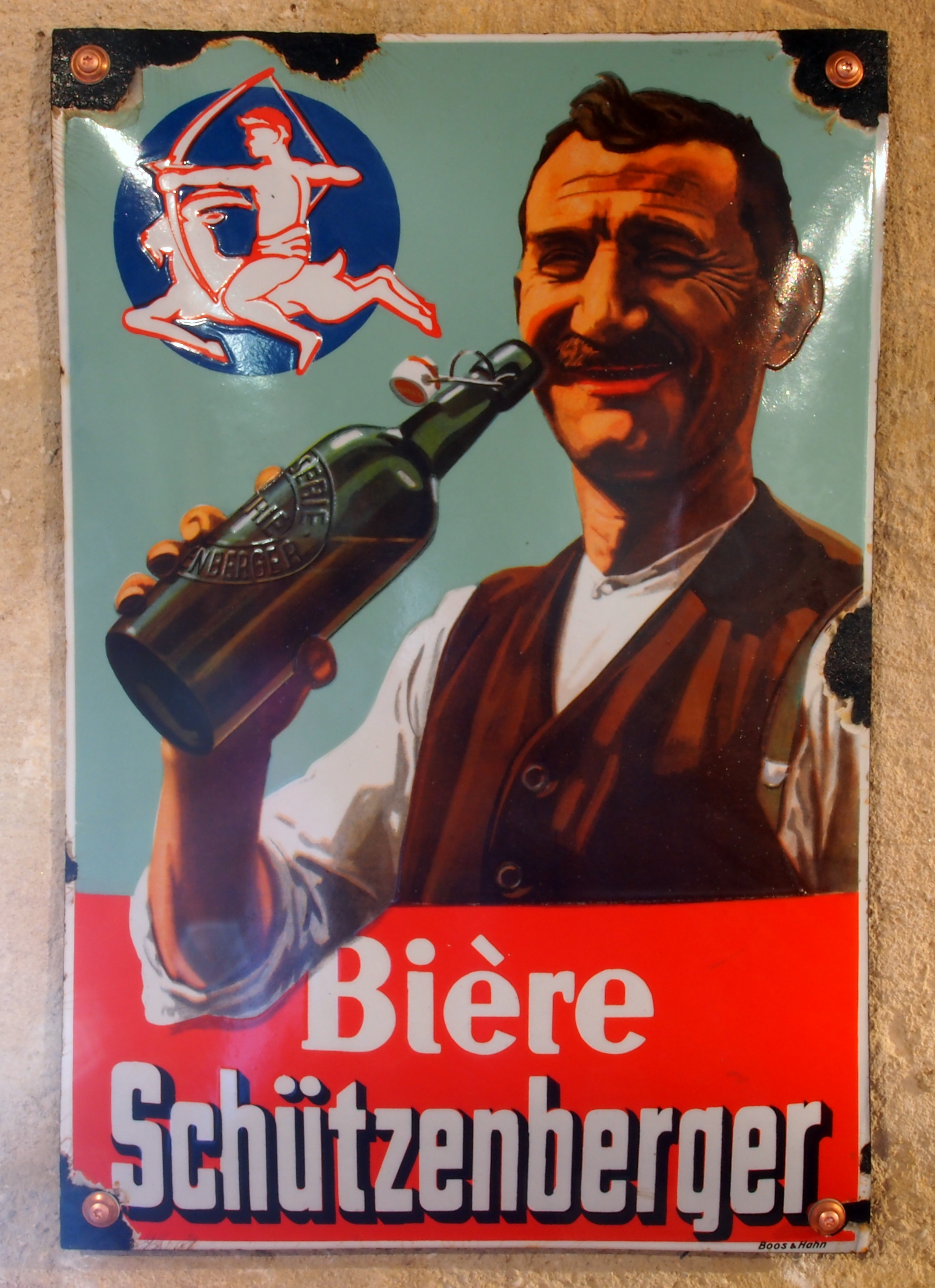
Plaque émaillée Bière Schützenberger.

  - Ancre
  - Adelscott
  - gamme Desperados
  - Edelweiss
  - gamme Fischer
  - Heineken

- Schutzenberger à Schiltigheim :
  - Jubilator
  - Bière sur lie
  - Patriator
  - Brassin de Mars
  - Brassin de Noël

### Haute-Marne

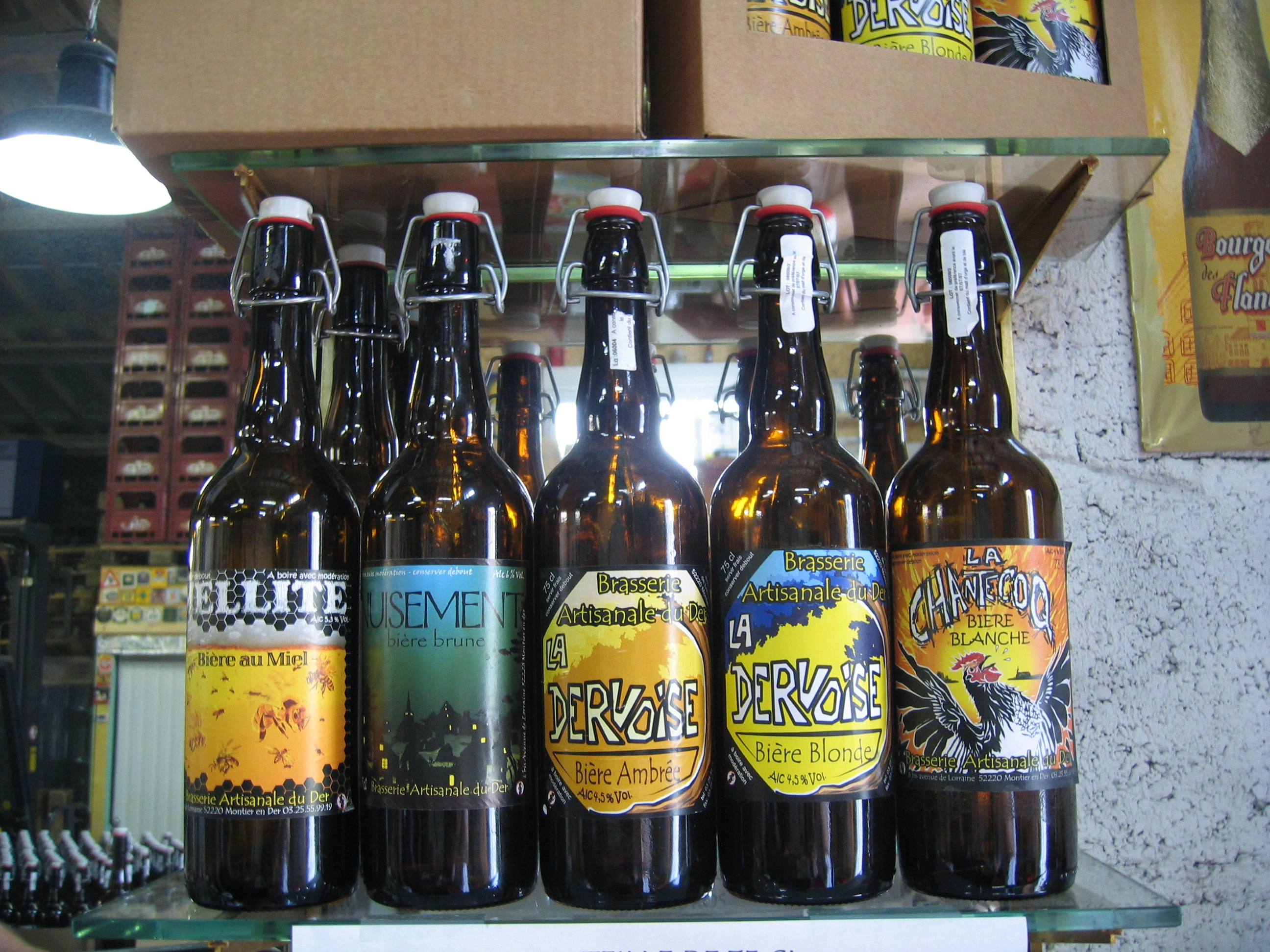
Gamme de bières de la brasserie du Der.

- Brasserie de Vauclair à Giey-sur-Aujon
  - La Choue
- Brasserie artisanale du Der à Montier-en-Der
  - La Dervoise
  - La Dervoise blonde
  - La Dervoise ambrée
  - La Mellite
  - La Nuisement
  - La Chantecoq
  - La Primder
  - La Solstice
  - La Dervoise BIO
- Brasserie artisanale du Grand Chêne à Saint-Broingt-les-Fosses
  - La Dhuys
- Brasserie Bock'n Roll à Isomes
  - La Voutûe

### Haut-Rhin
- Brasserie Hollbeer à Riquewihr :
  - gamme Hollbeer

Bière La Mulhousienne de la brasserie de Saint-Louis.

- Brasserie de Saint-Louis à Saint-Louis :
  - gamme Saint-Louis
  - La Mousse des Moines
  - La Mulhousienne
- Brasserie du Pays Welche à Lapoutroie :
  - gamme La Welche
- Brasserie Saint-Alphonse à Vogelgrun :
  - gamme Saint-Alphonse
- Brasserie des Quatre Pays à Hirtzbach

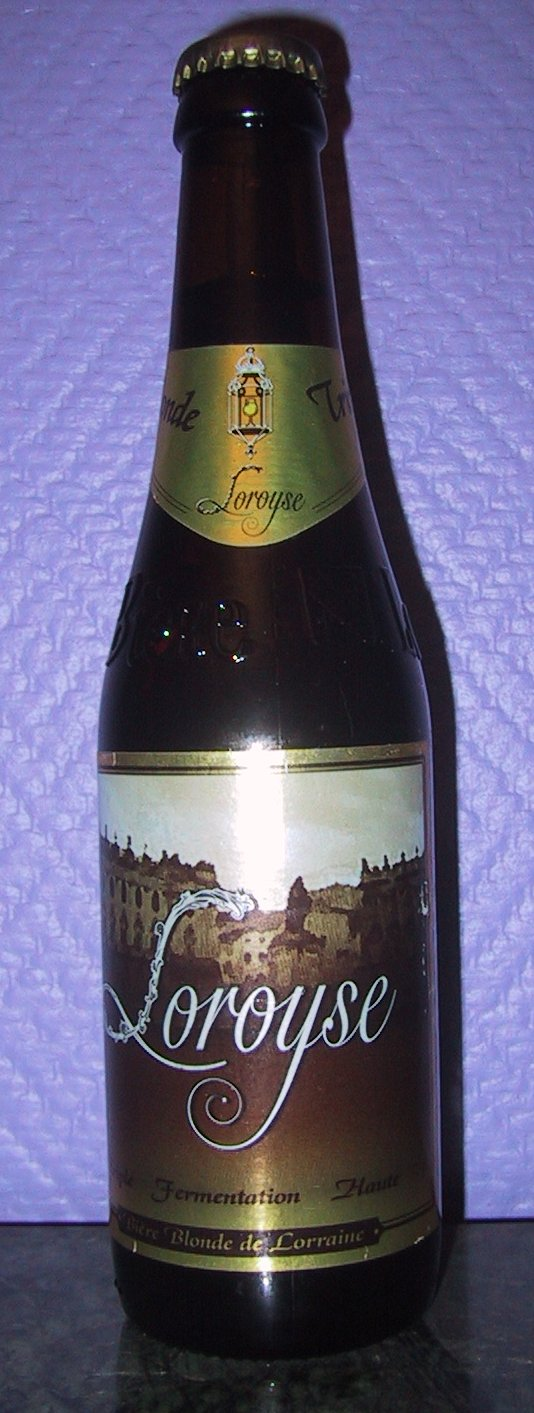
Bière Loroyse des Brasseurs de Lorraine.

### Marne
- Brasserie artisanale l'Orjy à Juvigny
  - La Blonde
  - La Blonde 4 céréales
  - La Bière Ambrée
  - La Bière Blanche
  - La Bière Triple
  - La Bière Brune
  - La Bière de Noël
  - La Bière APA (Alsace Pale Ale)
- Brasserie la Bouquine à Verzenay
  - La Bouquine blonde
  - La Bouquine triple
  - La Gauillot ambrée
  - Bière de Noël
- La Champenoise
- Brasserie d'Orgemont à Sommepy-Tahure
  - Valmy blonde
  - Valmy blanche
  - Valmy ambrée
  - Orgemont blonde
  - Orgemont brune
  - Orgemont blanche
  - Orgemont triple
  - Bière des Rèmes, bière au marc de champagne
  - La louve, bière à la framboise

### Meurthe-et-Moselle
- Brasserie de Champigneulles à Champigneulles :
  - La grande blonde de Champigneulles
  - La bière d'Abbaye de Champigneulles
- Les Brasseurs de Lorraine à Pont-à-Mousson :
  - Abbaye des Prémontrés, bière ambrée à haute fermentation.
  - Saint Nicolas, Bière ambrée
  - Duchesse de Lorraine, bière ambrée-rouge.
  - La Loroyse, bière dorée à triple fermentation
  - La Noiraude, bière blanche.
  - Loup Blond
  - Bière Gamote, Bière Blanche aromatisé à la bergamote
  - Chardon Rouge, Bière blonde, Bière officiel de L'ASNL
  - Lux Divina, Bière Brune
  - Mona Lisa, Bière blanche aromatisé à la Framboise
- Le musée français de la brasserie à Saint-Nicolas-de-Port :
  - Bière de Noël
  - Bière de mars
  - Concours de bières
- Institut français des boissons, de la brasserie et de la malterie à Vandœuvre-lès-Nancy :
  - La Stan : Bière blonde ou ambrée
  - La Clairlocoise : Bière type Abbaye à l'arôme doux et fruité
  - La Bière rousse : Pour les amateurs de Bière un peu corsée
  - Les Bières de Saison : Printemps / Eté / Automne / Hiver
  - La Bière Apéritive : La bière aux saveurs boisées.
  - La Bière Mirabelle : Bière très rafraichissante aux arômes naturels de mirabelle
- Brasserie Grenaille à Jarville-la-Malgrange :
  - Grenaille blonde
  - Grenaille blanche
  - Grenaille rousse
  - Grenaille ambrée
- Brasserie Le Paradis à Blainville-sur-l'Eau :
  - Hop'sss Marie-Magdeleine
  - Marie-Madeleine de Noël
  - Véronique-Lucienne
  - Mi-Rebelle
  - Fée Souaff
  - Larme Blanche
  - Sylvie'cious
  - Luna-cious
  - Alphonse Brown
  - Funckin' Witch
  - Cognasse
- Brasserie Cheval à Toul :
  - Henri IV (blanche)
  - La Mule (blonde)
  - Trait du Nord (ambrée)
  - Holy Smoke (tourbée)
  - Buckskin (brune)
  - Murakozi (porter)
  - Oak Silver Dapple (stout)
  - Al-Hisan (IPA)
  - Pumpernickel (seigle)
  - Pumpkin ale

### Meuse

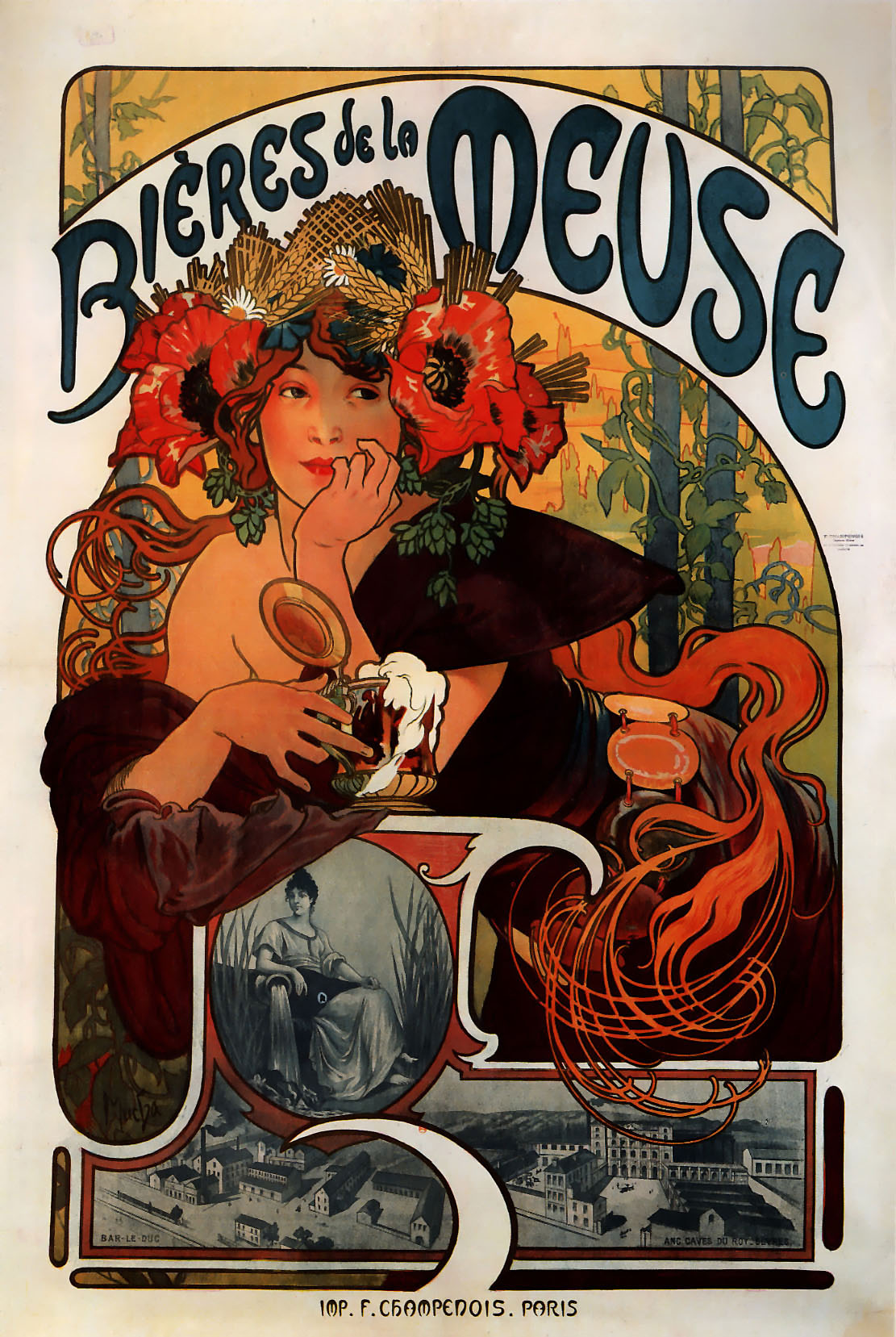
Affiche publicitaire réalisée par Alfons Mucha en 1897 pour promouvoir les bières de la Meuse.

- Musée de la Bière à Stenay

### Moselle
- La Brasserie du Moulin à Hermelange :
  - Sarova Ambrée, bière ambrée à haute fermentation
  - Sarova Blanche, Bière blanche
  - Sarova Blonde, bière blonde
  - Sarova Noire, bière noire
- Brasserie Régal'Potes  à Dalstein :
  - Régal'Potes Blanche, Bière blanche de fermentation haute 5° vol
  - Farfelette, Bière blonde de fermentation basse 4.6°vol
  - Régal'Potes rousse, Bière ambrée de fermentation haute 5,5° vol
  - Régal'Potes Blonde, Bière blonde de fermentation haute 6° vol
  - Amuse Papilles, Bière blonde cuivrée de fermentation haute 6,9° vol
  - Régal'Potes Fumée, Bière blonde cuivrée de fermentation basse 4,3° Vol avec un malt fumée à la tourbe
  - Bière de Noël
- Brasserie Artisanale de Rodemack à Rodemack :
  - Baramis, Bière blonde de fermentation haute 5,5° vol
  - Bar Fumée, Bière ambrée, fermentation haute 6,5° vol avec des malts fumés et tourbés
  - Bar Chocolatée, Porter au chocolat, 7° vol
  - Yakima Bar, American Pale Ale, 5,7° vol
  - Black Bar, Russian Imperial Stout, 8° vol
  - MalaBar, India Pale Ale, 6,5° Vol
  - ChampBar, Saison 7,5° vol
  - Bar iWhite, bière blanche, 5,5° vol
  - Bar-be à Papa Noël, bière de Noël, 5° vol

### Vosges
- Brasserie Burval au Val-d'Ajol :
  - La Val'heureuse Blanche - Bière blanche
  - La Val'heureuse Blonde - Bière blonde
  - La Val'heureuse Bleue Des Vosges - Bière blonde aux bluets bio
  - La Val'heureuse Blonde - Bière blonde au gingembre
  - La Val'heureuse Ambrée - Bière ambrée
  - La Val'heureuse Forte 88 - Bière ambrée
  - La Val'heureuse Bière Des Neiges - Bière ambrée de Noël
  - La Val'heureuse Brune - Bière brune
- Brasserie La Madelon à Dommartin-lès-Remiremont :
  - La Blanche Des Ballons - Bière blanche
  - La Pucelle - Bière blanche à la mirabelle
  - La Madelon - Bière blonde
  - La Leszczynska- Bière blonde à la mirabelle
  - La Meilleure - Bière blonde double
  - La Madelon Ambrée - Bière ambrée
  - La Bête Des Vosges - Bière ambrée
  - La Sorcière De Mabichon - Bière noire
- Brasserie Vosgienne (BV) à Ville-sur-Illon (Écomusée vosgien de la brasserie) :
  - La Vosgienne, Bière de dégustation brassée à l'ancienne, 7.5°
  - Bière façon Bavière, bière blonde, 6°
  - Bière d'Ete "1627", bière blonde, 5.5°
  - Bière de Noël, bière ambrée, 7°
  - Bière de mars, bière rousse, 6°
  - "BB" Bière Brune des 2 Bernard, bière brune, 6°
  - Bière de l'Abbaye de Bonfays, bière blonde, 6°
  - Cervoise - Bière Antique, bière ambrée, 6°

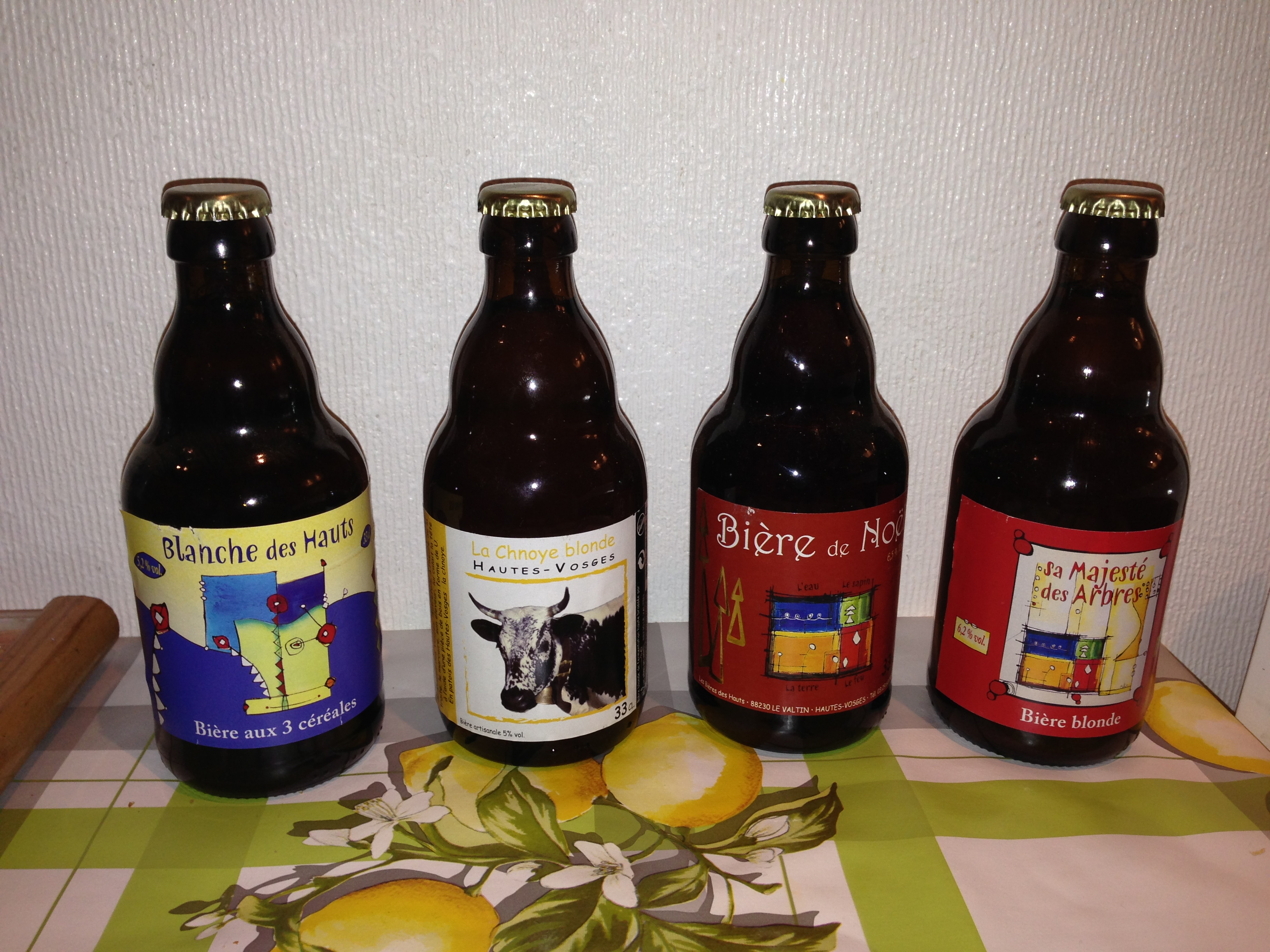
Les bières des Hauts

- Brasserie Les Bières Des Hauts au Valtin :
  - Blanche Des Hauts - Bière blanche
  - Sa Majesté Des Arbres - Bière blonde
  - La Chnoye Blonde - Bière blonde
  - Madame Pourpoing - Bière blonde aux bluets
  - La Chnoye Brune - Bière brune
- Brasserie La Géromoise à Gérardmer :
  - La Géromoise Blanche
  - La Géromoise Blonde
  - La Géromoise Ambrée
  - La Géromoise Brune
- Brasserie Dutailly à Grignoncourt :
  - Calicia - bière blonde, 5.5°, Fourquet de Bronze au concours de Saint-Nicolas-de-Port en 2007
  - Euphorée - bière brune, 6.5°
  - Bière noire - 7.5°

## Hauts-de-France

### Aisne
- Bière de Bernoville, dans l'Aisne

### Nord
- Brasserie Au Baron à Gussignies :
  - Cuvée des Jonquilles, Bière de garde, 7°.
  - Saison Saint-Médard ambrée, Bière ambrée, 7°.
  - Saison Saint-Médard brune, Bière brune, 7°.
  - Saison Saint-Médard Cuvée de Noël.

- Brasserie Thiriez à Esquelbecq :

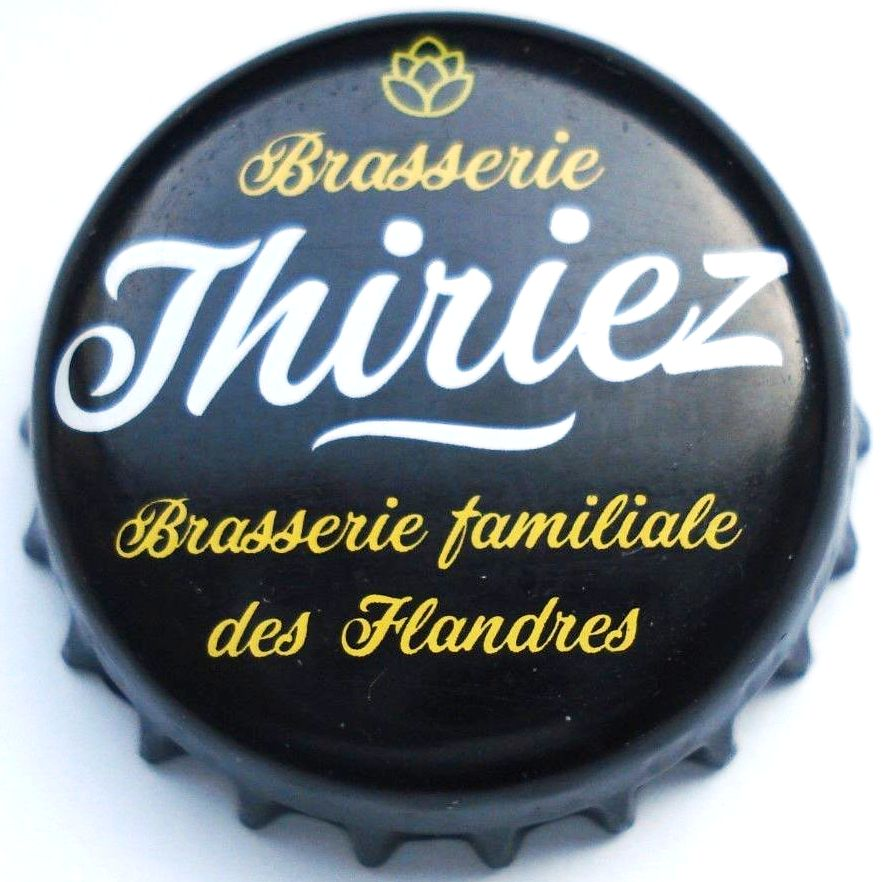
Capsule de la brasserie Thiriez.

  - La Blonde d'Esquelbecq, bière blonde, bière de garde, refermentée en bouteille.
  - L'Ambrée d'Esquelbecq
  - La Rouge Flamande
  - La Maline
  - Esquelbecquoise
  - La biObière
  - L'Étoile du Nord
  - La petite princesse
- Brasserie d'Annœullin :
  - Lepers 8° et 6°
  - L'Angelus, Bière de garde (7°), double fermentation haute.
  - Pastor Al
  - Rijsel

- Brasserie Grain d'Orge, à Ronchin

Bière Ambre des Flandres de la Brasserie Grain d'Orge.

  - Grain d'orge, médaillée d'or au Colorado en 1996, bière blonde de 8°, de fermentation haute
  - Grain d'orge Blanche,
  - Grain d'orge -  "Cuvée 1898", bière blonde de fermentation haute, titrant 8,5°.
  - Secret des Moines
  - Belzebuth, 13° Bière de fermentation haute, cuivrée
  - Ambre des Flandres
  - Gold Triumph
  - Orpal
  - Septante 5
  - La géante

- Brasserie de Gayant
  - Saint Landelin
  - Amadeus
  - La Bière du Démon, 12 %
  - La Démon
  - La Bière du désert
  - Goldenberg
  - La brune artisanale
  - Celta
  - La Goudale
  - La divine
  - Saaz
  - Tequieros
  - L'Orfine

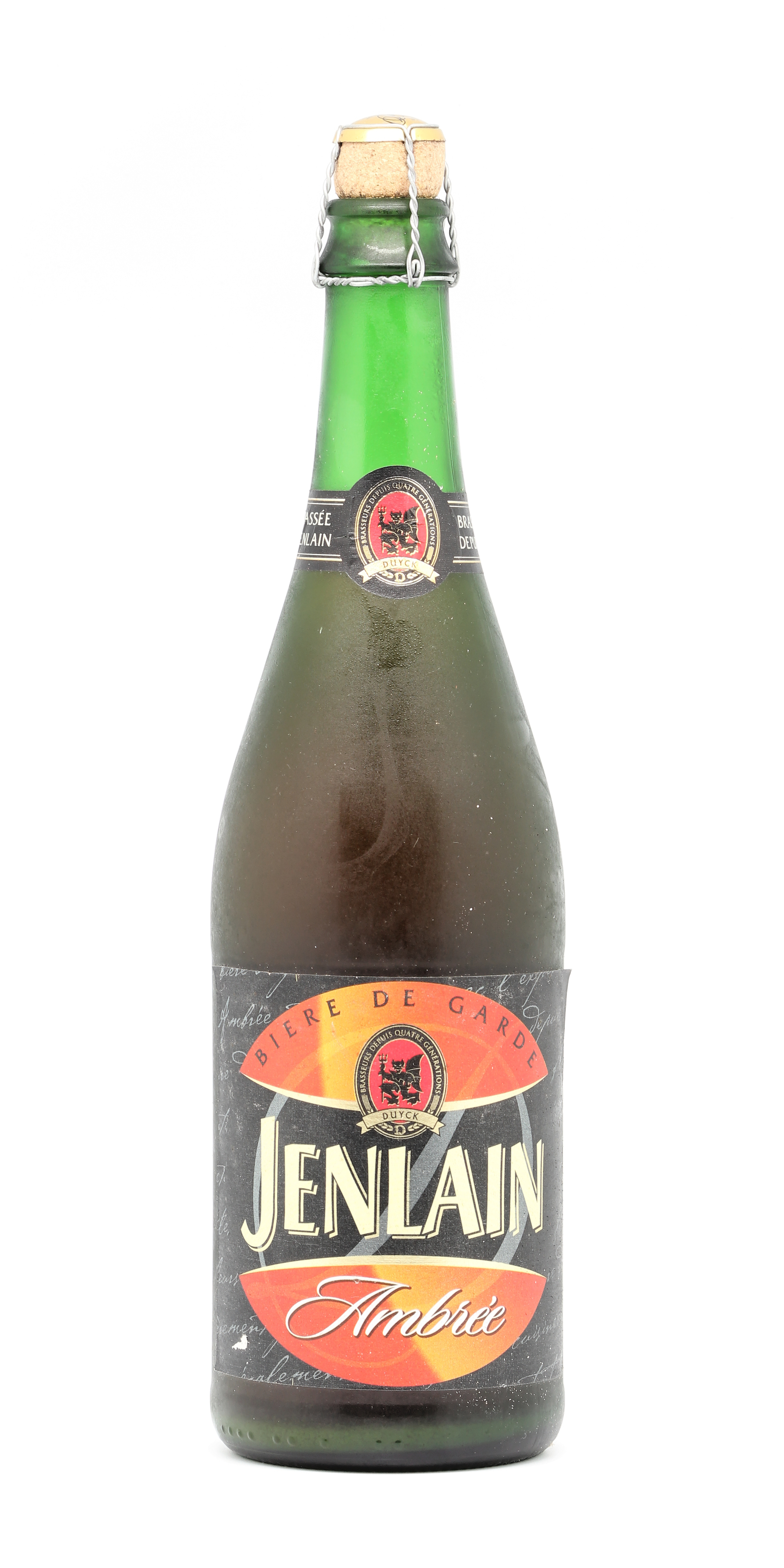
Jenlain ambrée.

- La Brasserie du Pays Flamand à Blaringhem :
  - La Bracine
  - Anosteké
  - Saint Martin de Blaringhem

- Brasserie Duyck à Jenlain :
  - Jenlain Ambre
  - Jenlain Blonde
  - Jenlain Fraiche
  - Jenlain de Noël
  - Jenlain Bière de Primptemps
  - Jenlain SIX
  - Torra
  - Saint Druon

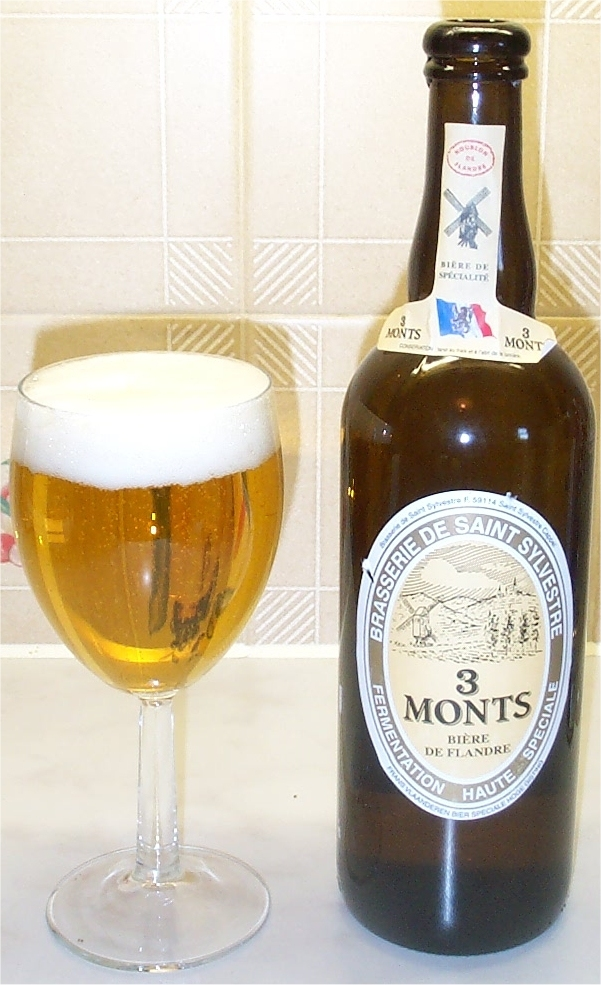
Bière 3 Monts.

- Brasserie de Saint-Sylvestre à Saint-Sylvestre-Cappel :
  - Les bières spéciales
    - La 3 Monts
    - La Gavroche

  - Les bières de saison
    - La bière de Noël
    - La bière nouvelle

  - Les bières locales
    - La Hoppeland bier light
    - La Hoppeland standard
    - Le Bock du moulin
    - La Luxe du moulin

- Brasserie Saint Leu à Saint-André-lez-Lille :
  - Bière Saint Leu triplement divine
  - Bière Saint Leu tradition froment
  - Bière de l'écoubelle

- Les 3 Brasseurs :
  - La Blonde
  - L'Ambrée
  - La Brune
  - La Blanche de Lille
  - La Belle Province
  - La Triple

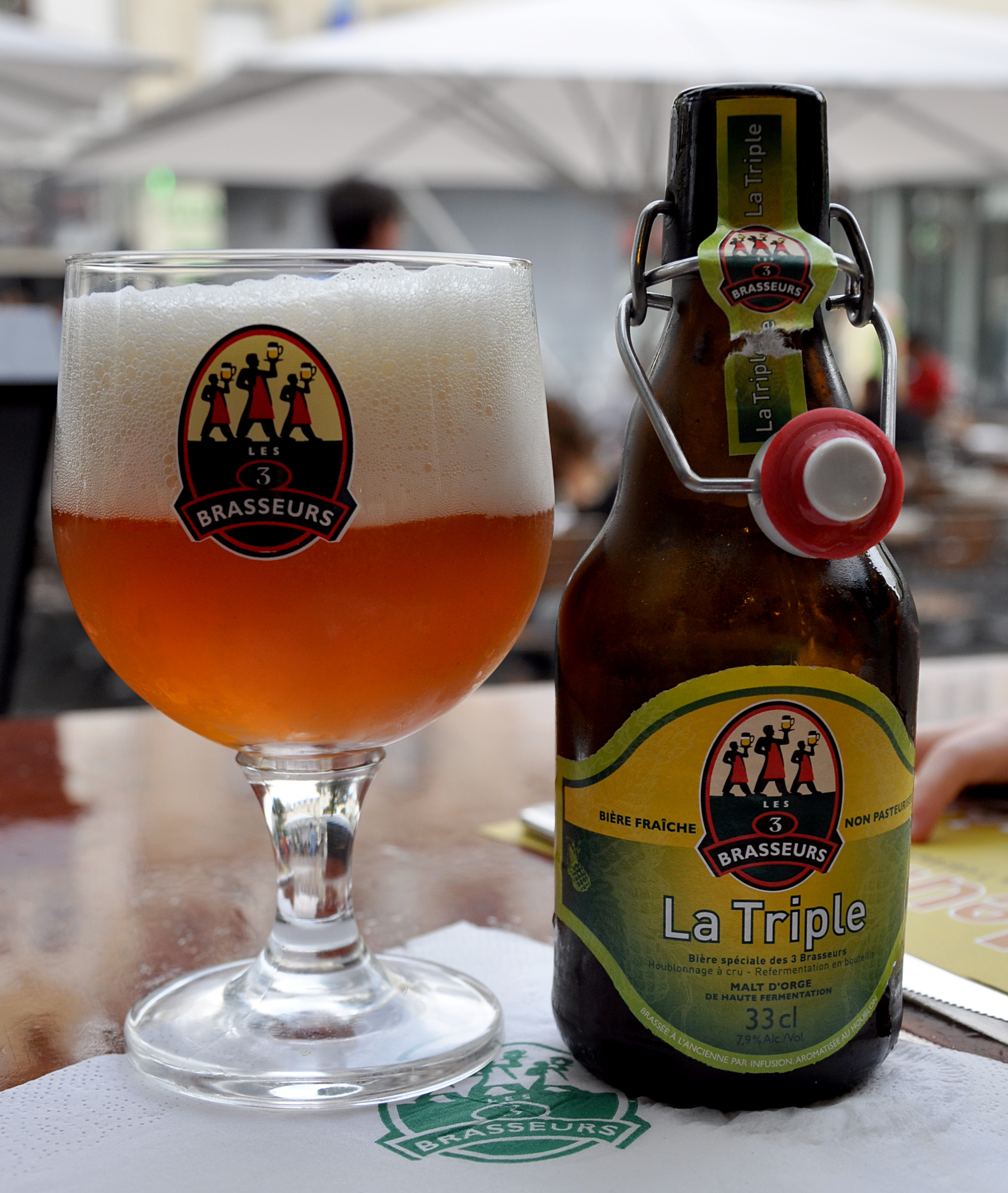
Bière La Triple des 3 Brasseurs.

- Brasserie Heineken à Mons-en-Barœul :

- - Pelforth
    - Pelforth blonde
    - Pelforth brune
    - Pelforth ambrée
    - Pelforth 3 malts
    - Pelforth radler citron
    - Pelforth radler rosé

  - Pélican
  - George Killian's
  - Heineken
  - 33 Export
  - Amstel

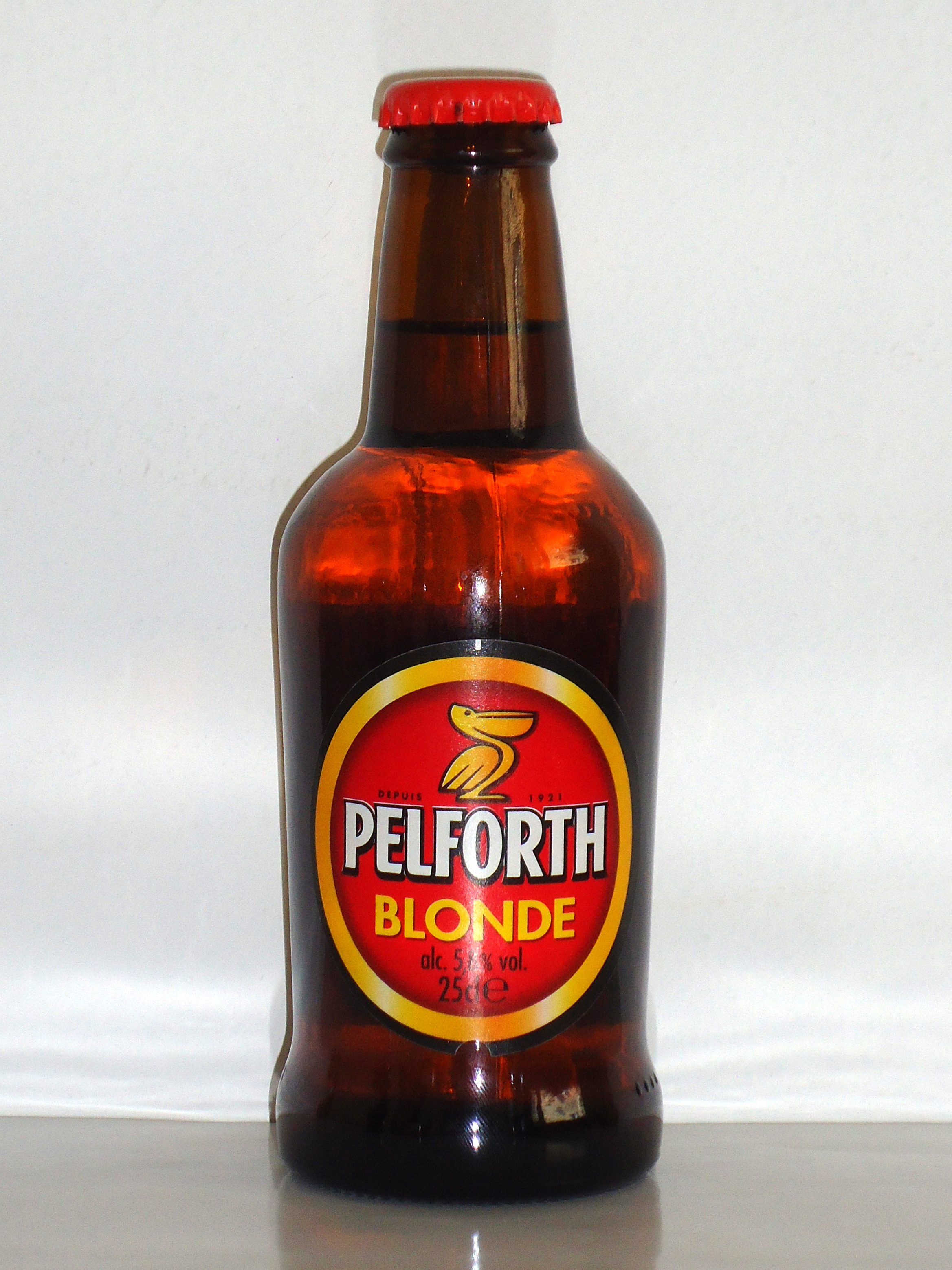
Bouteille de Pelforth blonde.

- Brasserie La Choulette à Hordain :
  - Choulette Blonde,
  - Choulette Ambrée,
  - Choulette Framboise,
  - Choulette de Noël,
  - Choulette Pêche,
  - Bière des Sans-Culotte,
  - Tour d'Ostrevant,
  - Abbaye de Vaucelles,
  - Blanche de Cambrai.

- L'Atelier des Brasseurs à Linselles :
  - Blonde ;
  - Blonde d'Antan ;
  - Ambrée ;
  - Brune ;
  - Bière de Printemps ;
  - Ambrée aux épices ;
  - Ambrée de Noël ;
  - La Dogue, brassée pour les supporters du LOSC ;

- Brasserie du Pays flamand :
  - Bière Metch, blonde de fermentation haute

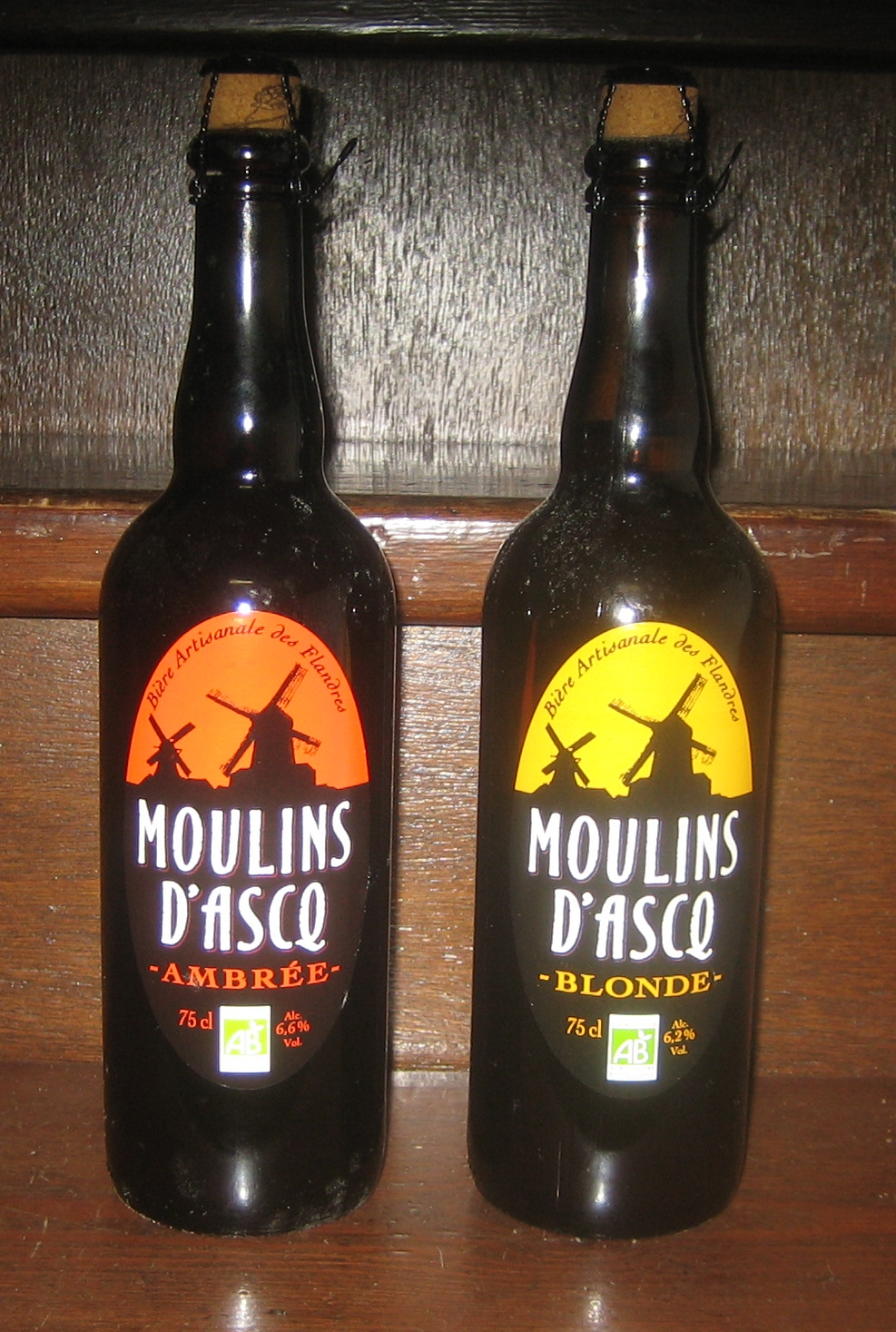
Bouteilles de la brasserie Moulins d'Ascq.

- Brasserie artisanale Moulins d'Ascq :
  - Moulins d'Ascq blonde
  - Moulins d'Ascq brune
  - Moulins d'Ascq printemps
  - Moulins d'Ascq IPA
  - Moulins d'Ascq ambrée
  - Moulins d'Ascq blanche
  - Moulins d'Ascq triple
  - Moulins d'Ascq bière de Noël

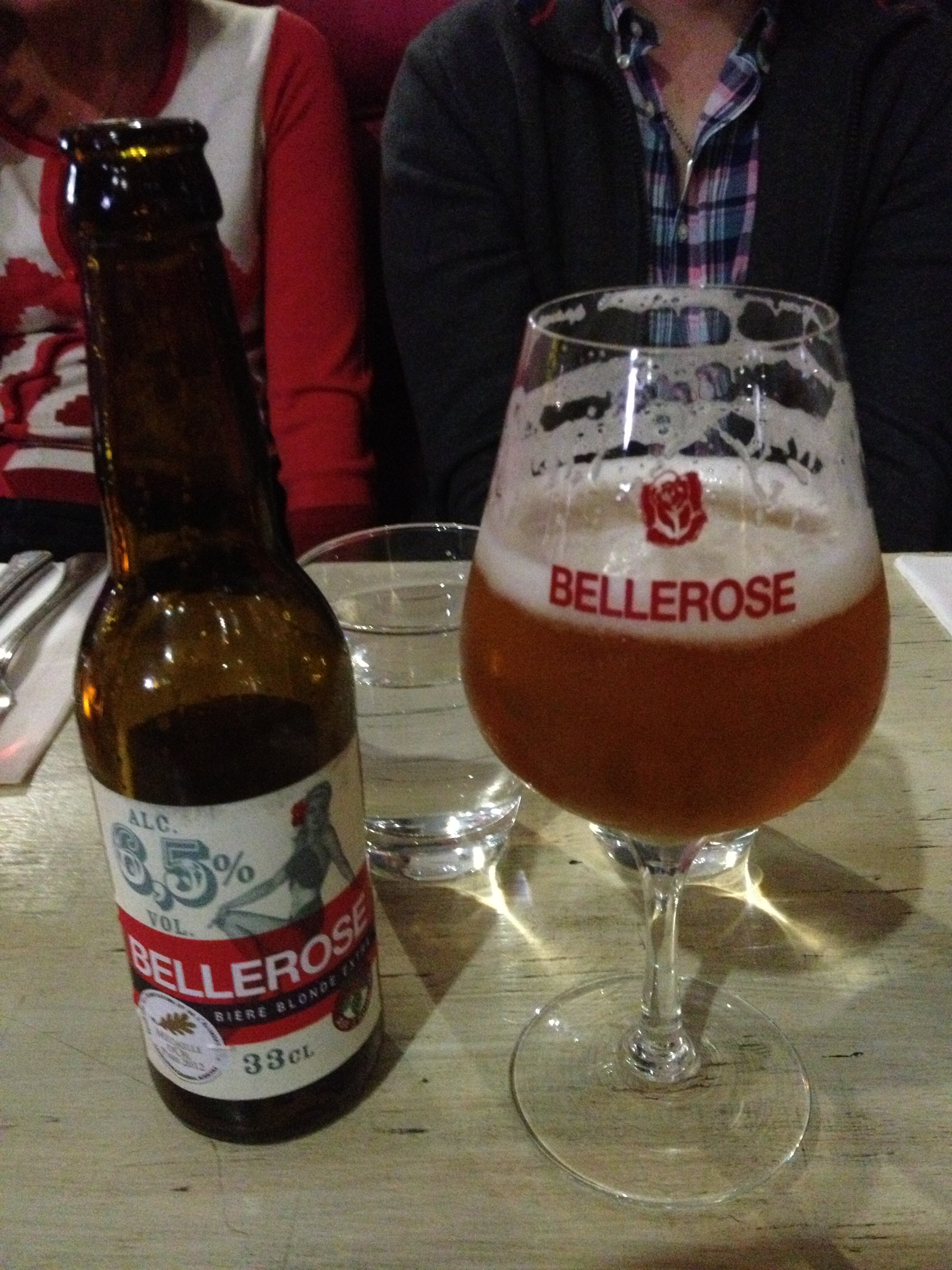
Bière Bellerose.

- Brasserie historique de l'abbaye du Cateau (groupe International Breweries and Beers) :
  - La Vivat, bière du Cateau.

- Brasserie des Sources (groupe International Breweries and Beers) à Saint-Amand-les-Eaux (ex-Brasserie de Saint-Amand-les-Eaux) :
  - 3e Mi-Temps, 6°, Blonde, en bouteille de 0.33 l
  - Bellerose 6,5°, blonde, en bouteille de 0.33 l et 0.75 l
  - Vieux Lille, 7°, ambrée, en bouteille de 0.75 l
  - Vieux Lille, 7°, blonde, en bouteille de 0.33 l
  - Vieux Lille Triple, 8,5°, blonde, en bouteille de 0.33 l et 0.75 l
  - Abbatiale de Noël, 6,5°, rousse, en bouteille de 0.75 l
  - Abbatiale de Saint-Amand (Bière d'abbaye), 5°, blanche, en bouteille de 0.33 l et 0.75 l
  - Abbatiale de Saint-Amand (Bière d'Abbaye), 7°, blonde, en bouteille de 0.33 l et 0.75 l
  - Abbatiale de Saint-Amand (Bière d'Abbaye), 6,5°, ambrée, en bouteille de 0.33 l et 0.75 l
  - Germinal, 6,5°, blonde, en bouteille de 0.33 l et 0.75 l
  - Germinal, 6,5°, ambrée, en bouteille de 0.33 l et 0.75 l
  - Braderie de Lille, 6,2°, en bouteille de 0.33 l et 0.75 l
  - Carnaval de Dunkerque, 6,4°, en bouteille de 0.75 l
  - RC Lens (Racing Club Lens) 6° Blonde en bouteille de 0.75 l

- Brasserie du Caou à Merville :
  - Kaou'ët Blonde Dorée
  - Kaou'ët Blonde Cuivrée
  - Kaou'ët Brune
  - Kaou'ët Triple

- Brasserie La Flamine à Ostricourt :
  - Flamine Blonde
  - Flamine Ambrée
  - Flamine Triple
  - Coup de Grisou
  - Falempinum

- Société Sikaru à Villeneuve-d'Ascq (brassées par la brasserie La Flamine) :
  - Fontaine de Jouvence, blonde
  - Tourbière, fumée

- Association Les 3 Philippes :
  - La 3 Philippes Blonde

- Brasserie du Pavé à Ennevelin :
  - PVL Blonde, 6,5°
  - PVL Triple, 8,5°
  - PVL Ambrée à la Chicorée Leroux, 6°
  - PVL de Noël, 7.5°
  - PVL de Printemps (Solstice), 5,5°
  - PVL La Tourbée

- Brasserie La Dreum à Neuville-en-Avesnois :
  - La Dreum Blanche, 6° ;
  - La Dreum Blonde, 6,5° ;
  - La Dreum Rousse, 7° ;
  - La Dreum Brune, 7,5° ;
  - La Dreum Triple de Noël, 9°.

- Brasserie Motte-Cordonnier à Armentières[22] :
  - La René, 6° ;
  - La Bière de Famille, 7° ;
  - La Émile, 9°

### Oise

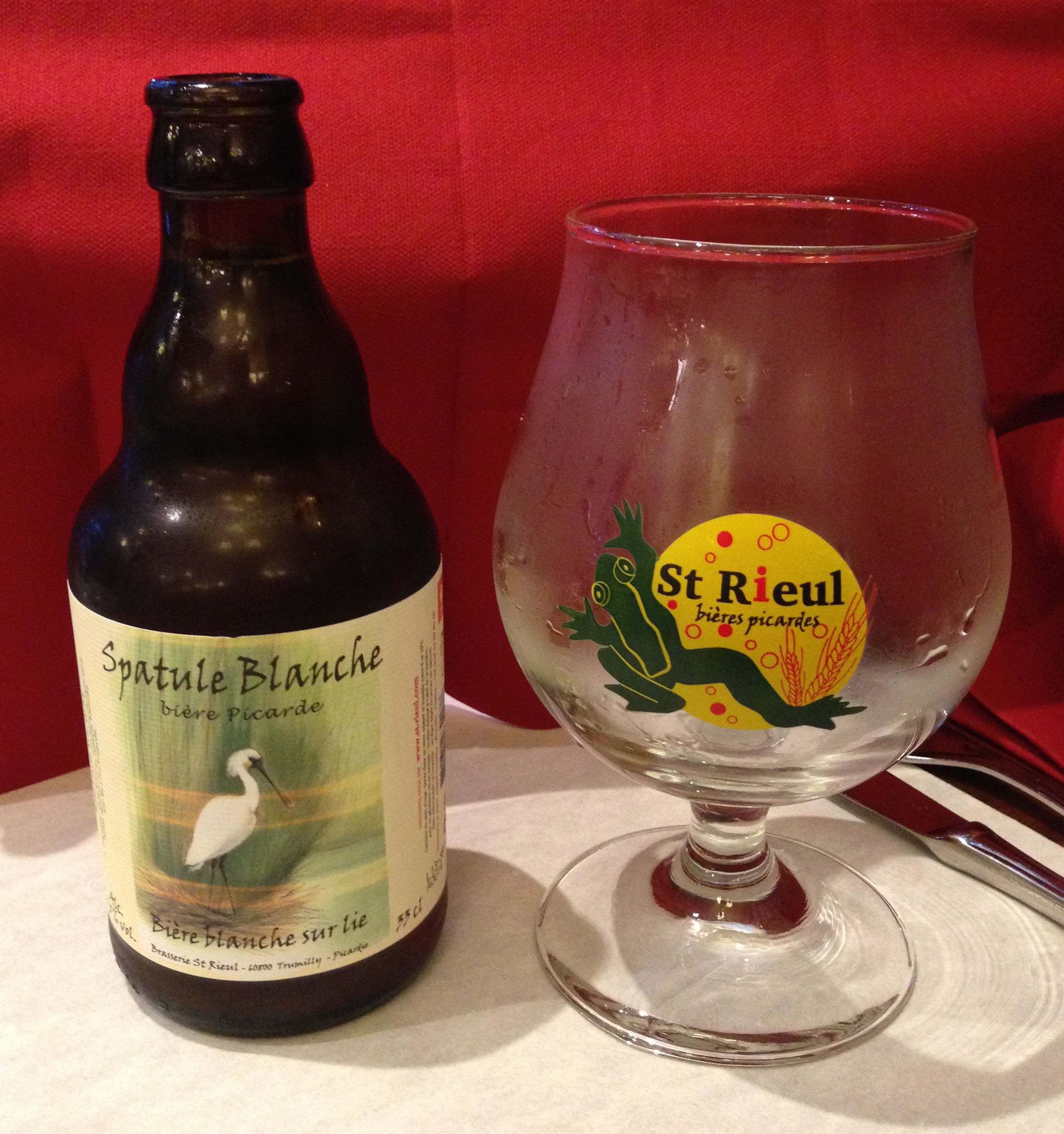
Bière Spatule blanche (Brasserie St Rieul).

- Brasserie Saint Rieul, à Trumilly :
  - Bernache, blonde, 7° ;
  - Spatule Blanche, 5,5° ;
  - St Rieul Brune, 7° ;
  - St Rieul Ambrée, 7° ;
  - St Rieul Blanche, 5,5° ;
  - St Rieul Blonde, 7° ;
  - St Rieul Blonde, 5,5° ;
  - St Rieul de Noël, 8° ;
  - St Rieul Grand Cru Triple, rousse, 9°.
- Brasserie de Milly à Milly-sur-Thérain :
  - La R°Belle, blonde spéciale, 5,5° ;
  - La R°Belle ambrée, 7°.
  - La R°Belle blanche, 5°.
- Micro Brasserie Chaumontoise, à Chaumont-en-Vexin :
  - La Chaumont' Oise Blonde, bio, 5,5° ;
  - La Chaumont' Oise Ambrée, bio, 6° ;
  - La Chaumont' Oise Brune, bio, 6,5°.

Montagny-Sainte-Félicité :
félicité (Blanche, blonde, ambrée) qui

### Pas-de-Calais
- Brasserie des 7 Bonnettes à Étaing :
  - La Bonnette Blonde
  - La Bonnette Brune
  - La Bonnette Ambrée
  - La Bonnette Triple

- Brasserie Saint-Germain :
  - Page 24 blonde

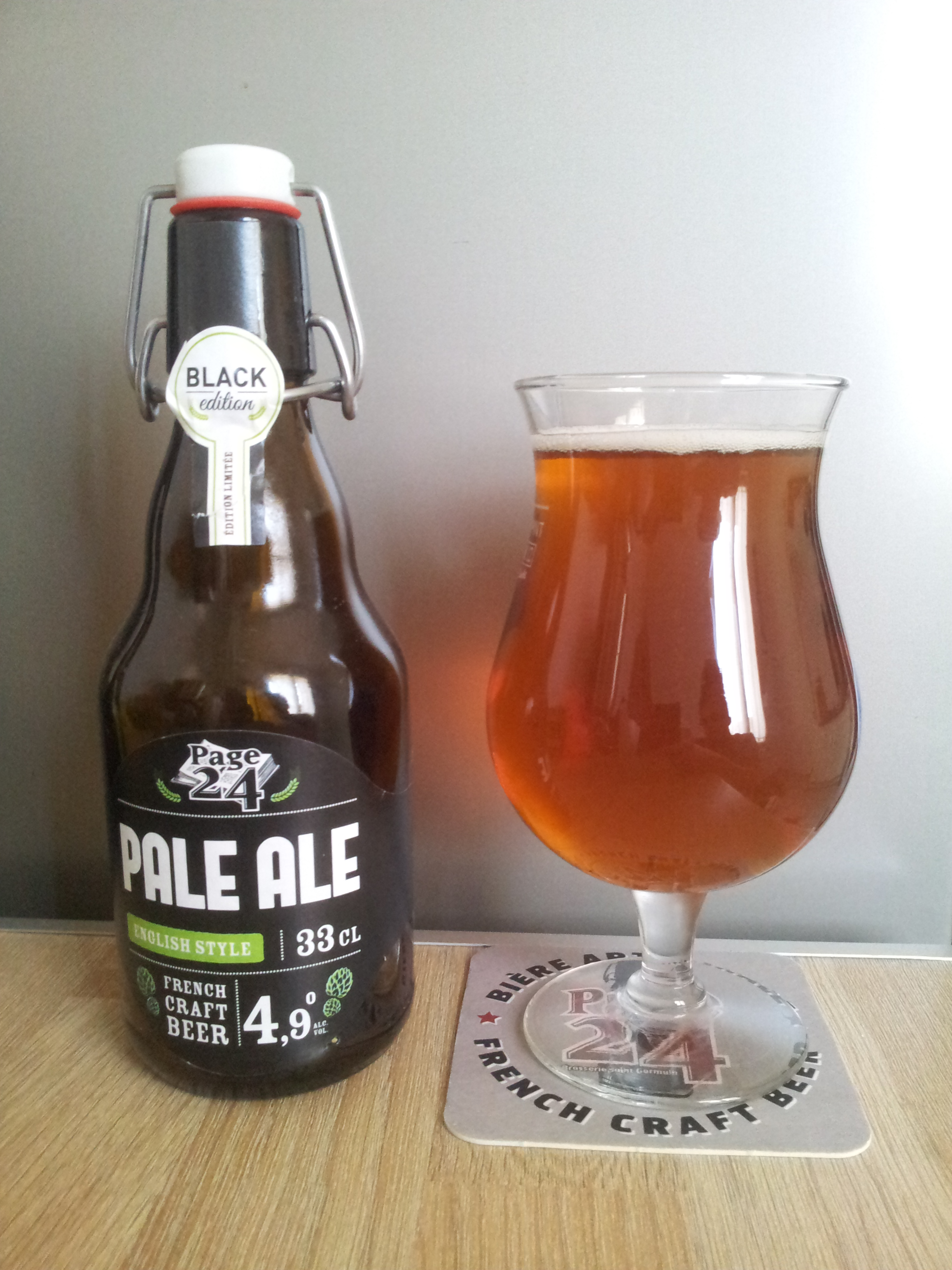
en Page 24 de la Brasserie Saint-Germain.

  - Page 24 blonde - réserve Hildegarde
  - Page 24 ambrée
  - Page 24 ambrée - Réserve Hildegarde 
  - Page 24 blanche 
  - Page 24  à la chicorée
  - Page 24 à la rhubarbe
  - Page 24 au miel
  - Page 24 Triple
  - Page 24 Printemps
  - Page 24 Noël
  - Page 24 Malt et hops
  - Page 24 brune 
  - Page 24 Black Edition IPA
  - Page 24 Black Edition Pale Ale
  - Page 24 Black Edition Stout
  - Page 24 Bière année 613
  - Page 24 Bière année 614
  - Page 24 Rhub'IPA

- Brasserie Castelain :
  - Ch'ti Blonde
  - Ch'ti Blanche
  - Ch'ti Brune
  - Ch'ti Ambrée
  - Ch'ti Triple
  - La Maltesse
  - La Jade, bio
  - La bière de Printemps
  - La cuvée de Noël Blonde
  - La cuvée de Noël Brune
- Munsterbräu

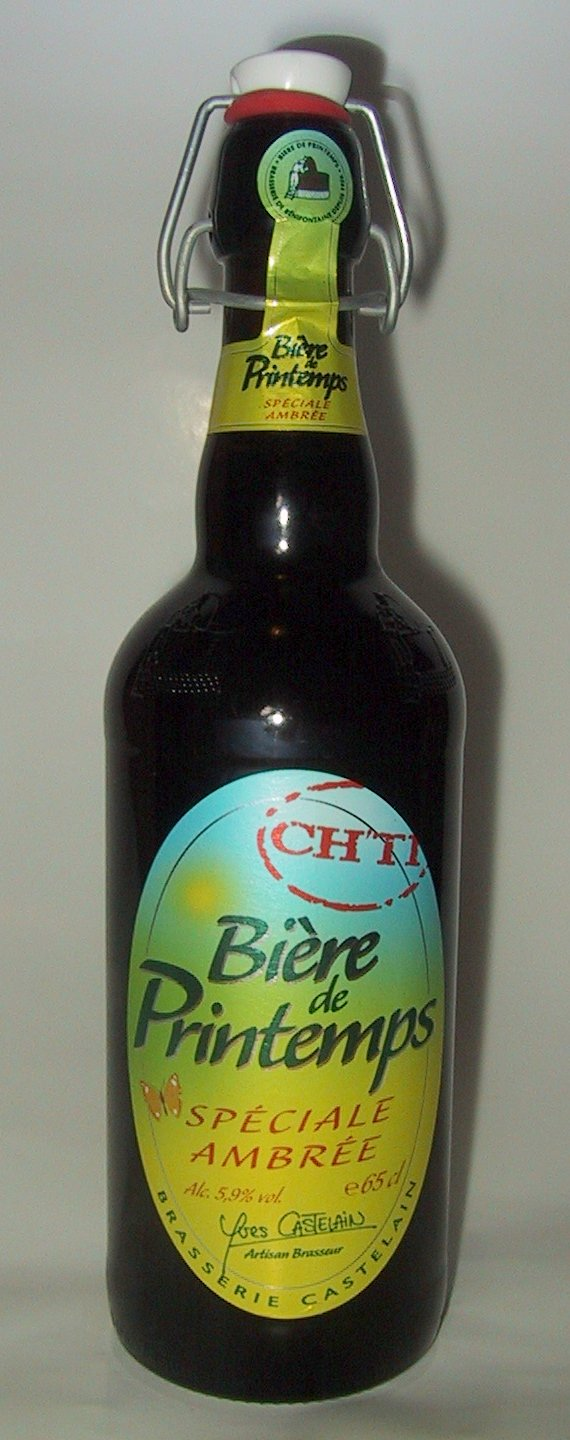
Bière de Printemps Ch'ti de la Brasserie Castelain.

- Brasserie Saint Loupoise à Huby-Saint-Leu :
  - "Saint Loupoise blanche" 4,5°
  - "Saint Loupoise blonde" 6,4°
  - "Saint Loupoise ambrée" 6,4°
  - "Titanic IPA" 7°
  - "Saint Loupoise Noël" 7°
  - "Barley Wine" 12°

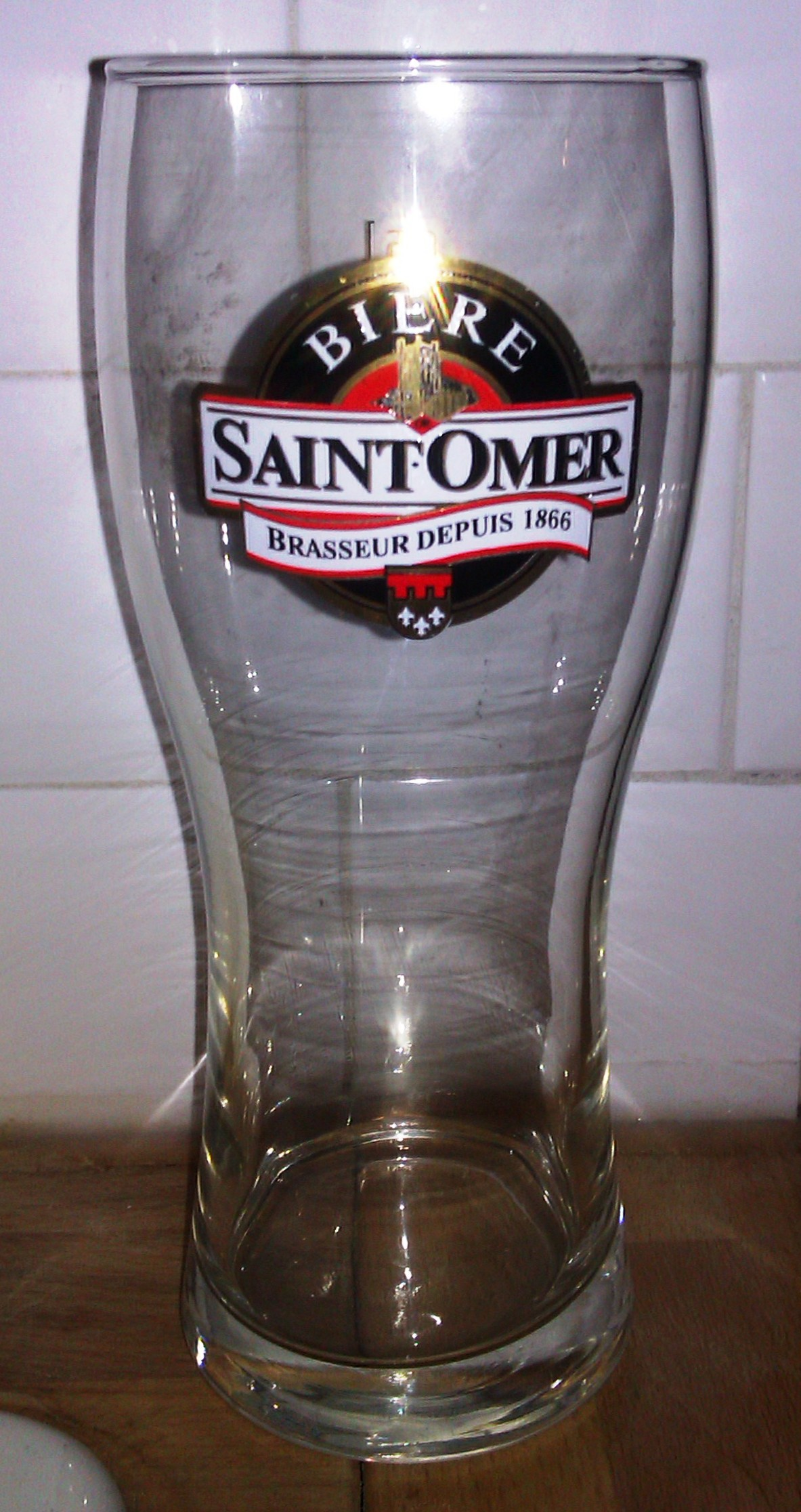
Verre à bière de la brasserie Saint-Omer.

- Brasserie de Saint-Omer, à Saint-Omer :
  - Saint-Omer (blonde, 5 %)
  - Saint-Omer Bière Bock (blonde, 4 %)
  - Saint-Omer 8.0 (blonde, 8 %)
  - La Spéciale de Saint-Omer (6,2 %)
  - Le Panaché de Saint-Omer (panaché, 1 %)
  - Saint-Bertin (bière d'abbaye, 6,2 %)
  - Sombrero (bière aromatisée à la tequila, 5,9 %)
  - Gruber (blonde, 4,7 %)
- Brasserie Artésienne à Auchy-les-Mines
  - "Saint Glinglin blonde"
  - "Saint Glinglin triple"
  - "Saint Glinglin Houblon"
  - "Saint Glinglin IPA" Édition limitée
  - "Bon samaritain" sans gluten

- Brasserie Noyon :
  - Bière des Deux Caps
  - Blanche de Wissant
  - Noire de Slack
  - "La Belle Dalle"
  - "O Guénel"
  - "Kipper" (association JC David)
- Brasserie Silviacus à Samer :
  - La Silviacus Blonde : 4,2°
  - La Silviacus Ambrée : 7,5°
  - La Silviacus à la Fraise 
  - La Silviacus Blanche : 5,5°
  - Saint Wulner : 7,5°
  - Saint Wulner Grand Cru : 8,5
- Brasserie quentovic

```
(beaurainville) :
```

- - La blonde
  - La triple
  - La blanche
  - La ambré
  - La fruité
  - La blonde au miel

### Somme
- Brasserie De Clerck, à Péronne :
  - La Belle Siska, bière de garde ambrée
  - Colvert, blonde 7°
  - la Fanette, blonde dorée 6°
  - Blanche de Péronne 4°
  - Colvert de Noël, 7°
  - Bière de Printemps, 5,5°
  - Poppy, bière blonde 5°
  - Stager, pils 4,7°
- Brasserie Charles et Vianney, à Amiens :
  - La Blanche, 4,6°
  - La Blonde, 4,8°
  - La Red Ale, 5°
  - L'IPA, 6,5°
  - La Strong Ale, 7,7°

## Île-de-France

### Essonne
- Brasserie Parisis à Épinay-sous-Sénart :
  - Parisis Blonde, 6,5 %, pale ale
  - Parisis Ambrée, 6,2 %, amber ale
  - Parisis Blanche, 4,1 %, blanche au blé
  - Parisis Triple, 8 %, Belgian Triple
  - Parisis Printemps, 6 %, IPA au seigle
  - IPArisis, 6,2 %, IPA
  - Parisis de Noël, 7 %, ambrée épicée
  - "Bière de l'Yvette" blonde, 6,5 %
  - "Bière de l'Yvette" ambrée, 6,2 %
  - "Bière de l'Yvette" blanche, 4,1 %
  - "Bière de l'Yvette" brune, 6,8 %

Et pour le compte de la Brasserie du Grand Paris à Levallois-Perret :
- - "IPA Citra Galactique", IPA ;
  - "Smoke on the Water", blonde fumée.
- Brasserie artisanale de Marcoussis à Marcoussis :
  - "Ox'Bièr" blanche,
  - "Ox'Bièr" blonde,
  - "Ox'Bièr" ambrée,
  - "Ox'Bièr" brune,
- La baroudeuse, 5%, en partenariat avec l'ENSTA Paris

### Hauts-de-Seine
- Brasserie Roquette : 
  - Roquette Pale Ale, 5,5 %
- Brasserie Nemeto[23] à Nanterre

### Paris

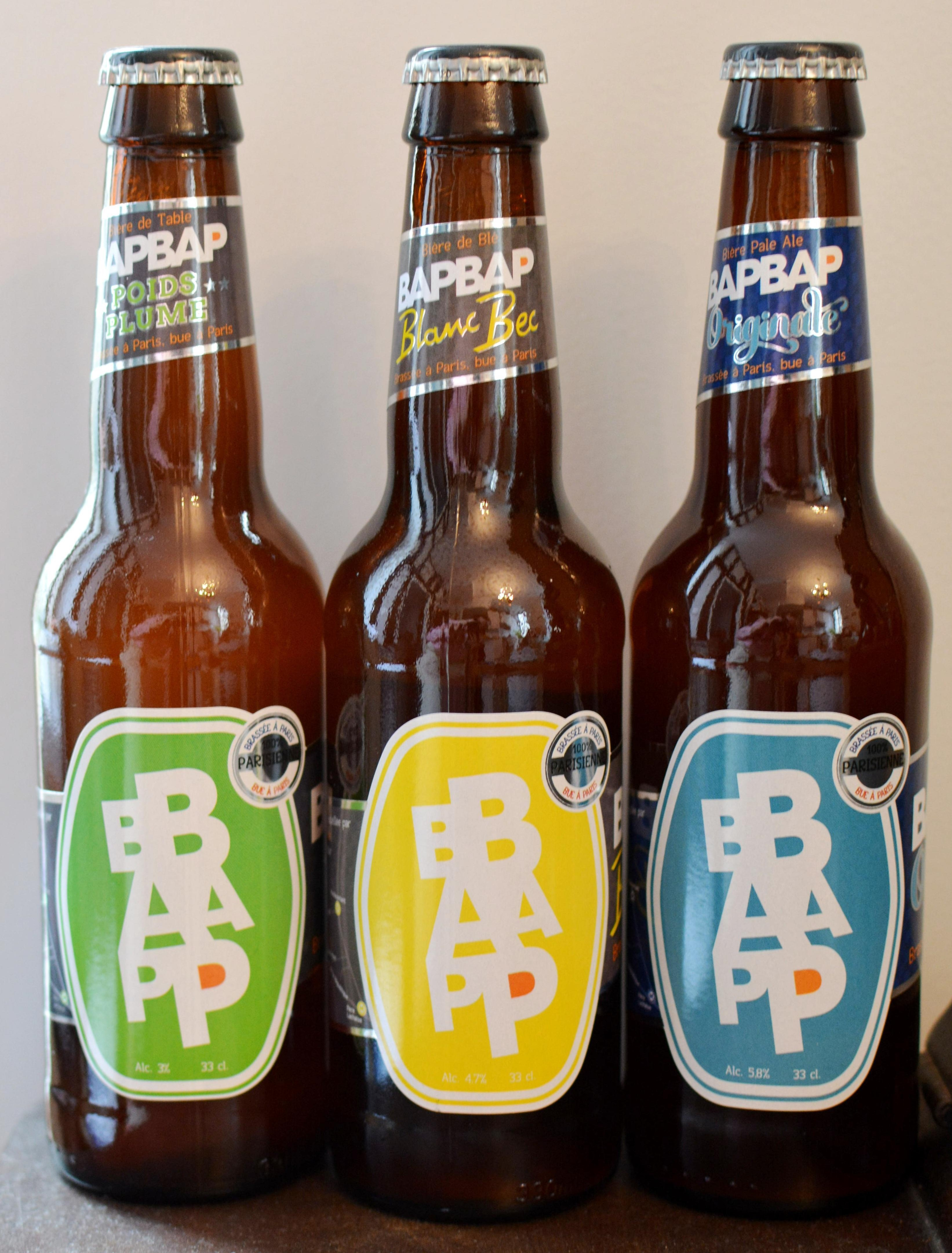
Bouteilles de bière BAPBAP.

- Brasserie BAPBAP, dans le 11e arrondissement :
  - Originale, pale ale, fermentation haute, 5,8° ;
  - Blanc bec, wheat beer, 4,7° ;
  - Vertigo, IPA, 6° ;
  - Toast, porter, 4,5° ;
  - Poids plume, blonde, 3°.

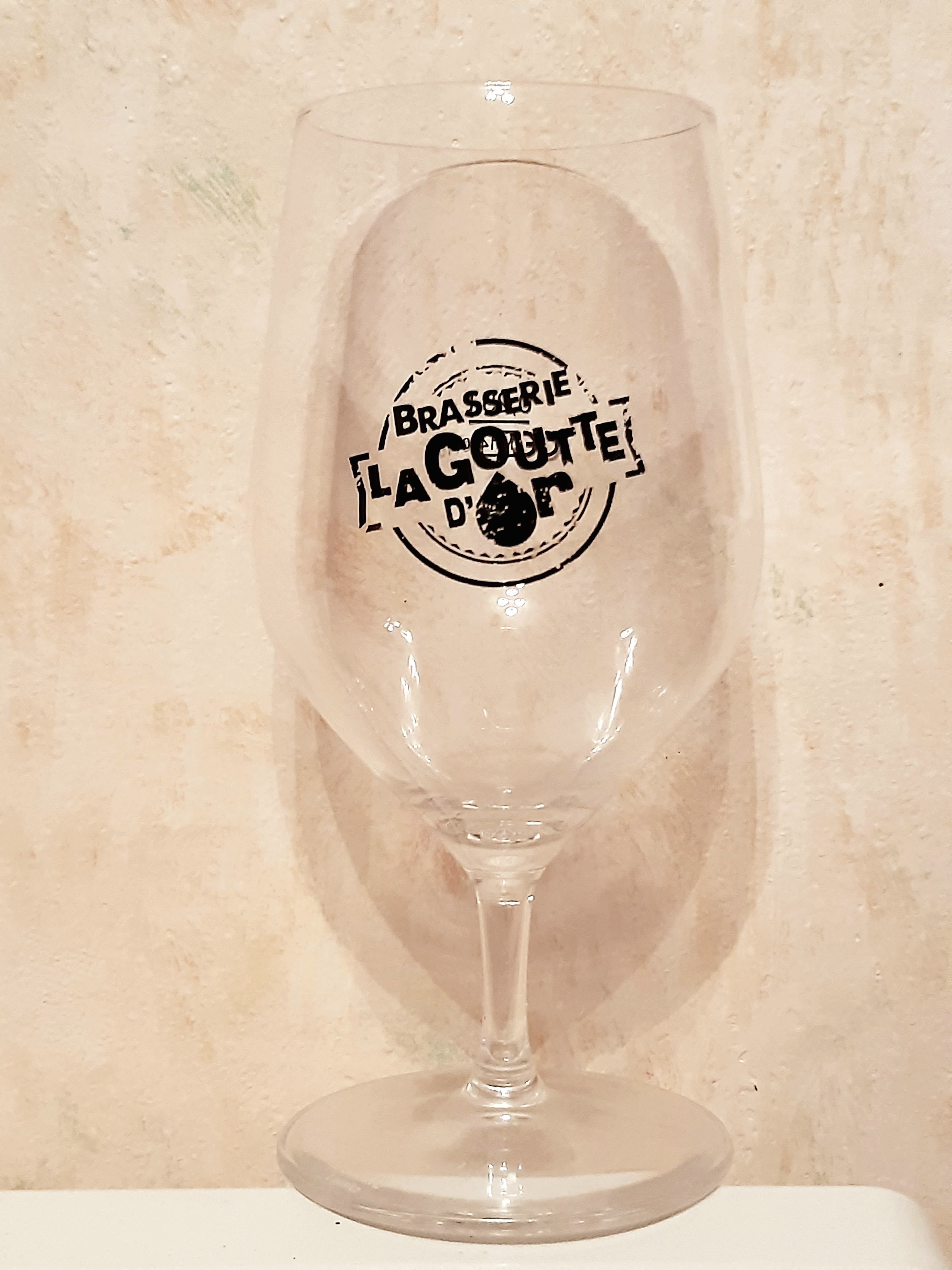
Verre de la brasserie de la Goutte d'Or à Paris.

- Brasserie de la Goutte d'Or, dans le 18e arrondissement :
  - "Château Rouge", rousse, 6,5° ;
  - "Myrha", blonde, 5° ;
  - "Charbonnière", ambrée, 7,5° ;
  - "Ernestine", IPA, 5,5° ;
  - "La Môme" ;
  - "Chai wheat".

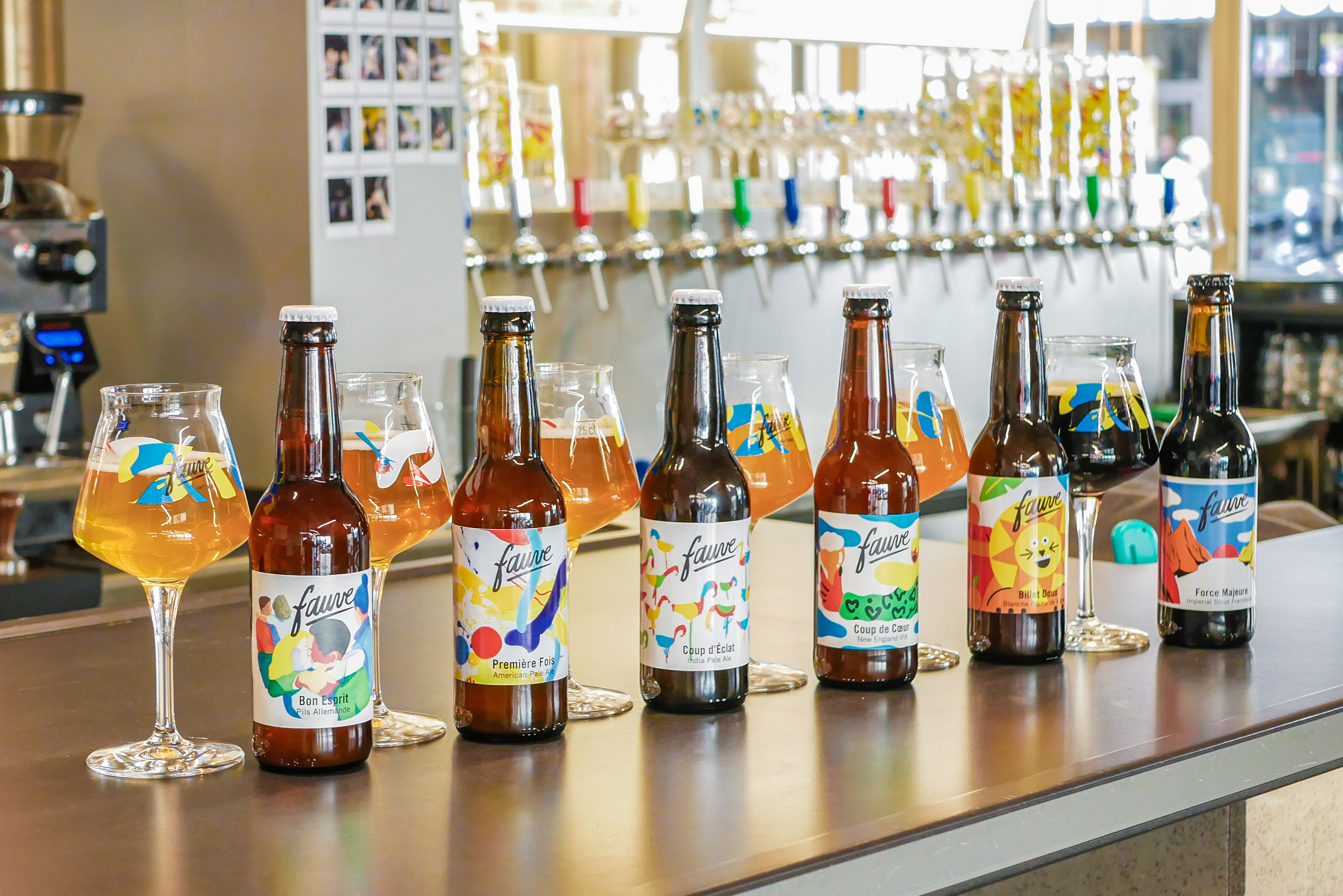
Une sélection de bouteilles de bière Fauve

- Brasserie Fauve Craft Bière, dans le 11e arrondissement :
  - "Fauve Zéro", bière sans alcool, 0,5° ;
  - "Bon Esprit", Pils Allemande, 5,0° ;
  - "La Petite Charonne", Parisien Pale Ale (avec du houblon du 11ème arr. de Paris), 5,1° ;
  - "Première Fois", American Pale Ale, 5,5° ;
  - "Caresse Gourmande", New England Wheat Ale DDH, 5,2° ;
  - "À La Folie", Pale Ale Fruits de la Passion, 5,5° ;
  - "Billet Doux", Blanche Pêche Abricot, 5,5°" ;
  - "Coup d'Éclat", IPA, 6,5° ;
  - "Coup de Cœur", New England IPA, 6,2° ;
  - "Haute Couture", Milshake IPA Mangue Framboise, 6,5° ;
  - "Chaise Longue", Berline Weisse Ananas, 4,5° ;
  - "Vanille-Fraise", Pastry Sour Vanille Fraise Lactose, 6,5° ;
  - "Coup Double", Double IPA DDH, 8,0° ;
  - "Temps Fort", Ambrée Miel Cannelle Vanille, 6,5° ;
  - "Force Majeure", Imperial Stout Framboise, 8,0° ;
  - "Sensation Pure", Imperial Stout Chocolat Noisette Caramel Beurre Salé, 12,0°.
- Brasserie La Baleine, dans le 20e arrondissement :
  - La Lucite, blonde, 4,2° ;
  - La Gitane, ambrée, 5° ;
  - La Phare, brune, 5° ;
  - La Picaro, blanche, 5°.

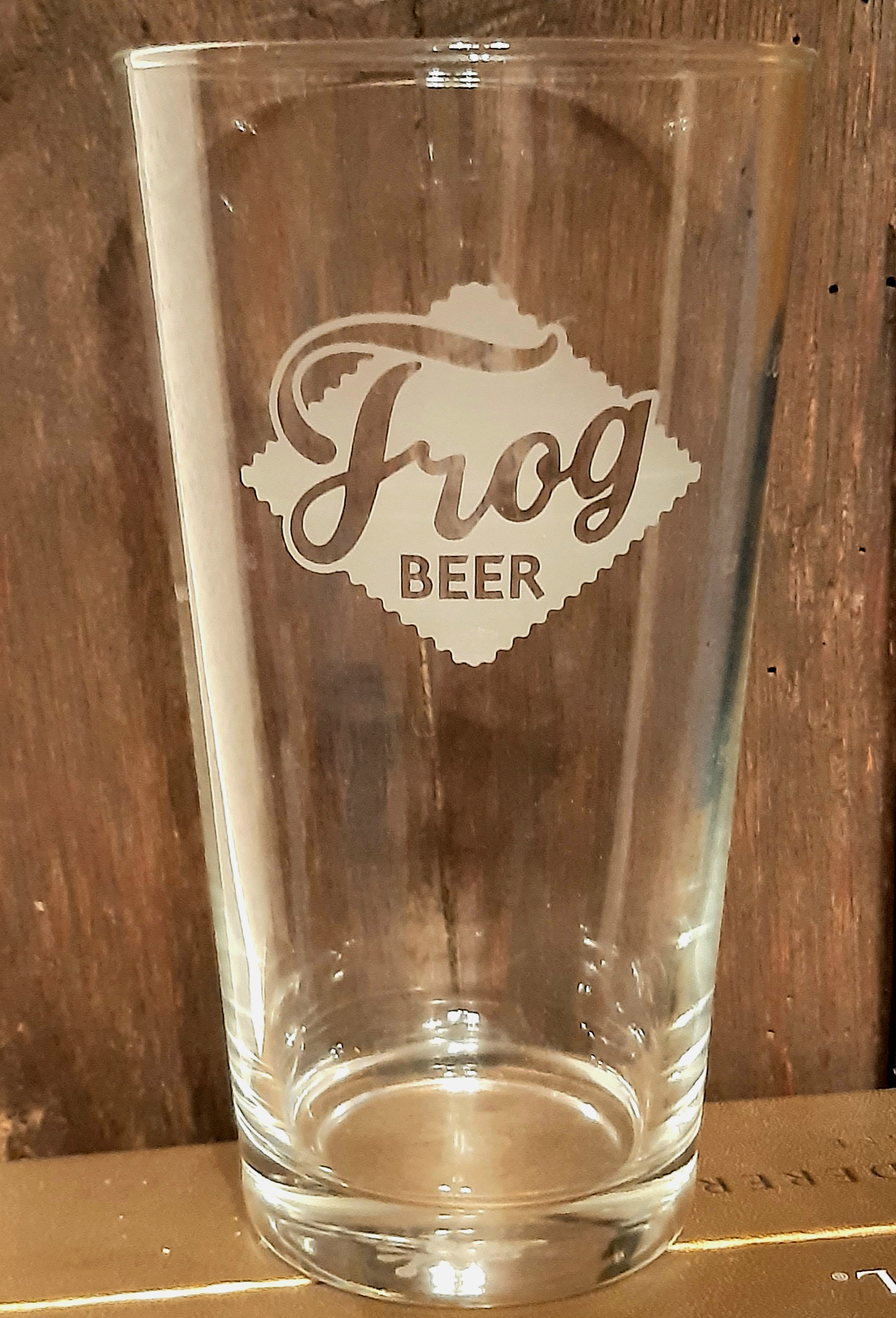
Verre de la bière Frog, brassée à Paris.

- Brasserie Frog n Rosbeef dans le 2e arrondissement de Paris

### Seine-et-Marne

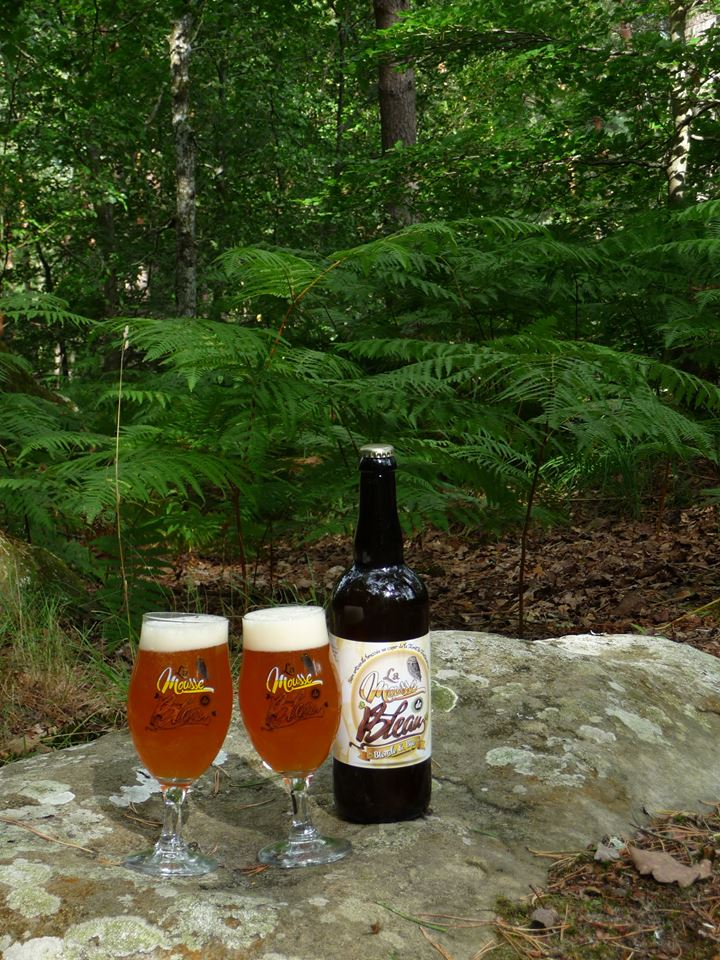
Bouteille et verres de la Mousse de Bleau.

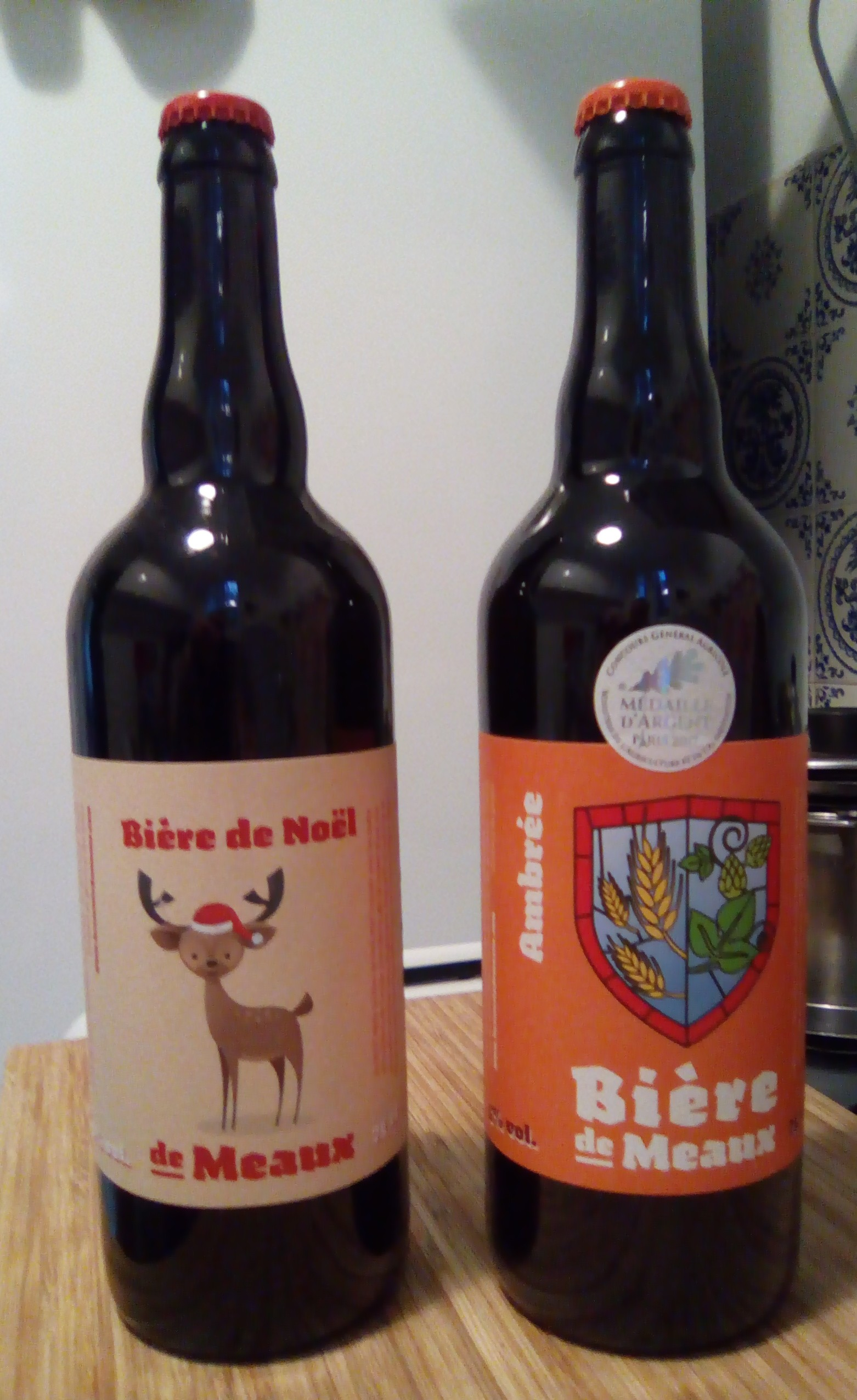
Bouteilles de Bière de Meaux (cuvée de noël et ambrée).

- Brasserie de Gaillon à Courpalay :
  - "Bière de Brie" blonde,
  - "Bière de Brie" ambrée,
  - "Bière de Brie" blanche.

Et pour le compte de la Brasserie du Grand Paris à Levallois-Perret :
- - "Porter Gourmande", brune ;
  - "Porter Gourmande Café", brune ;
  - "À l'Ouest", blanche.
- Brasserie Gâtinorge à Amponville :
  - "La Gâtine" (Bière du Gâtinais) blonde, ambrée, blanche
  - "La Gâtine" brune,
  - "La Gâtine de Noël" ambrée.
- Brasserie Bière de Meaux à Meaux
- Micro-Brasserie Bacotte, fabrication de bières BIO à Bois le Roi
  - La Mousse de Bleau, blanche
  - La Mousse de Bleau, blonde
  - La Mousse de Bleau, ambrée
  - La Mousse de Bleau, brune
  - La Mousse de Bleau, spéciale

### Seine-Saint-Denis
- FrogBeer à Pierrefitte-sur-Seine[24] :
  - "Natural Blonde" 4,2 %
  - "Maison Blanche" 4,2 %
  - "Pearl" 4,1 %
  - "Ginger Twist" 4,2 %
  - "Inseine" 4,4 %
  - "Parislytic" 5,2 %
  - "Dark de Triomphe" 5 %
  - "BaBaBoom!", blonde 4,3 %
  - "Kapow!", IPA 5,5 %
  - "Wham!", APA 4,5 %
  - "Kersplat!", blanche 4 %
  - "Zonk!", smoked amber 4,2 %
  - "ThaWack!", black IPA 5,5 %
  - "Bewitched", Halloween Pumpkin Ale
  - "Trick or Treat?", Halloween Smoked Pumpkin Ale
  - "Polar Beer", winter ale
  - "Hopster", 3,8 %
  - "Burton Pale Ale", British Beers series
  - "London Porter", British Beers series
  - "Yorkshire Bitter", British Beers series
  - "Scotch Ale", British Beers series
  - "London Ale", British Beers series
  - "East Kent Golden Ale", British Beers series
  - "Oat Stout", Cereals Series
- Brasserie Gallia à Pantin
- Brasserie La Parisienne à Pantin
- Brasserie La mousse à Ziggy à Pantin
- Croix de Chavaux Brewery à Montreuil (Seine-Saint-Denis)
- Le Montreuilloise à Montreuil (Seine-Saint-Denis)
- Outland à Bagnolet :
  - "French Ale"
  - "American Brown Ale", ambrée,
  - "American Pale Ale", ambrée,
  - "American IPA", ambrée,
  - "English Brown Ale", ambrée,
  - "India Pale Ale", ambrée,
  - "Oatmeal Stout", brune,
  - "Single Hops Citra",
  - "Single Hops Columbus",
  - "Single Hops Simcoe",
  - West Coast IPA".

### Val-de-Marne

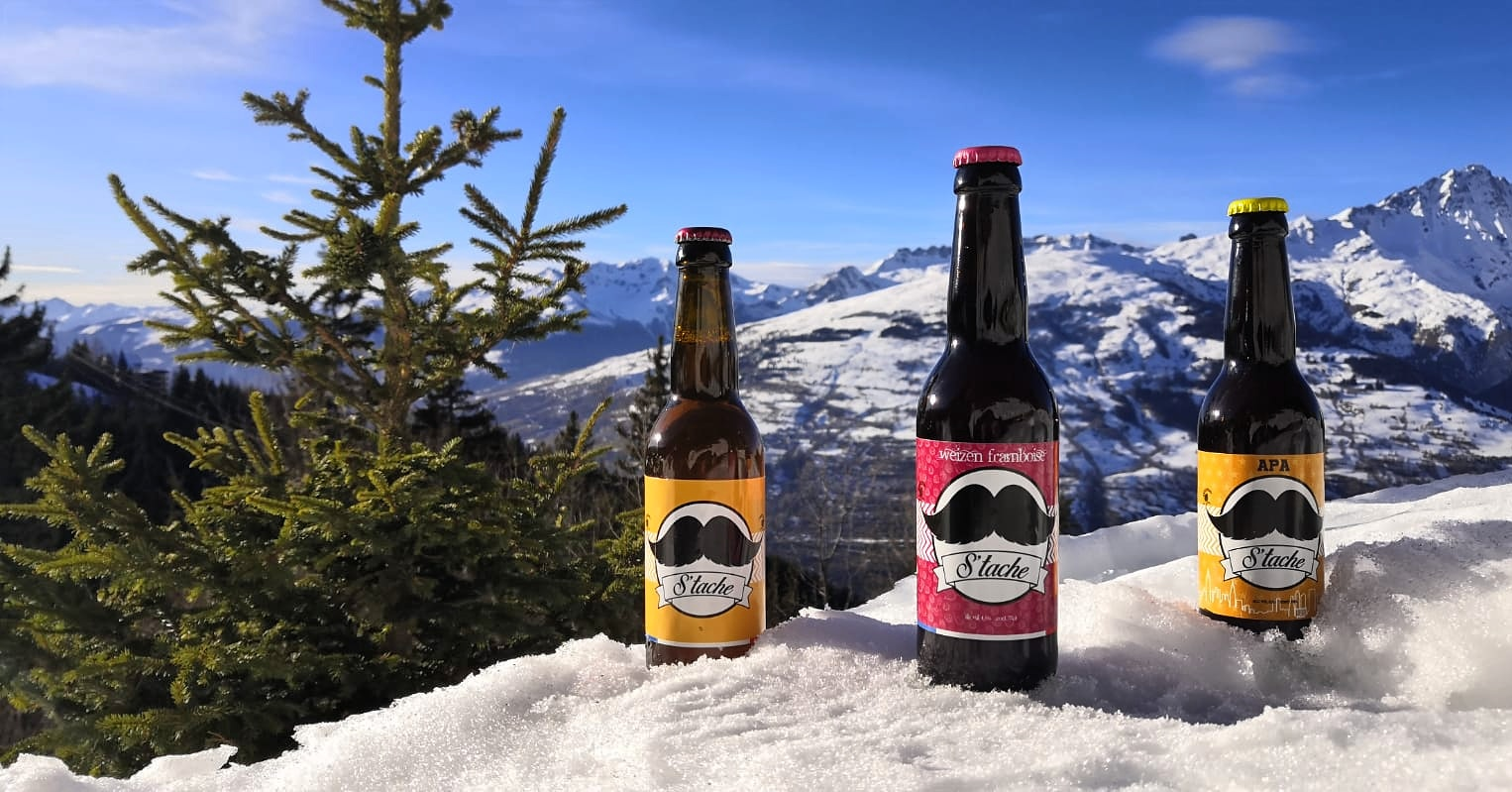
Bouteilles de bière S'tache.

- Deck & Donohue à Bonneuil-sur-Marne
- La Brasserie S'tache à Choisy-le-Roi :
  - la Rancho, personnage vintage moustachu décalé consacré au monde de la glisse
  - "La 47' bière", collaboration avec le groupe de musique 47Ter, 4,7°
  - "Santa S'tache", bière de Noël, 6°
  - "SMASH S'tache", SMASH coco, 3,5°
  - American Pale Ale au Citra, 5,5°
  - Creamshake IPA, NEIPA, 4,5°

### Val-d'Oise

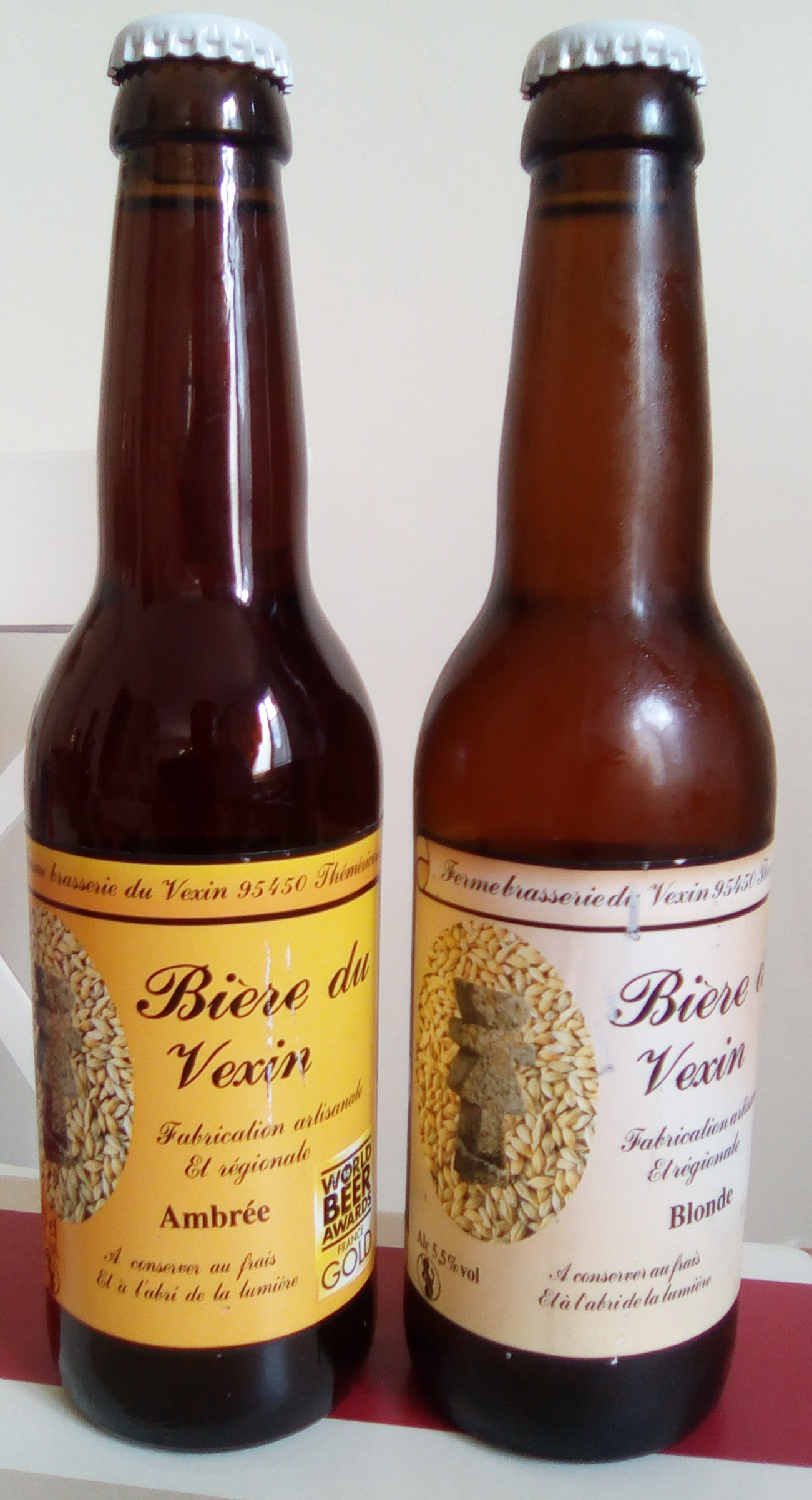
Bouteilles de Bière du Vexin.

- La Ferme Brasserie du Vexin à Théméricourt :
  - Bière du Vexin, blonde, 5,5°
  - Bière du Vexin, blanche, 4,5°
  - Bière du Vexin, ambrée, 5,5°
  - Bière du Vexin La Véliocasse, ambrée au miel, 7°
- Les Bières du Chat-Volant (élaborées à Montgeroult, brassées à Céré-la-Ronde) :
  - La Blonche, 5,6°
  - Fly 2 Mumbaï, 6,5°
  - Love Season, 6,9°

### Yvelines
- Brasserie de La Vallée de Chevreuse, au Perray-en-Yvelines :
  - La gamme bio Volcelest :
    - Volcelest Blonde 5,7 %
    - Volcelest Ambrée 6,0 %
    - Volcelest Triple 8,0 %
    - Volcelest IPA 6,0 %
    - Volcelest Oatmeal Pale Ale 5,0 %
    - Volcelest Porter Framboise 5,5 %
    - Volcelest Double IPA 8,5 %
    - Volcelest de Printemps 4,7 %
    - Volcelest de Noël 7,0 %
    - Rotten Skull Imperial Stout vieillie en barriques 9,5 %
    - Rotten Skull Triple vieillie en barriques 8,0 %

- La Brasserie Barge, à Rambouillet :
  - La Barge, Pale Ale 5,2 %
  - La Barge, Blanche 5 %
  - La Barge, IPA 5,8 %
  - La Barge, Ambrée 7,2 %

- Brasserie La P'tite Sœur, à Sartrouville :
  - La P'tite Sœur de Printemps, blonde 7,5 %
  - La Blonde Vénitienne, blonde 6 %
  - La Rousse, rousse 5,5 %

- Brasserie O'Clock Brewing à Bois-d'Arcy :
  - After Work
  - Time Out
  - Jet Lag
  - Stout Toujours
  - Coffee Stout Toujours
  - Milk Stout Toujours
  - Black Out
  - 20 Years Later
  - In A Rush
  - Christmas Day

- Brasserie Distrikt, à Thiverval-Grignon :
  - Clash, porter
  - White Temptation, blanche
  - Confusion, blonde
  - Surfer Rosa, blanche
  - Factory, ambrée
  - Investigator, American IPA
  - Mademoiselle Versailles, blonde

## Normandie

### Calvados
- Brasserie de L'odon à Aunay-sur-Odon
- Brasserie La Biergerie à Caen
- Brasserie La Mouette à Caen
- Brasserie de Renart à Caen

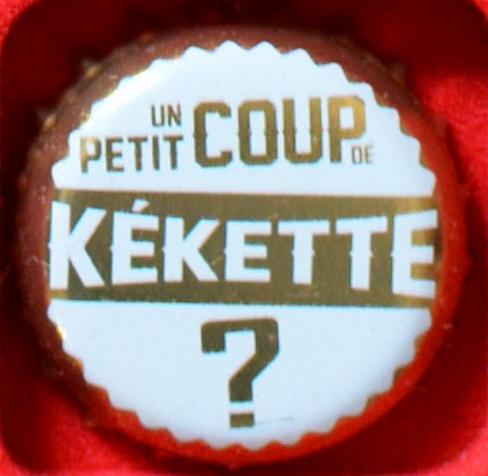
Capsule de bière Kékette.

- Brasserie Normandy Beer Factory à Démouville
- Brasserie La Voie Lactée à Douvres-la-Délivrande
- Brasserie De Nacre (actuellement inactive) à Douvres-la-Délivrande
- Brasserie Riva à Ouistreham
- Brasserie des 9 mondes à Ranville
- Brasserie Old hop à Saint-André-sur-Orne
- Brasserie The Brewing Compagny à Saint-André-sur-Orne
- Brasserie La Lie à Saint-Rémy
  - Au pré de ma blonde, blonde, 6° ;
  - L'ambrée du hameau, ambrée, 6° ;
  - La caenette, blanche, 4,5° ;
  - Quai des brunes, porter ;
  - La triple à la mode de Caen, triple ;
  - Ça sent le sapin, bière de Noël.
- Brasserie Bel Orge à Villers-sur-Mer

### Orne

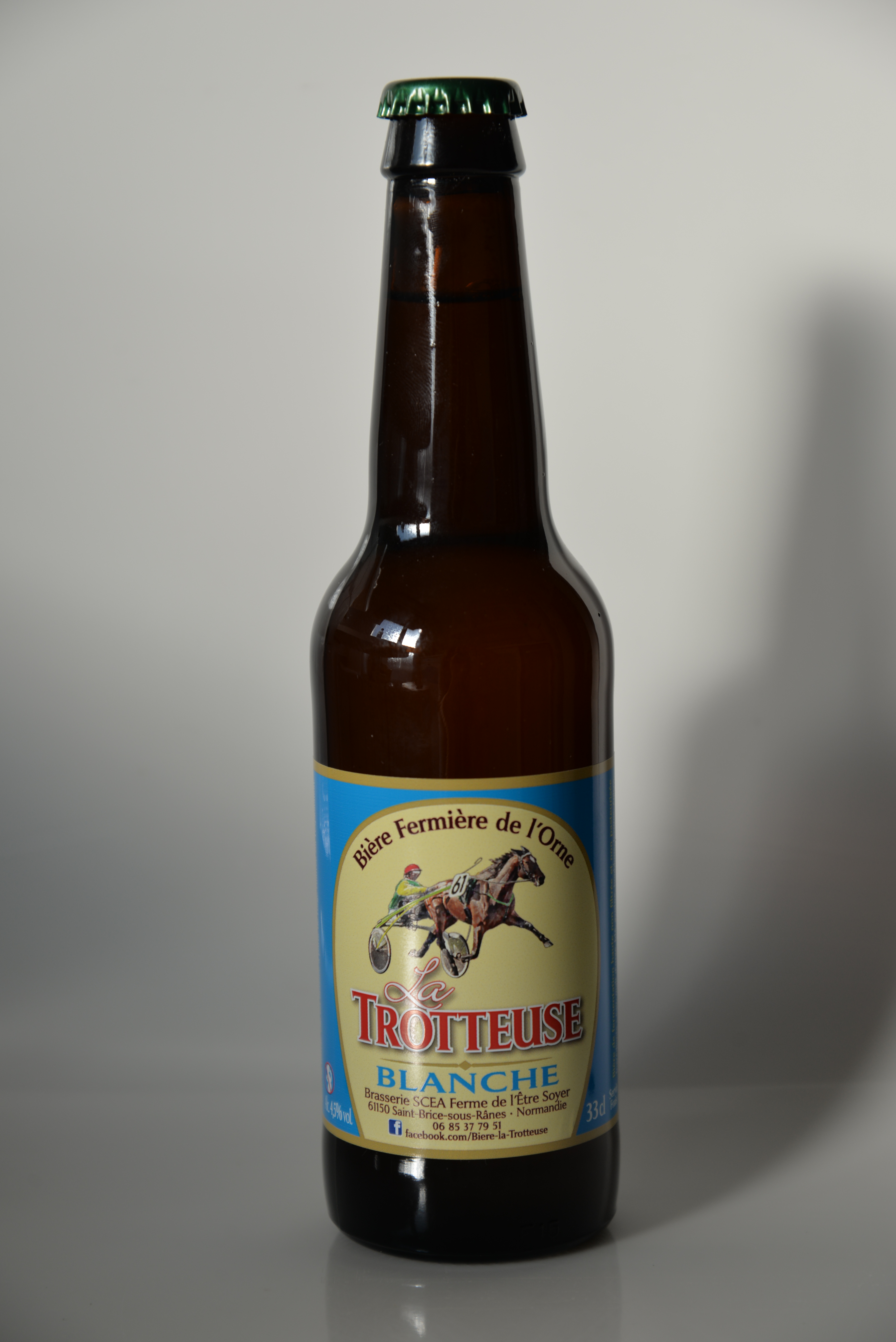
La bière de Saint-Brice-sous-Rânes.

- La Trotteuse, bière de Saint-Brice-sous-Rânes.

### Eure
- Brasserie à Breuilpont :
  - Bières Le Goubelin

- Brasserie de Sutter à Gisors :
  - Crazy IPA
  - Folle Furieuz
  - Brin de Folie
  - Folie douce
  - Zin Zin
  - Sombre folle
  - Dément'Brée
  - La Givrée
  - Folle des Bois
  - Folie de Noël
  - Trois Chariots Blonde
  - Trois Chariots Triple
  - Trois Chariots IPA
  - Trois Chariots Blanche
  - Trois Chariots Ambrée
  - Trois Chariots Brune
  - Le Mousse

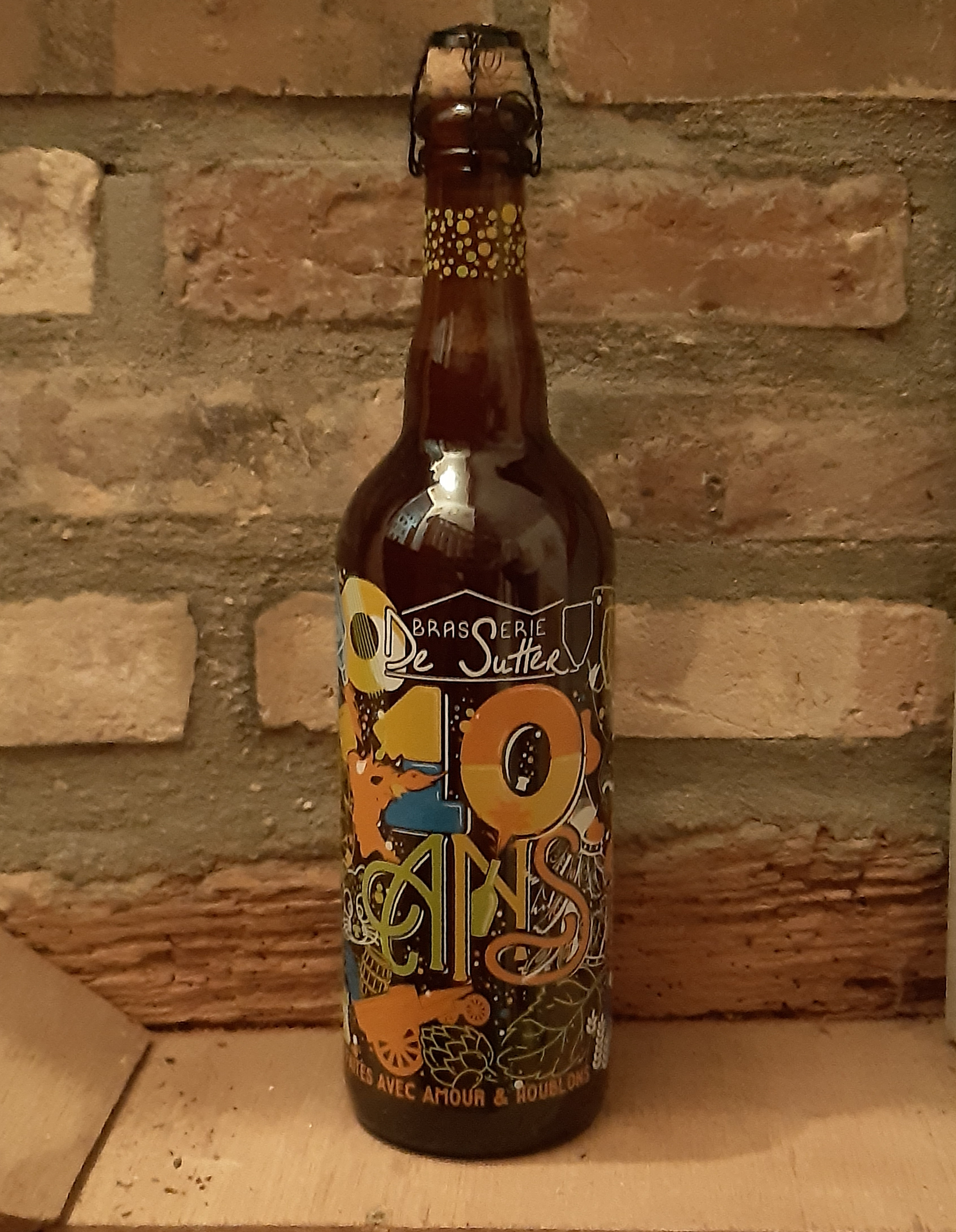
Bouteille de 75 cl sortie à l'occasion des 10 ans de la Brasserie de Sutter.

- Brasserie artisanale Guy Duplessi à Tosny :
  - Richard Cœur de Lion blonde
  - Richard Cœur de Lion brune
  - Richard Cœur de Lion ambrée

### Manche
- Brasserie Cotentine à Barneville-Carteret
- Fée d'Orge à Bréhal
- La Mousse granvillaise à Granville
- L’Ecume des Falaises - Jullouville

### Seine-Maritime

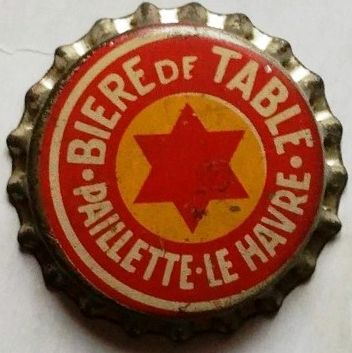
Capsule de la bière Paillette.

- Abbaye Bénédictine de Saint-Wandrille à Saint-Wandrille-Rançon :
  - Saint-Wandrille, ambrée, 6,5°.
  - Sicera Humolone, blanche, 5,5°
  - Hortus Deliciarum, blonde au houblon frais du jardin (un brassin par an), 6,2°
  - Scottici Generis, noire, 7°

- Abbaye du Valasse à Gruchet-le-Valasse :
  - Abbaye du Valasse, blonde 4,5° ;
  - Abbaye du Valasse, ambrée 4,5°.

- Brasserie Denis Glier au Havre :
  - Paillette
- Brasserie du Bec à Saint-Martin du Bec :
  - La Blonde du Bec
  - La Rousse du Bec
  - La Brune du Bec

- Brasserie du Zink à Pavilly :
  - Barbouz, blonde ;
  - Barbouz, blanche ;
  - Barbouz, ambrée ;
  - Barbouz, brune.

- Brasserie la Chapelle à La Chapelle-Saint-Ouen :
  - Northmæn, blonde ;
  - Northmæn, blanche.

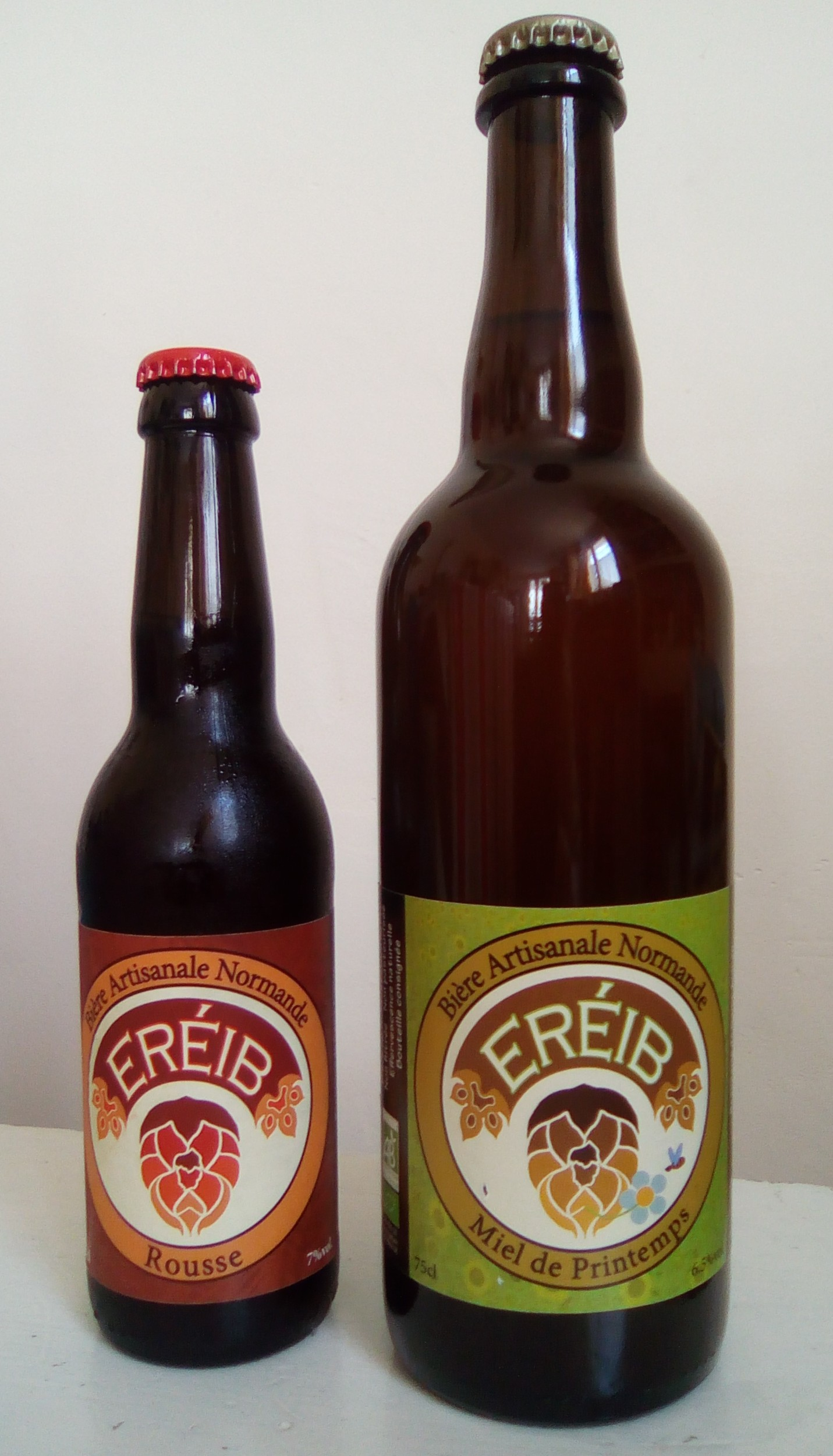
Bouteille d'Eréib.

- Brasserie Eréib, bières biologiques, à Saint-Aignan-sur-Ry :
  - Brune,
  - Ambrée,
  - Rousse,
  - Blonde,
  - Bière de Noël,
  - Bière au miel.

## Nouvelle-Aquitaine
(Par ordre alphabétique des communes)

### Charente

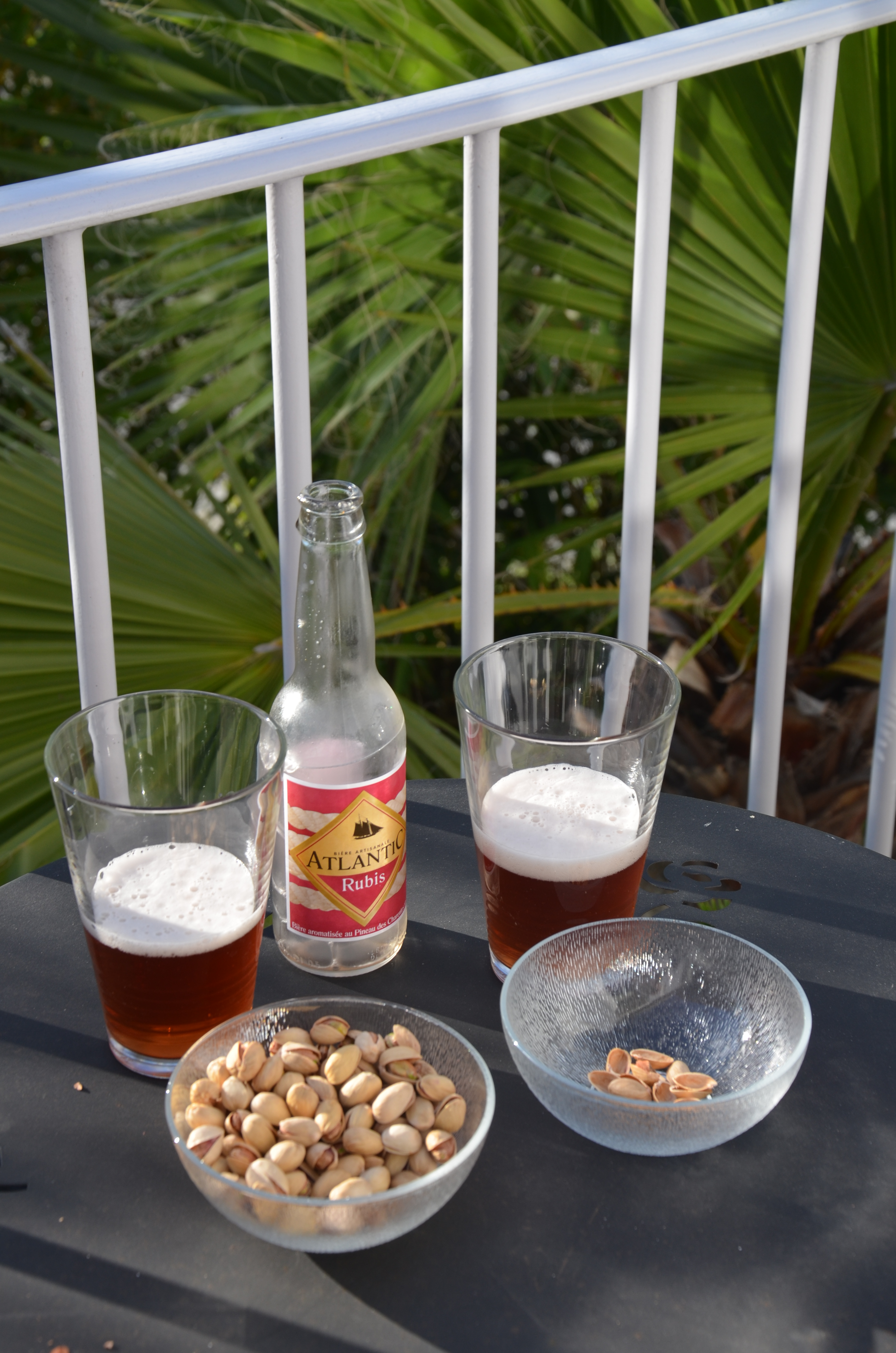
Atlantic au Pineau des Charentes dite « Rubis ».

- La Brasserie Brunack, à Ansac-sur-Vienne :
  - Balizarde, Stout, 6,5 %
  - Durandal, Ambrée, 7 %
  - Tizona, Impérial IPA, 8 %
  - Glamdring, American Ale, 6,5 %
  - Joyeuse, Ale Fruits Rouge, 5 %
  - Excalibur, Triple à la Belge, 7 %
  - Tyrfing, Bière de Noêl
- Brasserie des Gabariers, à Cognac :
  - X.O. Beer (arômatisée Cognac X.O.)
  - Atlantic Blonde, 5°
  - Atlantic Rubis, au Pineau des Charentes, 6°
  - Atlantic Blanche, 5°
  - Atlantic Dorée, 5,5°
  - Jack Beer, 7°
  - Jack Beer Triple, 8,5%
- Brasserie La Goule (Guy PINARD & Fils), à Foussignac :
  - La Goule Notre Dame (bière blanche), 5,0°
  - La Goule Blonde, 6,0°
  - La Goule Bio, 6,0°
  - La Goule Ambrée, 6,0°
  - La Goule Black Prince (bière brune), 6,0°
  - La Goule au Bois Bandé, 6,0°
- Brasserie La Débauche, à Angoulême :
  - Blonde, Ambrée, Blonde Spéciale
  - Lindy Hop, 5,5°
  - Menestho, 5,5°
  - Chapitre 13, 3°
  - Black Ale, 8°
  - Nevermore, 9,5°
  - Cognac Barrel, 9,5°
  - Slap-a-Banker, 12°
  - Demi-Mondaine, 11°

### Charente-Maritime
- Bière de Ré, bière de l'Île de Ré

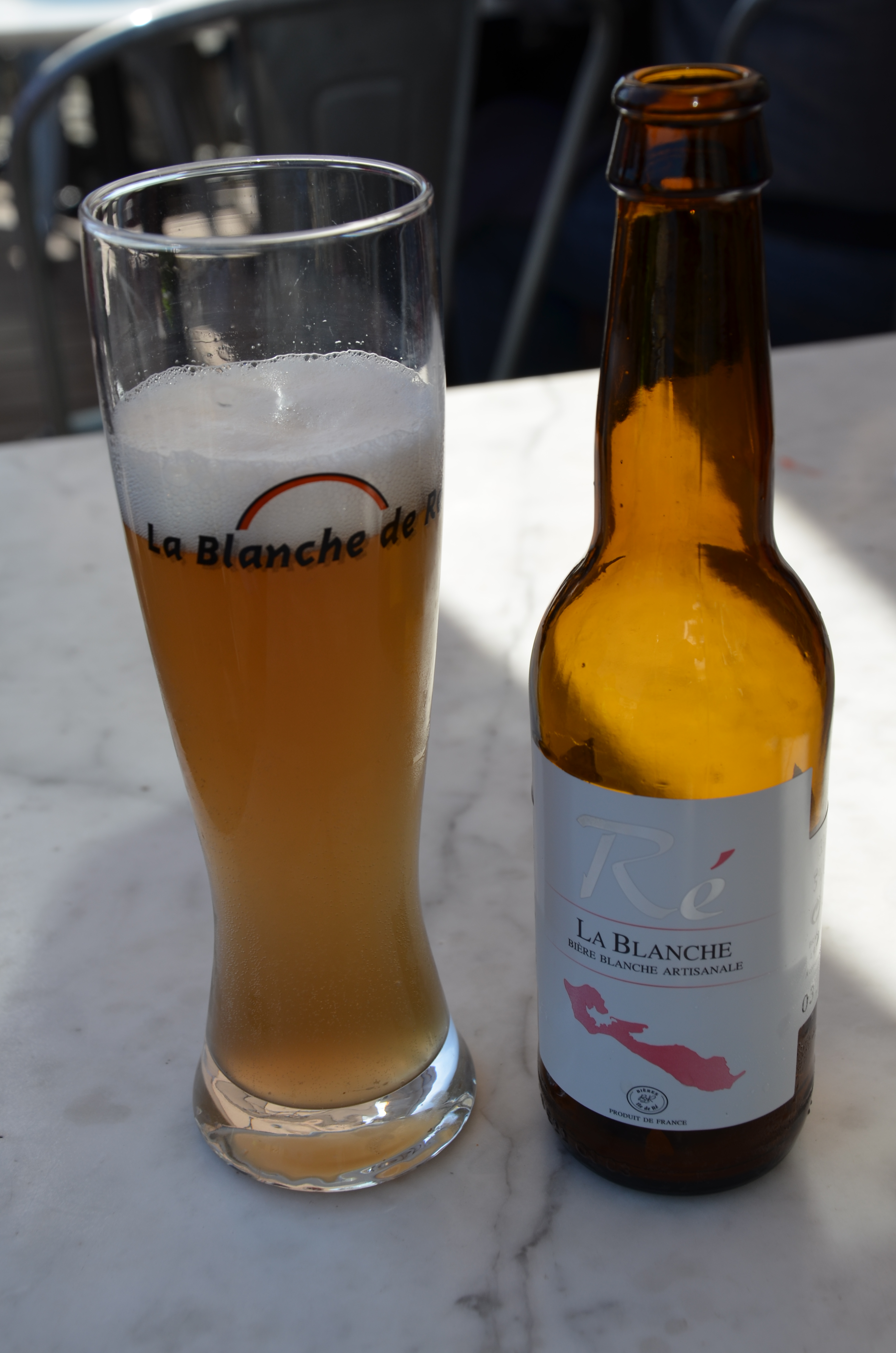
La « Blanche de Ré », bière blanche brassée sur l'Île de Ré.

- Science Infuse, bière pédagogique brassée par le Département Biotechnologies de l'Université des Sciences de La Rochelle
  - Science Infuse Pils Blonde, 5,0 %
  - Science Infuse Blanche, 5,0 %
  - Science Infuse Triple, 8,0 %
  - Science Infuse Triple Spéciale, 7,0 %
- Bière de l'île d'Oléron
- Bière des naufrageurs
- La Bercloise (Brasserie de Bercloux)
- La Rocheloise (Brasserie Maison Bastard)
- Brasserie Thiefine : 
  - Indie Rock Meet Ale, English IPA 6,1%, coup de coeur et 3 étoiles au guide Hachette des Bières 2021
  - Jazzy Stout, Stout au sarrasin 5,3%, 3 étoiles au guide Hachette des Bières 2021
  - Ballade Celte, Ambrée Tourbée 6,7%, 1 étoile au guide Hachette des Bières 2021
  - Miélodie, Blonde au miel 5% (bière d'hiver)
  - Brass In Blues, Ambrée douce 5,5%
  - Blanche & Ronde, Blanche au combava 4,5%
  - Rock Meet Ale, Bitter/Pale Ale 6,1%
  - Un air d'été, Blonde au seigle 5% (bière d'été)
  - Never Mind Porter, Imperial Porter/Stout 8,4%
  - Beer Jam Session, Blonde légère 2,5% (éphémère)

### Corrèze
- Brasserie du Causse à Chartrier-Ferrière :
  - La Caselle du Diable, Bière blonde haute fermentation, 5°
  - Le Loup Blanc du Causse, Bière blanche fermentation haute, 5°
  - L'Ondine d'Oray, Bière rousse fermentation haute, 6.5°
  - Le Brun Pourfendeur, Bière brune fermentation haute, 6°
  - Bières spéciales, aux baies, IPA, APA, bitters, barley wine, etc. de 5 à 9°
- Brasserie de la Vézère à Uzerche :
  - Blonde au froment
  - Ambrée à la châtaigne et au miel de châtaignier
  - Blanche aux fleurs de sureau
  - Rousse au safran
  - Rouge au cassis

### Deux-Sèvres
- Brasserie du Marais poitevin à Coulon : Tête de mule
  - La blonde, 5,0 %
  - L'ambrée, 5,5 %
  - La brune, 4,5 %
  - L'abbaye blonde, 8,0 %
  - L'abbaye brune, 8,0 %
  - La triple artisanale, 8,5 % médaille d'or au concours général agricole Paris 2018[25][réf. incomplète]
- Brasserie du Val de Sèvre à Pamproux : La Belette, bières biologiques
  - La blonde, 5,5 %
  - L'ambrée, 6 %
  - La brune, 7 %
  - La blanche, 5 %
- Brasserie La Gabarde à Clessé
  - La blonde,
  - L'ambrée,
- Brasserie La Chamoise à Bessines
  - La blonde, 5 %
  - La brune, 6 %
  - La blanche, 5 %

### Dordogne
- Brasserie La Margoutie, à Blis-et-Born[26] :
  - La Margoutie Ambrée, 5,0 %, bouteille de 75 cl.
  - La Margoutie Blanche, 5,0 %, bouteille de 75 cl.
  - La Margoutie Blonde, 5,0 %, bouteille de 75 cl.
  - La Margoutie Brune, 5,0 %, bouteille de 75 cl.
  - La Margoutie Stout, 5,0 %, bouteille de 75 cl.
- Brasserie Le Clandestin, au Bugue[27] :
  - Le Clandestin Blonde, 5,0 %, bouteille de 75 cl.
  - Le Clandestin Ambrée, 5,0 %, bouteille de 75 cl.
  - Bière à la Framboise
  - Bière des faucheurs
- Brasserie La Lutine, à Limeuil[28] :
  - Lutine Ambrée, 5.5°, bouteille de 33 cl ou 75 cl.
  - Lutine Blanche, 5.0°, bouteille de 33 cl ou 75 cl.
  - Lutine Blonde, 6.5°, bouteille de 33 cl ou 75 cl.
  - Lutine Brune, 7.5°, bouteille de 33 cl ou 75 cl.
  - Lutine de Noël, brune, 8.5°, bouteille de 33 cl ou 75 cl.
- Brasserie de la Dronne, à Lisle[29] :
  - La Croquante Blonde, 5.50°, bouteille de 33 cl.
  - La Croquante Ambrée, 4.90°, bouteille de 33 cl.
  - La Croquante Blanche, 4.50°, bouteille de 33 cl.
  - La Croquante Brune, 6.50°, bouteille de 33 cl.
- Brasserie de Laubicherie (Ferme), à Sarlande[30] :
  - Bière aux Châtaignes, blonde 5.5°, bouteille de 33 cl.
  - Bière de Ferme Blonde, 5.5°, bouteille de 33 cl.
  - Bière de Ferme ambrée, 6.0°, bouteille de 33 cl ou 75 cl.
  - Bière aux Noix, ambrée, 6.0°, bouteille de 33 cl.
  - Bière à la Truffe, blonde, 5.5°, bouteille de 33 cl.
- Brasserie du Canardou, à Villefranche-de-Lonchat[31] :
  - A l'Aven, chanvrée, bio, 5.0°, bouteille de 33 cl ou 75 cl.
  - Felibrée, blonde, bio, 5.0°, bouteille de 33 cl ou 75 cl.
  - Korlène, rousse, bio, 5.6°, bouteille de 33 cl ou 75 cl.
  - La Dame Blanche, blanche, au malt d'épautre, bio, 4.0°, bouteille de 33 cl ou 75 cl.
  - La Nonette, brune, Triple Grain, bio, 6.0°, bouteille de 33 cl ou 75 cl.
  - Bièra Amb Noses, aux Noix, bio, 4.8°, bouteille de 33 cl ou 75 cl.
  - Bièra Amb Castanha, aux châtaignes, bio, 4.8°, bouteille de 33 cl ou 75 cl.
  - Bière de Noël, bio, 5.6°, bouteille de 33 cl ou 75 cl.

### Gironde
- Azimut Brasserie, à Bordeaux
- L'amirale Bière, à Bordeaux
- Brasserie Gasconha, à Pessac
- Brasserie Burdigala, à La Teste-de-Buch
- Brasserie Artisanale Mac Occ', à Macau
- La p'tite martial, à Bordeaux
- SARL Missyl, à Arcachon[32] :
  - Bassin, blonde, 5.0°, bouteille de 33 cl.
- Brasserie de l'Atlantique, à Bordeaux[33] :
  - Aya, à la vodka, ambrée, 6.10°, bouteille de 33 cl.
- Brasserie Frog & Rosbif, à Bordeaux[34] :
  - Frog Natural, blonde, 4,2°
  - Bord'Ale, ambrée, 4,4°
  - Brew D'Ausone, rousse 5,2°
  - D'Arkitaine, brune, 5,0°
  - Maison Blanche, blanche, 4,2°
  - Froegaarden, blanche, 4,2°
  - Ginger Twist, 4,4°
- Brasserie de l’Entre-deux-Bières, à Mauriac[35] :
  - L'Entre 2, blonde, 4.50°, bouteille de 33 cl.
  - La Baïne, rousse, 7.00°, bouteille de 33 cl.
  - La Tchanquée, brune, 4.00°, bouteille de 33 cl.
- Bruno Baillarguet, à Saint-Émilion[36] :
  - Parallèle 45, ambrée, 7.00°, bouteille de 33 cl.

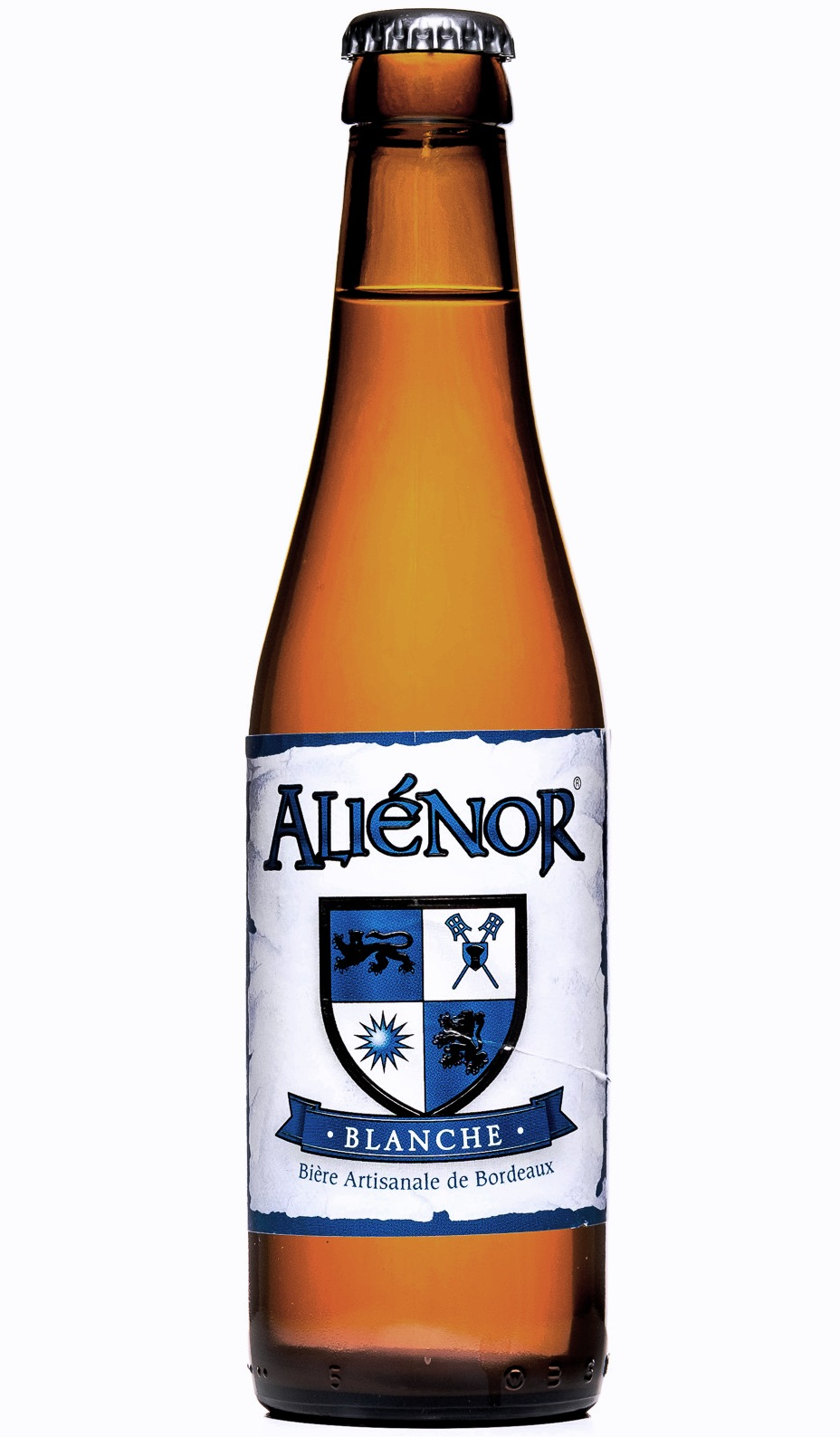
Bouteille d'Aliénor blanche.

- Brasserie Fleur de houblon, à Villenave-d'Ornon[37] :
  - Fleur de Houblon Ambrée, 5.5°, bouteille de 65 cl.
  - Fleur de Houblon Blanche, 4.5°, bouteille de 65 cl.
  - Fleur de Houblon Blonde, 5.0°, bouteille de 65 cl.
  - La Girondine, 5.5°, bouteille de 65 cl.
- Brasserie Aliénor, à Saint-Caprais-de-Bordeaux
  - Aliénor blonde, 6,5°.
  - Aliénor blanche, 5,9°.
  - Aliénor brune, 6,5°.
- Brasserie du Mascaret, à Le Bouscat et Rions:
  - Blonde bio
  - Ambrée bio
  - Blanche bio
  - Brune bio
  - Coef 119, blonde de triple fermentation
- Maison PIP à Bègles
- Brasserie Mira à La Teste-de-Buch

### Haute-Vienne
- Brasserie Michard à Limoges :
  - Blonde, 4°
  - Ambrée, 5°
  - Blanche, 4°
  - Brune, 6°
  - Printemps, 4°

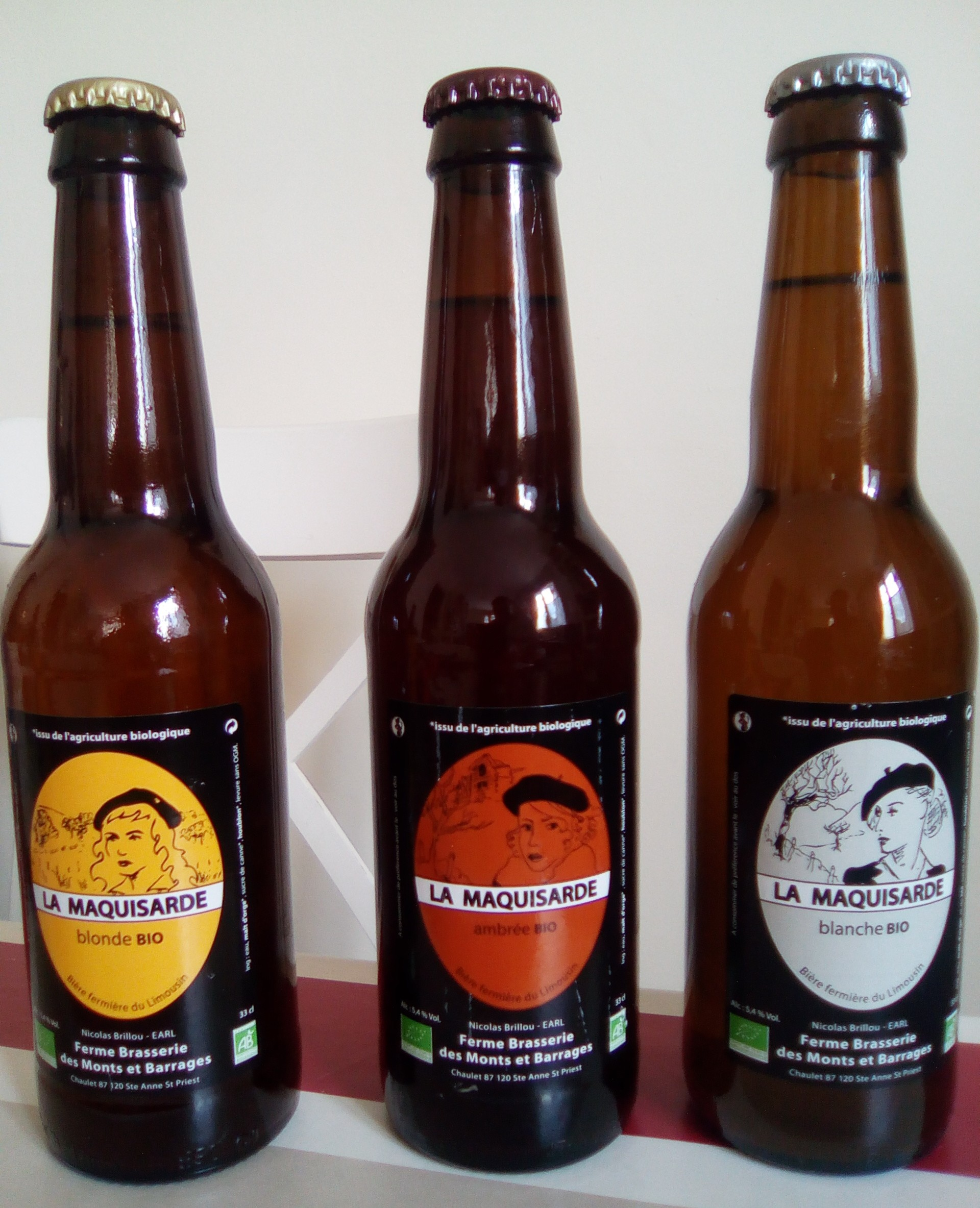
Bouteilles de la bière La Maquisarde (bio).

- Ferme-brasserie des Monts et Barrages, à Sainte-Anne-Saint-Priest[38] :
  - La Maquisarde Blonde
  - La Maquisarde Ambrée
  - La Maquisarde Blanche
  - La Maquisarde Rousse
- Bières de l'abbaye de Solignac, à Solignac (brassées temporairement à Montmorillon)[39]
  - Blonde, 5°
  - Blonde aux Plantes, 7°
  - Triple au Miel, 8°

### Landes
- Bière du Huchet à Moliets-et-Maa :
  - Blonde 5° Bouteilles 33 cl
  - Ambrée 5° Bouteilles 33 cl
  - Blanche 5° Bouteilles 33 cl
  - Triple Blonde & Ambrée 7.2° Bouteilles 33 cl
  - IPA Blonde  5° Bouteilles 33 cl

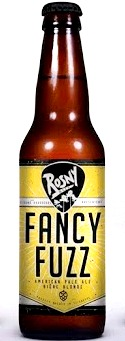
Bouteille de Fancy Fuzz de la brasserie Rosny.

- Brasserie Naturelle des Landes à Lit-et-Mixe :
  - Sherlock 
    - Blonde 4.7° Bouteille 33 cl, 75 cl, 150 cl et Fut 30 l
    - Stout 5,2° Bouteille 33 cl, 75 cl, 150 cl et Fut 30 l
    - I.P.A 6,8° Bouteille 33 cl, 75 cl, 150 cl et Fut 30 l
    - Brown 6,8° Bouteille 33 cl, 75 cl

  - Bière de l'Ours en peluche
    - Bière de Noël 6,8° Bouteille 33 cl, 75 cl, 150 cl
- Brasserie Artisanale La Séquère à Seignosse
  - Lagaille Ambrée 5.5° Bouteille 33 cl
  - Torchebugne Blonde 5.5° Bouteille 33 cl
  - Pépiot Brune 7.5° Bouteille 33 cl
  - Ashmol           Blanche 5° Bouteille 33 cl
  - Lagail's n°7    Ambrée aromatisée au whiskey of Tennessee 7° Bouteille 33 cl
  - Ragnana Fruits rouge 6,5°  Bouteille 33 cl
  - Pustule Fruits jaune 6,5° Bouteille 33 cl
  - Kirenpek Aux plantes d'absinthe des Landes 7,5° Bouteille 33 cl
  - La Trique      Energy Artisanal Beer (caféine, taurine, vitamines) 6° Bouteille 33cl
  - Baba Rhum 6.5° Bouteille 33 cl

- Brasserie Artisanale Rosny, à Seignosse :
  - Fancy Fuzz, blonde American Pale Ale, 5,5°, 33 et 75 cl ;
  - Nanu Nanu, blonde IPA, 5,5°, 33 et 75 cl ;
  - Burning Monk, ambrée, 6°, 33 et 75 cl.

- Hapchot Beer, bière artisanale brassée à Hossegor :
  - Blonde 5° Bouteilles 33 cl et 75 cl, fûts 5L et 30L
  - Ambrée 5° Bouteilles 33 cl et 75 cl, fûts 5L et 30L
  - Blanche 5° Bouteilles 33 cl et 75 cl, fûts 5L et 30L

### Lot-et-Garonne
- Brasserie Bierbel, à Boé[40] :

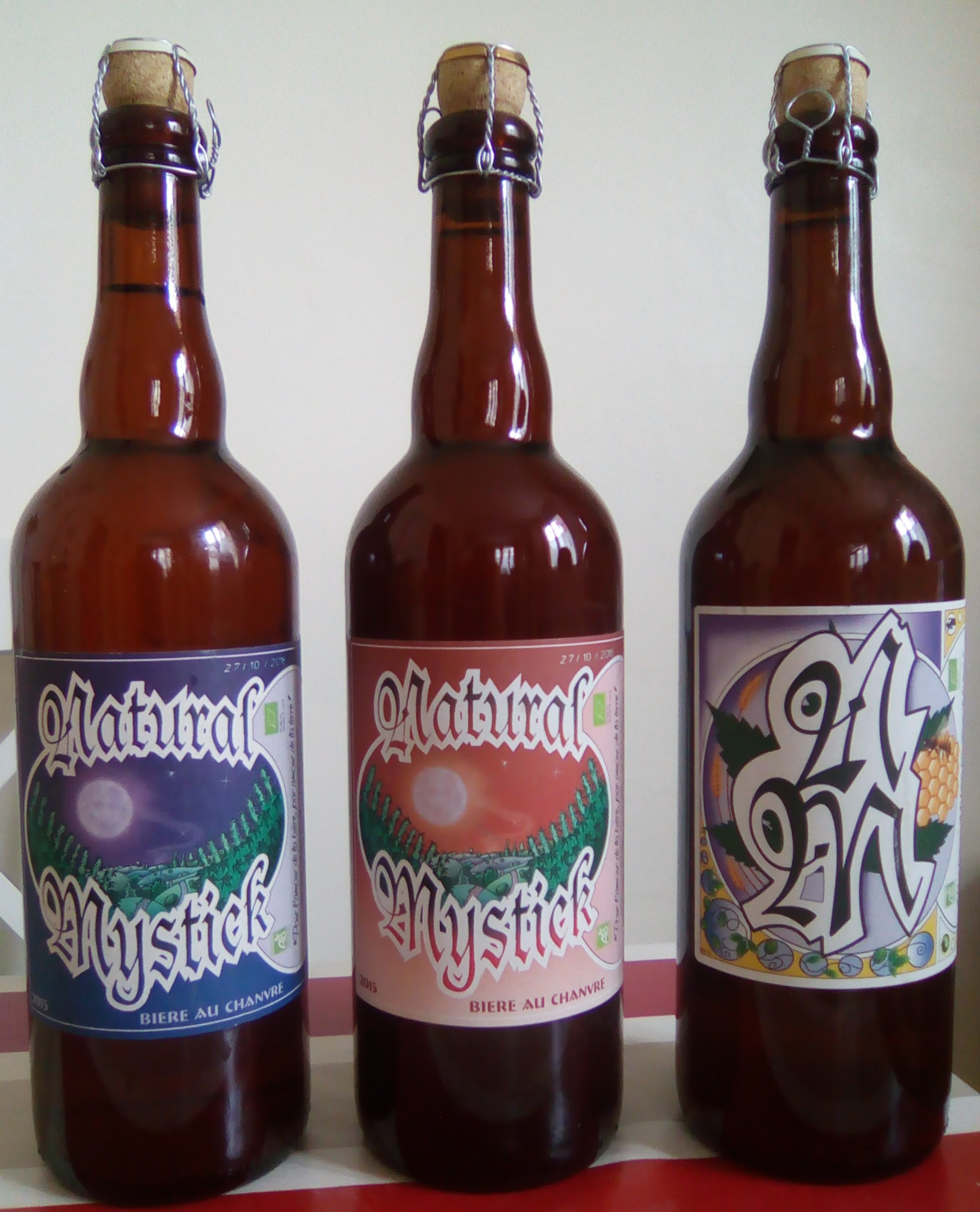
Bouteilles de Natural Mystick (bio).

  - Bierbel blanche, 5.00°, fût de 30 L.
  - Bierbel blonde, 5.00°, bouteille de 25 cl, fût de 30 L.
  - Bierbel brune, 6.00°, bouteille de 25 cl, fût de 30 L.
  - Bierbel rousse, 7.50°, fût de 30 L.
  - Slip-Pils, blonde, 5.00°, fût de 30 L.
- L.S. Distribution, à Port-Sainte-Marie (Les bières sont brassées par la Cervoiserie Lancelot.)[41] :
  - Natural Mystick, au chanvre, blonde ou ambrée, bio, 5.80°, 6,5° et 7,5°, bouteille de 33 cl ou 75 cl.

### Pyrénées-Atlantiques
- Brasserie Akerbeltz, à Ascain[42] :
  - Akerbeltz Xuria, blanche, 4.0°, bouteille de 33 cl, 75 cl, fûts de 20 ou 30 L.
  - Akerbeltz Horaila, blonde, 4.0°
  - Akerbeltz Gorrosta, ambrée, 5.5°, bouteille de 33 cl, 50 cl, 75 cl, fûts de 20 ou 30 L.
  - Udako Garagardoa, bière d'été, 4.3°, fûts de 20 ou 30 L.
- Brasserie Béarnaise, à Pau :
  - Shuc, blonde 5.5° - Bouteilles 33 cl, 75 cl / Fûts de 20 L
  - Mousse Ta Shuc, ambrée 6.5° - Bouteilles 33 cl, 75 cl / Fûts de 20 L
- Brasserie du Pays basque, à Bardos[43] non fabriquées sur place, brassées par la brasserie Météor en Alsace
  - Eki, bière blonde 5.0°, bouteille de 33 cl.
- Etxeko Bob’s Beer, à Hasparren[44] :
  - Bob’s Beer
- Pression Paloise, à Lescar (bières uniquement consommées sur place)[45] :
  - Pression Paloise Ambrée,	5.50°
  - Pression Paloise Blonde, 6.00°
  - Pression Paloise Blanche, 4.50°
- Cave Canetta, à Saint-Jean-de-Luz[46] :
  - Oldarki, Bière au Patxaran, 6.00°, bouteille de 33 cl, non fabriquées sur place.

### Vienne
- La Manufacture de Bières, à Poitiers
  - Gamme Régulière
    - Agamemnon, Bold Session Stout à 4°
    - Achille, Triple Défroquée à 9,3°
    - Démeter, Frenchy Pale Ale à 5,6°
    - Amalthée, Modern Pale Ale à 4,5°

  - Gamme Saisonnière
    - Amazones, Black IPA à 7,8°
    - Andromaque, Weizen Doppelbock à 7,5°
    - Argonautes, Random IPA
      - Argonautes I, Pacifico Multigrain IPA à 6°
      - Argonautes II, Hefe-Weizen IPA à 5,7°
      - Argonautes III, Black IPA à 5,4°
      - Argonautes IV, Fruit IPA à 4,7°

    - Enée, American India Pale Ale à 7°
    - Eros, Imperial Saison Framboise et Ylang Ylang à 7,8°
    - Gaia, Hoppy Lager à 3,5°
    - Hadès, Imperial Stout à 8,7°
    - Hector, Double Défroquée à 7,7°
    - Hélios, Witbier à 4,4°
    - Iphigénie, American Amber Ale à 5,6°
    - Léthé, Brown Ale à 5°
    - Méduse, American Red Ale à 6,2°
    - Poséidon, Double DryHopped IPA à 7,8°
    - Zeus, Quadruple Strong Dark Ale à 10,5°

  - Collaboration
    - Citrus Maximus 1 et 2 (en collaboration avec la brasserie: La Corrézienne)

  - Bières et Brassins tests
- Les Pirates du Clain, à Ligugé
- Les Bières de Montmorillon, depuis 1843:
  - Blonde BIO à 5,3°
  - Blanche BIO à 4,9°
  - Ambrée BIO à 6°
  - Brune BIO à 6°
  - IPA BIOà  6°
  - et plusieurs bières éphémères et saisonnières
- Brasserie de Bellefois, à Neuville du Poitou

## Occitanie

### Ariège
- Brasserie Le Grand Bison à Lavelanet
  - La Fontilla, bière blonde
  - La Tribale, bière blonde
  - La Flambeuse, bière ambrée
  - La Perce Neige, bière ambrée
- Brasserie artisanale Ariège-Pyrénées (Brasserie Faux) à Saint-Girons
  - La Brouche, bière blonde 5.0°
  - La Carabel, bière ambrée 6.0°
  - La Magie Brune, bière brune 4.5°
  - La Plume, bière blanche 4.0°^
- Brasserie artisanale "La Boussole" à Taurignan-Vieux

### Aude
- Brasserie Dona Carcas à Peyriac-Minervois, brasse des bières à partir d'orge bio et de miel des Corbières.
- Les Brasseurs de la Cité, à Carcassonne :
  - Ciutat Pils (fermentation basse, 4,5°),
  - Ciutat Blanche (fermentation haute, 5,3°),
  - Ciutat Ambrée (fermentation haute, 5,9°),
  - Ciutat Brune (fermentation basse, 5,5°)
  - Ciutat Ladies (fermentatoin basse 4,0°)
- OOF bières à Ornaisons, brasserie associative qui brasse des bières à partir d'orge bio :
  - Bières blondes : Jérémy (4,8°), Roger (5,5°), Eugène (6,3°) ;
  - Bière dorée : David (6,2°) ;
  - Bière blanche : Fanny (5°) ;
  - IPA : Serge (5°) ;
  - Bière brune : Gaspard (5°) ;
  - Stout : Bob (4,8°) ;
  - Pale ale : Albert (5°) ;
  - Bières de Noël : Norma Jean (Triple, 9,3°), Wladimir Putain (Russian Imperial Stout, 9,2°), Möe Tœurhead (Barleywine, 13,3°).

### Aveyron
- Brasserie du Larzac (microbrasserie fermière):
  - La Devez, bière du Larzac blonde, 5 %
  - La Rajal, bière du Larzac ambrée, 5 %
  - La Blaque, bière du Larzac brune, 6 %
  - La Sauvage, bière du Larzac blonde, 5 %
- Brasserie du Mas Andral (brasserie fermière):
  - La Caussenarde blonde, 6,5 %
  - La Caussenarde ambrée, 5,5 %
  - La Caussenarde brune, 6 %
- Brasserie Vayssettes (microbrasserie fermière):
  - La Calmettoise Printanière
  - La Calmettoise Estivale
  - La Calmettoise Automnale
  - La Calmettoise Hivernale
  - La Calmettoise Quille de 8
- Brasserie Mousses du Rouergue (brasserie artisanale) :
  - Bulle de feu,
  - Bulle des Rûches,
  - Bulle des Mines,
  - Bulle des Champs,
- Brasserie d'Olt (brasserie artisanale):
  - Bière de l'Aubrac Blonde, 5,8 %
  - Bière de l'Aubrac Blanche, 4,5 %
  - Bière de l'Aubrac Ambrée, 5 %
- Brasserie La Hocq (brasserie artisanale):
  - Cardabella
  - Rougière
  - Schlamm
  - Aisling
  - Prima
  - Bière de Noêl
- Brasserie des Grands Causses (brasserie artisanale) :
  - Marilyn : bière ale blonde, 5 %
  - Mylène : bière ambrée, 5 %
  - Monica : bière brune sweet stout, 5 %
  - Itkila : blonde IPA, 5 %
  - Haute Terre : bière ambrée tourbée, 5 %
  - Nuits rouges : bière ambrée épicée, 5 %
  - Lucrèce : bière blonde de type abbaye, 7,5 %
- Brasserie de l'Aveyron (brasserie artisanale) :
  - La Templière
  - La Deuchiste
  - La B12

### Gard
- Les Bières d'Uzès, à Uzès :
  - Système D blanche,
  - Système D blonde,
  - Système D ambrée,
  - Système D brune,
  - Système D stout.
- La Brasserie des Garrigues, à Sommières :
  - La Belle en Goguette 33cl - 75cl
  - Nuit de Goguette 33cl - 75cl
  - L’Hivern'Ale 33cl - 75cl
  - La Frappadingue 33cl
  - La Saison des Amours 33cl - 75cl
  - Ribouldingue 33cl - 75cl
  - Barrique Cognac 37,5cl 33cl
  - Bière du coing 33cl - 75cl
  - Triple Hot 33cl - 75cl
  - Feu Follet 33cl - 75cl
  - Sacrée Grôle 37,5 cl 33cl
  - Nuit Délicatula 33cl - 75cl
  - Rib 90 IBU 33cl - 75cl
  - Weizenbock 33cl - 75cl
- Brasserie artisanale de Beaucaire, à Beaucaire.

### Gers
- Brasserie L'Excuse à Mauvezin :
  - L'Extravertie, blanche, 4,5° ;
  - L'Exaequo, blonde, 5,5° ;
  - L'Exilée, ambrée, 6,5°.
- Brasserie Samsberg à Samatan :
  - Samsberg Bleu, 4,7°
  - Samsberg Blanche, 5,9°
  - Samsberg Marron, 7,2°
  - Samsberg Noire, 9,8°
  - Samsberg Brune, 12°
- Brasserie Jean Brasse à Gimont :
  - La Brune du Gers,
  - La Blonde du Gers,
  - La Blanche du Gers,
  - La Rousse du Gers.
- Brasserie La Forge de la bière à Bezolles :
  - La Forgerette, blonde, 5° ;
  - La Forgerette, ambrée, 5° ;
  - Bière de Noël, brune, 6,5° ;
  - Bière de l'été, blonde, 3,8°.

### Haute-Garonne
- Brasserie la Biérataise, à Bérat
- Brasserie Les Frères brasseurs à Aucamville :
  - Bière Blanche BLANCA, 4,5°
  - Bière Blonde TOLOSA PILS, 4,0°
  - Bière Blonde TARNEA, 4,5°
  - Bière Blonde TOLOSA TRIPLE, 8,5°
  - Bière Ambrée TOLOSA AMBREE, 5,9°
  - Bière Ambrée TOLOSA AMBREE DE NOËL, 5,9°
  - Bière Brune TOLOSA BRUNE, 6,5°
  - Bière Rousse Fumée TOLOSA ROUSSE, 5,5°

### Hautes-Pyrénées
- Brasserie L'Aoucataise à Arreau[47] :
  - Bières artisanales non filtrées, brassées à l'eau de source de montagne, brassin de 50l. 33cl, 75cl
  - Bière au miel du Louron : douce et onctueuse 4.5°. 33cl, 75cl
  - Bière blanche au gout d'agrume 6°
  - Bière brune légère et désaltérante 4.5°. 33cl, 75cl
  - Bière blonde pour tous les jours 4.5°
  - Bières à thèmes et de saison : noël, myrtille
- Brasserie des Pics à Lannemezan :
  - La Nestoise : bières artisanales non filtrées, label Nature & Progrès,
  - Bière blanche,
  - Bière blonde,
  - Bière blonde houblonnée,
  - Bière ambrée,
  - Bière brune,
  - Bière triple.
- Py'Toy à Luz-Saint-Sauveur :
- Bières Artisanales des Pyrénées. Pyrénées Toy
  - Blonde BIO, 5°, bouteilles 33 cl ;
  - Ambrée BIO, 5°, bouteilles 33 cl ;
  - Blanche, 5°, bouteilles 33 cl ;
  - Blonde, au miel, 5°, bouteilles 33 cl.
  - Triple blonde & ambrée
  - Blonde IPA
- Caca bière

### Hérault
- Brasserie Alaryk, Béziers :
  - Blanche bio
  - Blonde bio
  - Ambrée bio
  - Brune bio
  - IPA bio
  - Double bio
- Brasserie d'Oc, à Mèze :
  - L'Occita
  - La Pavoa
  - La Pesca
  - La Mouska
  - La Via Domicia
- Brasserie La Pointeuse, à Mauguio :
  - Heure Sup
  - Trois Huit
  - Happy Hour
  - BurnOut
  - 25DEC
  - Congés Payés
- Brasserie Le Détour, à Montpellier :
  - European Pale Ale, 4,5 %
  - Special Bitter, 4,5 %
  - Witbier, 4,5 %
  - Apricot Wit, 5 %
  - American IPA, 6 %
  - Rye Smoked Porter, 6 %
  - European Saison, 5,5 %
  - Russian Imperial Stout, 9,5 %
  - Pilote#1: Hopstand IPA Mosaic Citra Chinook, 7 %
  - Pilote#2: Hoppy Pale Ale, DDH Ekuanot, 5,5 %
- Hoppic Major League Beer à Saint-Gély-du-Fesc
  - STOUT
  - SOUR AUX FRUITS ROUGES
  - DIPA GALAXY
  - GOLDEN STRONG
  - L'estivale
  - La Printaniere
  - L'hivernale
  - La Red IPA (6,5%)
  - La Muscat
  - L'ambrée
  - La Blonde
  - La Blanche
  - L'ipa

### Lot
- Brasserie Ratz à Cahors :
  - Gamme des traditionnelles :
    - Blonde, 5°
    - Blanche, 5°
    - Ambrée, 5°
    - Brune, 5°
    - St Patrick, stout, 5°
    - Pepita de Lemon, blonde au jus de citron naturel, 5°

  - Gamme bio :
    - Blonde, 5°
    - Blanche, 5°
    - Ambrée, 5°

  - Gamme R de Ratz (destinée à la grande distribution) :
    - Blonde, 6°
    - Blanche, 4.5°
    - Ambrée, 6°
- Brasserie Gaillarde à Gignac :
  - La Gaillarde Blonde : Bière de garde de fermentation haute à 4,5°
  - La Gaillarde Triple : Bière de garde de triple fermentation à 7°
  - La Gaillarde Brune : Bière brune de garde de fermentation haute à 9°
- Brasserie La Bouriane à Lherm :
  - La Pisse de Bouc,
  - La Goulue,
  - La Belle Saison,
  - La Nocta.
- Brasserie de la Cère à Martel fabrique sous la marque ˈˈLes bières de Julienˈˈ :
  - Blonde, Blonde forte, Blanche, Ambrée, Brune, Plume Gal, Black IPQ, Humulus Lupulus, Tête au carré et Légèreté.

### Lozère
- La 48 à Mende :
  - Ambrée
  - Blanche
- La Bière à Fred à Saint-Martin-de-Boubaux :
  - Ambrée
  - Blanche
  - Blonde
  - Brune
- Brasserie La Bèstia à Chanac :
  - La Blonde
  - La Bière de Noël
  - La Blonde Triple
  - La Brune Porter
  - La Ipa Topaz
  - La Rousse Ipa
  - La Saison
- Les Brasseurs de la Jonte à Gatuzières :
  - La Fario : une bière blanche à 5 %
  - La Fauve : une bière ambrée à 5,5 %
  - La Luppuline : une blonde à 5,5 %
  - La Pounchut : une brune à 6 %
  - La Tri-Balte
  - La Mélina
  - La Rouge Gorge
  - La Brimbelle
  - La Bain d'Epices

### Pyrénées-Orientales
- Brasserie Cap d'Ona, à Argelès-sur-Mer :
  - Cap d'Ona
  - Ambrée
  - Spéciale
  - Blonde
  - Blonde bio
  - Pils
  - Blanche (aromatisée au romarin)

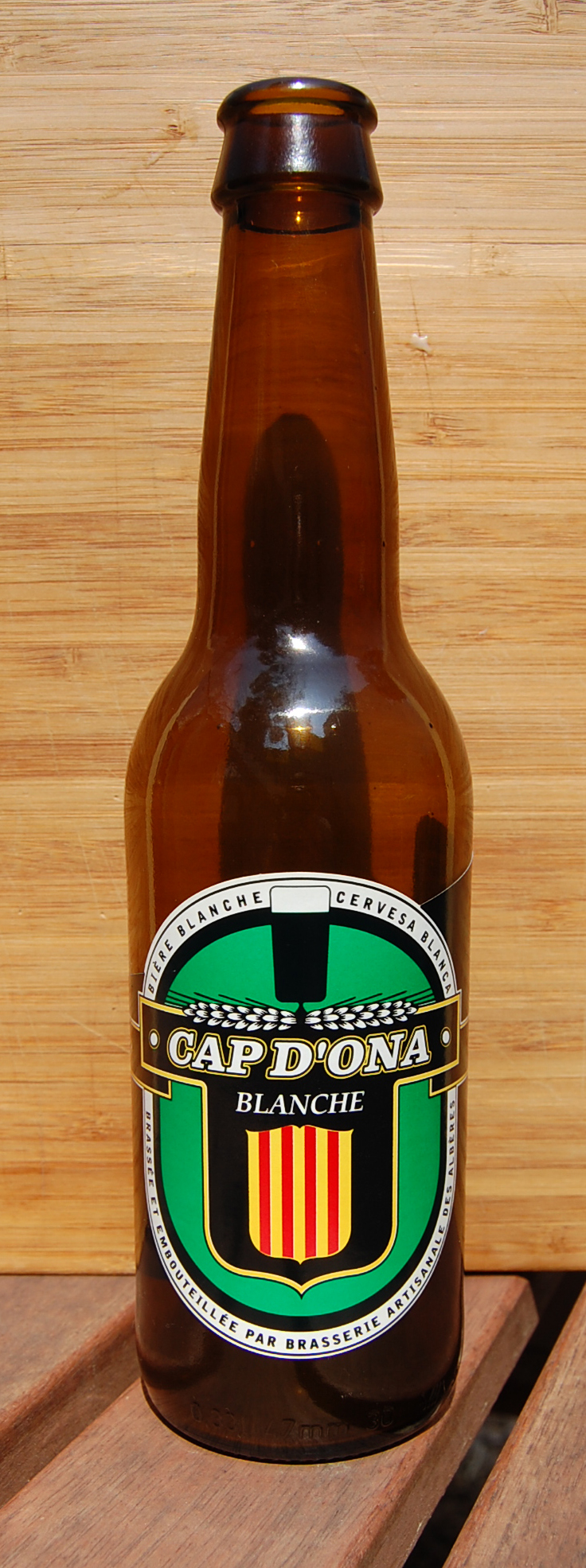
Bouteille de Cap d'Ona blanche.

- Brasserie Senglar, à Mantet, aromatisées avec des plantes récoltées dans la vallée de la Rotja :
  - Blonde
  - Ambrée
  - Blanche
  - Stout
- Brasserie Tôa, à Céret[48] :
  - Blonde, au thé vert
  - Ambrée
  - Brune
  - Rousse
- Brasserie de Prats de Mollo, à Prats-de-Mollo-la-Preste :
  - Senyor Voltor

### Tarn
- Brasserie Belles de Trébas, à Trébas.

- Brasserie Sainte Cécile, à Albi.

- Brasserie Margot, à Albi.

- Brasserie les Gélines, à Albi (en cessation d'activité).

- Brasserie La Berlue, à Gaillac.

- Brasserie des Vignes, à Graulhet.

- Brasserie L'Amuse, à Graulhet.

- Brasserie Garland, à Algans.

- Brasserie Gilbert's, à Rabastens.

- Brasserie des Côteaux - Oxit, à Montgaillard_(Tarn).

- Brasserie du Castel, à Nages.

- Brasserie  Montéliote, à Lamontélarié.

- Brasserie Tanis, à Garrigues_(Tarn).

- Brasserie l'Arsouille, à Giroussens.

- Brasserie Lézard noir, à Pampelonne.

- Brasserie de l'Autan, à Lautrec_(Tarn).

- Brasserie Eighty One Brewing (anciennement Korma), à Soual.

- Brasserie artisanale de Puycelsi, à Puycelsi.

- Brasserie La Louve, à Lautrec_(Tarn).

- Brasserie Bombero, à Castres.

- Brasserie Burtonian Beers, à Castres.

- Brasserie Auros, à Cordes-sur-Ciel.

- Brasserie de la Brunaude, à Coufouleux.

- Brasserie du Sidobre, à Le Bez.

### Tarn-et-Garonne
- Brasserie Iron à Montauban.

- Brasserie Belier Verfeil sur seye

Summer ipa
perché apa
fruit salad dipa
Huell melon saison
Hombre imperial amber ipa
Dark heart imperial porter
Galena pale ale

## Guadeloupe
- Corsaire
- La Lézarde
- Gwada beer
- Lékouz.

## Guyane
- Jeune Gueule

## Martinique
- Bière Lorraine[49];
- BAM[50];
- Le Deck[51].

## Mayotte

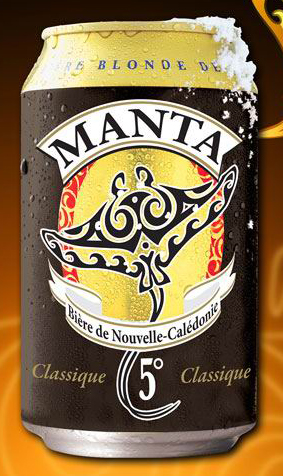
Canette de Bière Manta.

- Hipo

## Nouvelle-Calédonie
- Grande brasserie de Nouvelle-Calédonie
  - Number One
  - Havannah
- Société Le Froid
  - Manta

## Polynésie française
- Brasserie de Tahiti :
  - Hinano
- Tabu
- Ariki

## La Réunion

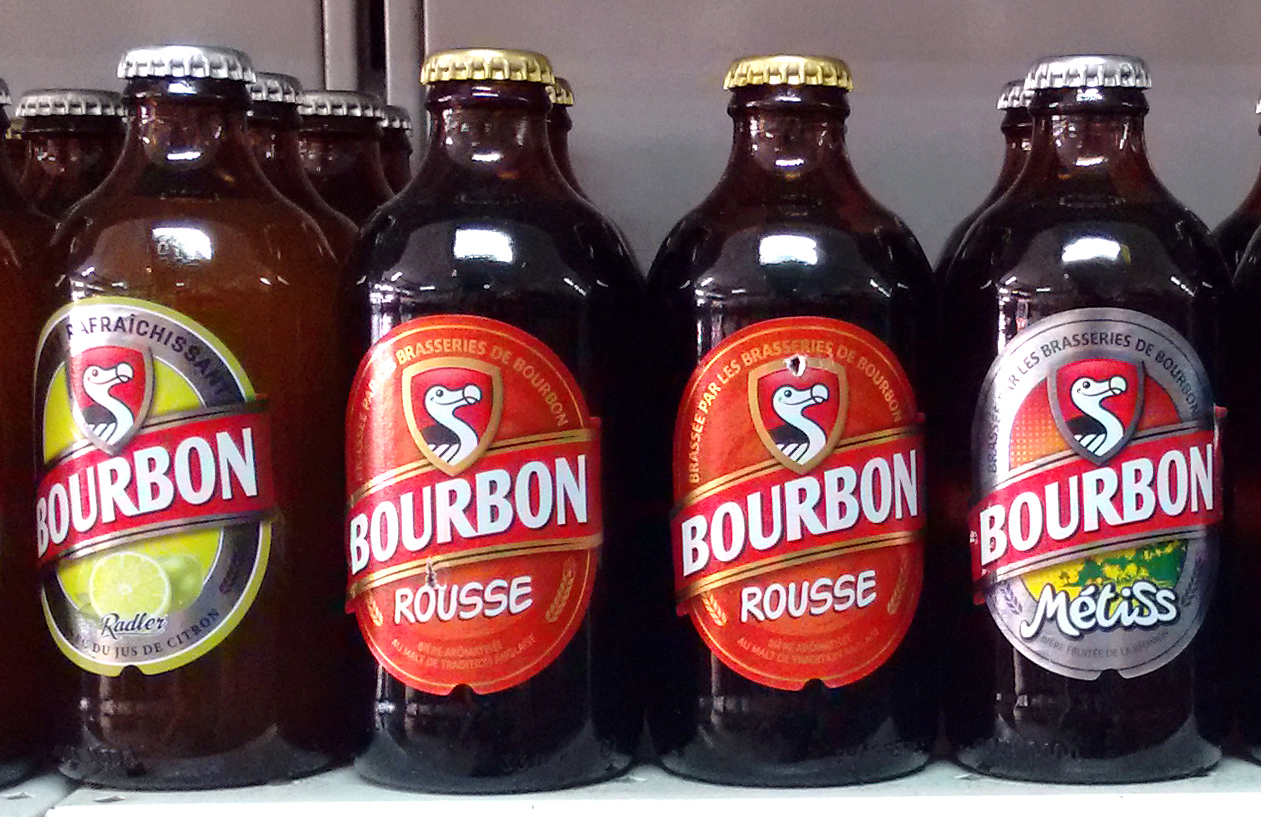
Bouteilles de bière Bourbon.

- Brasseries de Bourbon
  - Bière Bourbon ou « Dodo »
  - Blanche de Bourbon
  - Bourbon la Rousse
  - Bourbon de Noël
  - Gran Merkal
  - 974
  - Fisher Réunion

## Pays de la Loire

### Loire-Atlantique
- Brasserie du Bouffay, à Carquefou :
  - L'Ambrée, 7,0 %
  - La Blanche, 5,0 %
  - La Blonde, 6,0 %
  - La Bière de Mars, 6,0 %
  - La Bière de Noël, 8,0 %
  - La Braise, ambrée 8,0 %
- Brasserie de la Côte de Jade, à Pornic :
  - Brigantine ambrée, 6,0 %
  - Brigantine blonde, 5,0 %
  - Cap Crique, à la fraise et à la framboise 4,5 %
  - Cap Crique, à la mûre et au cassis 4,5 %
- Brasserie de la Brière, à Saint-Lyphard :
  - Aerouant Du, brune 5,0 %
  - Bière de Noël, blonde 7,0 %
  - Blanche, 5,0 %
  - La Paludière, blonde au caramel et au beurre salé 5 %
  - Morta, ambrée 5,5 %
  - Thorella, blonde Bio 5,5 %
  - Typha, blonde 6 %
- Brasserie Artisanale de la Divatte, à La Chapelle-Basse-Mer :
  - La Trompe Souris Blonde, 5,0 %
  - La Trompe Souris Noire, 5,0 %
  - La Trompe Souris Rousse, 6,0 %
  - La vielle Tour, brune 8,0 %
- Brasserie de Penhouêt, à Saint-Nazaire :
  - Coaltar, stout 5,5 %
  - Houache, blonde 4,5 %
  - Pétole, blanche 5,5 %
- Ferme-Brasserie de la Mée, à Treffieux :
  - Bière du Chaudron Blonde, 5,0 %
  - Bière du Chaudron Brune, 6,5 %
- Les Bières de Charlotte, à Nantes :
  - La Blanche
  - La Blonde
  - L'Ambrée
  - La Carlota
  - La Brune
  - La Bière de Noël
- Brasserie Plormel+Plormel à Vieillevigne[52]:
  - La Barbotine Bio Blanche
  - La Barbotine Bio Blonde
  - La Barbotine Bio Ambrée
  - La Barbotine Bio Noël

### Maine-et-Loire
- Brasserie B2R2, à  Angers :
  - Bon Roi, bière de garde titrant 6 %
  - Guillaume Tell, bière blanche à la pomme 3,6 %
- Dumnac Beers, aux Ponts de Cé :
  - White Lama (bière blanche, 5 %)
  - Furious Pig (India Pale Ale, 6 %)
  - Ninja Kick (Triple, 8°)
  - Flying Monk (Quadruple, 9°), en 33 cl
- La fabrique des bières d'Anjou (label AB), à  La Ménitré :
  - La Piautre, bière blanche 4 %, blonde 5 %, rousse 6 %, ambrée 5,6 % noire 5 % et triple 7,5 % en 33 cl ou 75 cl
- Brasserie des Fontaine (bière artisanale) , aux Vercher sur Layon :
- La Rombiere (bière artisanale) à Beaupréau

### Vendée

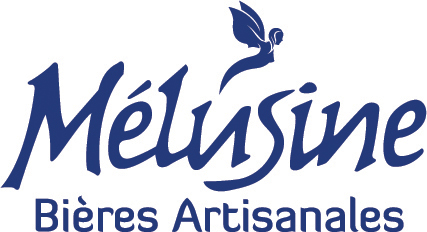
Brasserie Mélusine.

- Brasserie Mélusine à Chambretaud :
  - Mélusine, blonde 6,5 %
  - Mélusine bio, blonde 5 %
  - Barbe bleue, brune 7 %
  - La cervoise, rousse 6,5 %
  - Blanche Écume, blanche 4,2 %
  - Mandragore, blonde 4,8 %
  - Puy d'enfer, blonde 8,5 %

## Provence-Alpes-Côte d'Azur
- La Cornue (Provence)

### Alpes-de-Haute-Provence

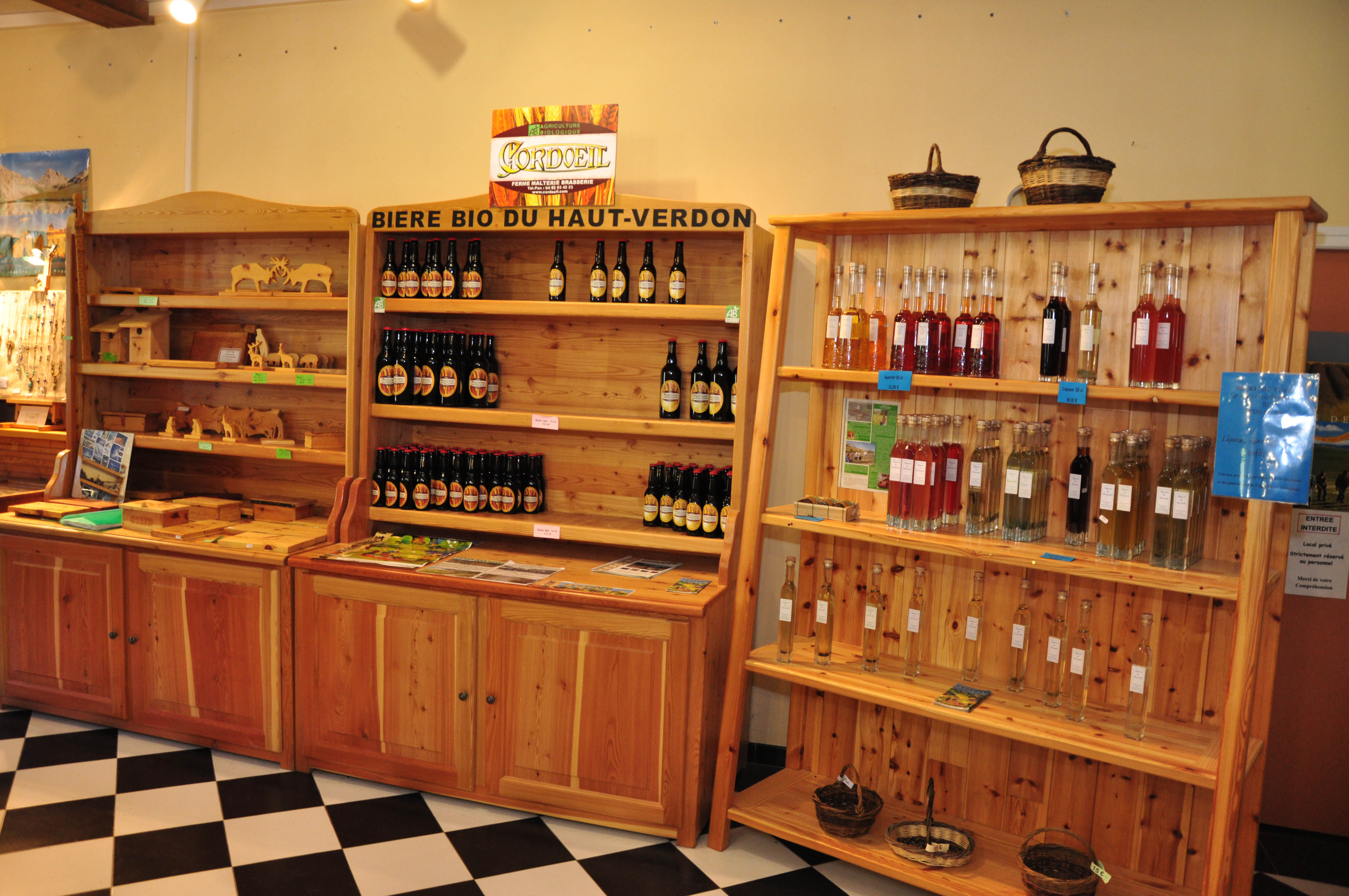
Bière bio Cordoeil

- La Bière des Gorges (bio) - Brasserie Verdon à Saint Martin de Brômes :
  - Blonde au Romarin et millefeuille de Provence
  - Blonde au Miel de Lavande de Valensole et Safran de Forcalquier
  - Ambrée aux châtaigne et gentiane de Provence
  - Blanche Citron de Menton et Bergamote
  - Blonde Citron Basilic de Provence
  - Blonde Ipa Mandarine de la côte d'Azur
  - Blanche Calisson d'Aix en Provence
  - Rousse aux Agrumes de Menton
  - Cola des Gorges
  - Limonade des Gorges
  - Orangeade des Gorges

- Brasserie Cordoeil à Thorame-Basse :
  - Cordoeil Blonde 5°5
  - Cordoeil Ambrée 6°5
  - Cordoeil Deuxgrains, bière de blé à 4°
  - Cordoeil Bombasse, ambrée 10°5
  - Cordoeil Miel bière au miel
  - Cordoeil 23Fructidor IPA blonde à 5°
  - Cordoeil Framboise bière aux fruits a 5°
  - Cordoeil Anarchiste, stout a 3°8
  - Cordoeil Orsini 8°
  - Cordoeil Vieille réserve
  - Cordoeil Noël

- La Sauvage - Brasserie des Hautes Vallées à Saint-Paul-sur-Ubaye
  - Blonde
  - Ambrée
  - Blanche
  - Brune
  - aux fleurs de génépi
  - Blanche IPA

### Alpes-Maritimes
- Brasserie BadaB, à Grasse :
  - La Grassieuse, bière blonde ;
  - La Clarinette, bière blanche ;
  - La Contrebasse, bière ambrée.
- Ferme-brasserie Barberis, à Massoins.
- Mare Nostrum, à Castillon et Pégomas.
- Colgan's Brewery, à Mouans-Sartoux.
- Noiseless Beer, à Antibes.

### Bouches-du-Rhône
- Brasserie Artisanale de Provence à Rousset
- Brasserie de Provence - Aquae Maltae à Aix-en-Provence
- La Petite Aixoise à Saint-Canat
- Aixpression à Rognes
- La Minotte à Marseille
- Brasserie de Puyricard - Bulles de Provence, à Puyricard
- L'étang de bière à Saint-Chamas
- La bière de la Plaine, dans le 6e arrondissement de Marseille.
- Des Suds, fabrique de bières bio dans le 10e arrondissement de Marseille, à Saint-Loup
- Brasserie de Sulauze, à Miramas
- Brasserie Rock'n Malt à La Ciotat
- Brasserie Artisanale Arlatina à Arles

Certaines brasseries des Bouches-du-Rône sont réunis dans l'association "Bière de Provence"

### Hautes-Alpes
- Brasserie Bio de Briançon :
  - La Mistigri, blonde ;
  - La Cattus, blonde ;
  - La Moustache, ambrée ;
  - La Chatte en Feu, ambrée ;
  - La Minette, blanche ;
  - La Griffue, brune forte ;
  - Le Vieux Barbu, bière d'hiver ;
  - La Siamoise, à la myrtille ;
  - La Tigresse, au bourgeon de mélèzes ;
  - La Féline, au génépi en brin.
- La Tourmente Brasserie Artisanale des Grands Cols, à Briançon :
  - La Tourmente,
  - La Tourmente au genépi,
  - La Tourmente Blanche,
  - La Tourmente de Noël,
  - La Tourmente de mars.
- Bière des Alpes L&L Alphand à Vallouise :
  - Blanche,
  - Blonde,
  - Brune,
  - Ambrée,
  - Bière de Noël.
- Brasserie d'Ancelle à Ancelle :
  - VO Bulle Blanche,
  - VO Bulle Blonde,
  - VO Bulle Dorée,
  - VO Bulle Ambrée,
  - VO Bulle Brune.

### Var
- Les brasseurs de l’esterel Saint-Raphaël
- Hypaea, Île de Porquerolles
- La Bière Des Iles D'or, Hyères
- La Bas Varoise, La Cadière-d'Azur
- Lou Pitchoun, Roquebrune-sur-Argens
- La Trop, de Saint-Tropez
- La Mistrale Tourrettes
- Bière de la Rade, Toulon
- Le Mousse, La Seyne-sur-Mer
- Bière Sortilèges Saint-Maximin-la-Sainte-Baume
- Bozzzale, Figanières

### Vaucluse

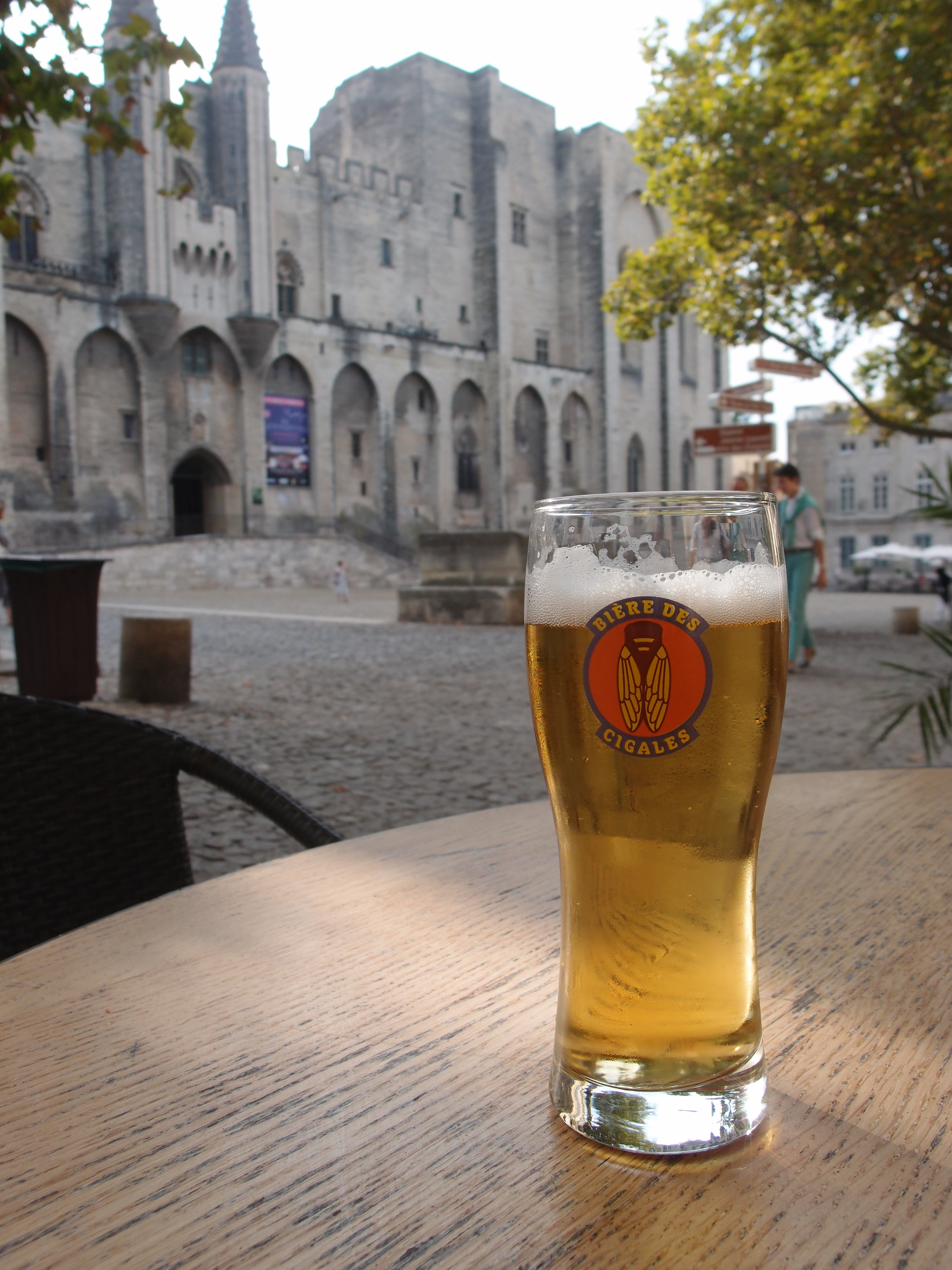
Bière des Cigales.

Le département compte une vingtaine de brasseries implantées, dont :
- DBS - La bière des Cigales (Groupe Heineken) à Avignon ;
- Brasserie du Mont Ventoux, à Carpentras[54] ;
- Brasserie LUB  Les Taillades[53] ;
- Agora artisans brasseurs à Carpentras[53] ;
- Balme à Beaumes-de-Venise[53]
- La Géante de Provence à Brantes[53] ;